# Liste bekannter Attentate
Die Liste bekannter Attentate listet Attentate auf einzelne Personen in chronologischer Reihenfolge auf. Die Liste erhebt keinen Anspruch auf Vollständigkeit.

## Altertum

### Altertum vor Christus
| Jahr        | Opfer                        | Stellung                        | Täter                                                                | Ort                        | Kurzbeschreibung | Bild                |
| ----------- | ---------------------------- | ------------------------------- | -------------------------------------------------------------------- | -------------------------- | --- | ------------------- |
| 680 v. Chr. | Sanherib                     | König von Assyrien              |                                                                      |                            | Am 16. Januar 680 v. Chr. wurde der assyrische König Sanherib im Zuge eines Machtkampfes von einem oder zwei seiner Söhne getötet. Hinsichtlich der Täter und des Tathergangs gibt es unterschiedliche Überlieferungen. Nach der biblischen Überlieferung wurde er von seinen Söhnen Adrammelech (auch Urdu-Mulissu genannt) und Sarezer ermordet, die nach der Tat nach Urartu flohen. Möglicherweise war aber auch sein jüngster Sohn und Nachfolger Asarhaddon an der Tat beteiligt. |                     |
| 578 v. Chr. | Lucius Tarquinius Priscus    | König von Rom                   | Söhne des Ancus Marcius, zwei Hirten                                 | Rom                        | Im Jahre 578 v. Chr. beauftragten die Söhne des vorherigen Königs Ancus Marcius zwei Hirten den König Lucius Tarquinius Priscus zu ermorden. Sie täuschten eine Schlägerei im Vorhof des Palastes vor und wurden vor den König geführt, der versuchte, den vermeintlichen Streit zu schlichten. Dort erschlug einer von ihnen den König mit einer Axt. |                     |
| 514 v. Chr. | Hipparchos                   | Tyrann von Athen                | Harmodios und Aristogeiton                                           | Athen                      | Im Jahre 514 v. Chr. ermordeten Harmodios und Aristogeiton den Tyrannen Hipparchos. Schon kurze Zeit später, nach dem Sturz von Hipparchos Bruder, dem Tyrannen Hippias, im Jahre 510 v. Chr., wurden sie als Tyrannenmörder und später als Vorkämpfer der attischen Demokratie verehrt. Tatsächlich dürften ihrer Tat aber keine politischen, sondern – wie von Herodot und Thukydides überliefert – persönliche Motive im Zusammenhang mit homoerotischen Beziehungen zwischen den Beteiligten zugrunde gelegen haben. |                     |
| 336 v. Chr. | Philipp II.                  | König von Makedonien            | Pausanias                                                            | Aigai                      | Im Sommer 336 v. Chr. wurde der makedonische König Philipp II. während der Hochzeit seiner Tochter Kleopatra mit dem Molosserfürsten Alexander von Epeiros von seinem Leibwächter Pausanias ermordet. Über die Hintergründe der Tat gibt es verschiedene Ansichten. Die ältesten Überlieferungen von Aristoteles und Diodor nennen persönliche Motive im Zusammenhang mit einer von Philipp nicht gewährten Genugtuung für eine von dem Heerführer Attalos erlittene Misshandlung. Es gibt auch Spekulationen über eine Anstiftung durch Philipps Ehefrau Olympias und seinen Sohn Alexander. Darüber hinaus gab es jedoch auch viele andere Personen und Gruppen, die ein Interesse an Philipps Tod hätten haben können. | Philipp II.         |
| 227 v. Chr. | Ying Zheng (Qin Shihuangdi)  | König von Qin, Kaiser von China | Jing Ke                                                              | Qin                        | Im Jahr 227 v. Chr. wurde Jing Ke aus dem Staat Wei von einem Nahestehenden Ying Zhengs, dem Prinzen Dan von Yan, angeheuert, Ying Zheng, den damaligen König von Qin, zu ermorden. Der Prinz und sein Vater König Xi von Yan befürchteten eine Annexion Yans durch Ying Zheng und dessen weit überlegene Armee (was auch im Jahre 222 v. Chr. eintraf). Ein in Ungnade gefallener Qin-General namens Fan Yuqi opferte sich, um durch die Übergabe seines Kopfes Jing Ke Zugang zum König verschaffen. Das Attentat misslang allerdings: Jing Ke wurde überwältigt, als er seinen Dolch zog und auf den König einstach, und hingerichtet.                                                                                 | Qin Shihuangdi      |
| 221 v. Chr. | Hasdrubal                    | Karthagischer Feldherr          |                                                                      | Neukarthago, nun Cartagena | Im Jahr 221 v. Chr. wurde der karthagische Feldherr Hasdrubal der Schöne vermutlich in seinem Palast in der von ihm gegründeten Stadt „Neukarthago“ von einem iberischen Sklaven ermordet. Titus Livius überliefert als Motiv Rache für die vorangegangene Tötung seines früheren Herrn, des keltischen Königs Tago, durch Hasdrubal. |                     |
| 133 v. Chr. | Tiberius Sempronius Gracchus | Römischer Volkstribun           | Publius Cornelius Scipio Nasica Serapio (Anführer)                   | Rom                        | Mitte des Jahres 133 v. Chr. stürmten politische Gegner des Volkstribuns Gracchus unter Führung seines Cousins Scipio Nasica eine Volksversammlung und erschlugen Gracchus und etwa 300 seiner Anhänger. Unmittelbares Motiv für die Tat war die Absicht des Gracchus, sich entgegen der römischen Verfassung, die eine direkte Wiederwahl ausschloss, von der Volksversammlung als Volkstribun wiederwählen zu lassen. Eigentlicher Hintergrund war die Auseinandersetzung zwischen Optimaten und Popularen über die Gracchische Reform. |                     |
| 91 v. Chr.  | Marcus Livius Drusus         | Römischer Volkstribun           | Quintus Servilius Caepio (mutmaßlicher Täter)                        | Rom                        | Im Jahr 91 v. Chr. wurde der Volkstribun Marcus Livius Drusus wegen eines Gesetzesvorhabens zur Bürgerrechtsverleihung an die Bundesgenossen ermordet. Der Tat wurde sein Schwager Quintus Servilius Caepio verdächtigt, der vermutlich in diesem Jahr Prätor war. Die Ermordung des Drusus führte zum Ausbruch des Bundesgenossenkriegs. |                     |
| 72 v. Chr.  | Quintus Sertorius            | Anführer der Lusitanier         | Marcus Perperna                                                      | Huesca                     | Im Jahr 72 v. Chr. fiel der ehemalige römische Feldherr und Politiker und Anführer der Lusitanier einer Verschwörung seiner Offiziere unter Führung seines Stellvertreters Perperna zum Opfer. Perperna und andere Offiziere ermordeten Sertorius während eines Festmahls in der Villa des Perperna in Osca. Hintergrund war ein Machtkampf zwischen Sertorius und Perperna um die Führung des von Sertorius aufgebauten, weitestgehend von Rom unabhängigen „Sonderreiches“ auf der iberischen Halbinsel. |                     |
| 52 v. Chr.  | Publius Clodius Pulcher      | Römischer Volkstribun           | Titus Annius Milo                                                    | Via Appia bei Bovillae     | Am 18. Januar 52 v. Chr. wurde der Volkstribun und Kandidat für das Amt des Konsuls Clodius im Rahmen einer gewaltsamen, politisch motivierten Auseinandersetzung bei Bovillae auf der Via Appia von Milo und seinen Anhängern erschlagen. Hintergrund waren Machtkämpfe am Ende der Römischen Republik. |                     |
| 48 v. Chr.  | Gnaeus Pompeius Magnus       | Römischer Feldherr und Triumvir | Achillas und Lucius Septimius                                        | Pelusium                   | Im Jahr 48 v. Chr. floh Pompeius Magnus nach einer entscheidenden Niederlage im Bürgerkrieg zwischen ihm und Julius Caesar von Griechenland aus ins Königreich Ägypten. Um Caesars Fraktion durch ein gegebenes Asyl nicht zu provozieren und somit Ägypten eventuell sogar in den Krieg zu involvieren, wurde Pompeius am 28. September auf ein Boot gelockt und dort von Achillas und Lucius Septimius erstochen. |                     |
| 44 v. Chr.  | Gaius Julius Caesar          | Römischer Diktator              | Marcus Iunius Brutus, Gaius Cassius Longinus und weitere Verschwörer | Rom                        | Am 15. März 44 v. Chr. wurde der römische Diktator Caesar von einer Gruppe Senatoren um Brutus und Cassius während einer Senatssitzung im Theater des Pompeius mit 23 Dolchstichen ermordet. Motiv für die Tat war die Befürchtung zahlreicher Senatoren, dass Caesar, der sich kurz zuvor zum „Diktator auf Lebenszeit“ hatte ernennen lassen, die Königswürde anstrebe. | Gaius Iulius Caesar |
| 43 v. Chr.  | Marcus Tullius Cicero        | Römischer Senator               | Gaius Popilius Laenas                                                | Formia                     | Am 7. Dezember 43 v. Chr. wurde Cicero als politischer Gegner des herrschenden Zweiten Triumvirats nahe seines Landsitzes bei Formia aufgehalten und vom Militärtribun Gaius Popilius Laenas geköpft. | Cicero              |
| 41 v. Chr.  | Arsinoë IV.                  | Ägyptische Pharaonin            | Marcus Antonius                                                      | Ephesos                    | Im Jahr 41 v. Chr. ließ Kleopatra ihre Schwester Arsinoë durch ihren Geliebten, den römischen Feldherrn und Triumvirn Marcus Antonius, in ihrem Exil im Tempel der Artemis in Ephesos ermorden. Motiv für die Tat war, dass Kleopatra ihre Schwester, die während des Alexandrinischen Kriegs schon einmal zur Gegenkönigin erhoben worden war, als potentielle Gegenspielerin fürchtete. |                     |

### Altertum nach Christus
| Jahr | Opfer                                                                                | Stellung                                                           | Täter                                                 | Ort                         | Kurzbeschreibung | Bild                 |
| ---- | ------------------------------------------------------------------------------------ | ------------------------------------------------------------------ | ----------------------------------------------------- | --------------------------- | --- | -------------------- |
| 41   | Caligula                                                                             | Römischer Kaiser                                                   | Cassius Chaerea                                       | Rom                         | Am 24. Januar 41 fiel der römische Kaiser Caligula einer Verschwörung zum Opfer. Drahtzieher der Verschwörung war der Militärtribun der Prätorianergarde Cassius Chaerea. Konkretes Motiv für die Tat waren wohl regelmäßige Demütigungen Chaereas durch Caligula. Darüber hinaus fand die Verschwörung infolge eines Machtkampfs Caligulas mit dem Senat und seiner zunehmenden Gewaltherrschaft auch reichlich Unterstützung, vor allem bei den Patriziern. | Caligula             |
| 96   | Domitian                                                                             | Römischer Kaiser                                                   | Flavius Stephanus                                     | Rom                         | Der römische Kaiser Domitian wurde am 18. September 96 von Flavius Stephanus, einem Freigelassenen und Prokurator seiner Nichte Flavia Domitilla, in seinem Schlafzimmer erstochen. Unterstützt wurde Stephanus dabei von Domitians Kammerdiener Parthenios und dessen Freigelassenem Maximus. Wer neben den unmittelbar handelnden Personen noch zum Kreis der Verschwörer gehörte, ist unklar. Hintergrund der Tat war das zunehmend misstrauische und brutale Vorgehen Domitians auch gegen sein engstes Umfeld. Darüber hinaus geschah die Tat mit Billigung des Senats, den Domitian weitgehend entmachtet hatte. | Domitian             |
| 192  | Commodus                                                                             | Römischer Kaiser                                                   | Narcissus                                             | Rom                         | Am 31. Dezember 192 wurde der römische Kaiser Commodus im Zuge einer umfangreichen Verschwörung unter Beteiligung seiner Konkubine Marcia von dem Athleten Narcissus in seinem Bad erwürgt. Die genauen Motive sind unklar. | Commodus             |
| 192  | Dong Zhuo                                                                            | Ministerpräsident des chinesischen Kaiserreichs                    | Wang Yun, Lü Bu und Li Su                             | Xi’an                       | Am 22. Mai 192 wurde Dong Zhuo, de facto Herrscher über China, von seinem Adoptivsohn Lü Bu und General Li Su erstochen. Dong Zhuos Herrschaft war von Gewaltexzessen, Bürgerkrieg und Inflation geprägt, was Innenminister Wang Yun dazu veranlasste sich mit anderen hohen Beamten, sowie Lü Bu und Li Su zu verschwören, um Dong Zhuo zu ermorden. | Dong Zhuo            |
| 217  | Caracalla                                                                            | Römischer Kaiser                                                   | Iulius Martialis                                      | Carrhae                     | Der römische Kaiser Caracalla fiel am 8. April 217 einer Verschwörung des Prätorianerpräfekten Macrinus zum Opfer. Macrinus sah sich durch ein vermutlich von Gegnern oder Neidern gestreutes Gerücht, eine Prophezeiung habe ihm die Kaiserwürde verheißen, akuter Lebensgefahr ausgesetzt, da Caracalla sehr misstrauisch war und stets Verschwörungen vermutete. Daher stiftete er Caracallas Leibwächter Iulius Martialis an, Caracalla während dessen Zug durch Mesopotamien zu ermorden. Als Caracalla sich auf dem Weg von Edessa nach Carrhae etwas von seiner Leibwache entfernte, um zu urinieren, nutzte Martialis die Gelegenheit, um ihn zu erschlagen.                                                                                           | Caracalla            |
| 268  | Gallienus                                                                            | Römischer Kaiser                                                   | Claudius Gothicus, Aurelian und andere Mitverschwörer | Mailand                     | Der römische Kaiser Gallienus wurde im Jahr 268 auf Veranlassung einer Offiziersclique um Claudius Gothicus und Aurelian bei Mailand ermordet. Gallienus, der sich im Krieg mit den Goten befand, hatte sich nach Mailand begeben, um eine Revolte seines Reitergenerals Aureolus niederzuschlagen. Zwar hatten Gothicus und Aurelian der Revolte des Aureolus bereits ein Ende bereitet, als Gallienus eintraf, wandten sich nun aber ihrerseits gegen den Kaiser und ließen ihn ermorden. Gothicus trat Gallienus’ Nachfolge an. | Gallienus            |
| 275  | Aurelian                                                                             | Römischer Kaiser                                                   |                                                       | Caenophrurium bei Byzanz    | Im Jahr 275 wurde der römische Kaiser Aurelian während der Vorbereitungen eines Feldzugs gegen die Sassaniden in Mesopotamien erstochen. Sein Privatsekretär Eros gilt als Drahtzieher. Motiv war wohl die von Aurelian betriebene Bekämpfung der Korruption. | Aurelian             |
| 337  | Julius Constantius, Flavius Dalmatius, Dalmatius, Hannibalianus und weitere Personen | Familienangehörige des verstorbenen Kaisers Konstantins des Großen |                                                       |                             | Mehrere nahe Verwandte Kaiser Konstantins wurden nach dessen Tod von ranghohen Offizieren ermordet, um die Thronfolge seiner drei Söhne Konstantin II., Constans und Constantius II. zu sichern. Unter den Opfern befanden sich die Halbbrüder des verstorbenen Kaisers Julius Constantius und Flavius Dalmatius, sowie sechs Neffen des Kaisers, darunter Dalmatius und Hannibalianus. Ungeklärt ist, wer die Morde anordnete. Mehrere Gegner des Kaisers Constantius II., darunter Athanasius der Große und Julian, warfen diesem vor, für die Ermordung seiner Verwandten verantwortlich gewesen zu sein. Dagegen vertraten beispielsweise Eusebius von Caesarea und Gregor von Nazianz die Ansicht, die Offiziere hätten aus eigener Initiative gehandelt. | Konstantin der Große |
| 454  | Flavius Aëtius                                                                       | Weströmischer Heermeister                                          | Valentinian III.                                      | Rom                         | Der weströmische Kaiser Valentinian erschlug am 21. oder 22. September 454 während einer Audienz auf dem Palatin in Rom eigenhändig seinen Heermeister Aëtius unter dem Vorwand, dass ihn dieser betrüge. Motiv für die Tat war, dass der Kaiser keine andere Möglichkeit sah, sich von der Dominanz des übermächtigen, aber demonstrativ loyalen Heermeisters zu befreien. Neben Aëtius wurde auch dessen Vertrauter, der Prätorianerpräfekt Boethius getötet. Unmittelbare Folge der Tat waren die Lösung Dalmatiens vom weströmischen Reich unter Führung des Marcellinus, eines Vertrauten des Aëtius, sowie ein Jahr später die Ermordung Valentinians.                                                                                                   |                      |
| 455  | Valentinian III.                                                                     | Weströmischer Kaiser                                               |                                                       | Rom                         | Am 16. März 455 erschlugen zwei ehemalige Gefolgsleute des Heermeisters Flavius Aëtius den weströmischen Kaiser Valentinian III., als er in Rom einer Truppenübung beiwohnen wollte. Dies geschah offensichtlich aus Rache, denn Valentinian hatte den übermächtigen Flavius Aëtius im Vorjahr eigenhändig erschlagen. |                      |
| 456  | Ankō                                                                                 | Japanischer Kaiser                                                 | Mayowa no Ōkimi                                       |                             | Der japanische Kaiser Ankō wurde von seinem Stiefsohn Prinz Mayowa ermordet, dessen leiblichen Vater, Prinz Okusaka, der Kaiser versehentlich getötet hatte. |                      |
| 493  | Odoaker                                                                              | König von Italien                                                  | Theoderich                                            | Ravenna                     | Der italienische König Odoaker wurde am 15. März 493 von dem ostgotischen König Theoderich eigenhändig an dessen Hof ermordet. Offizielles Motiv war eine persönliche Rache, tatsächlich standen aber wohl machtpolitische Gründe im Vordergrund. Odoaker hatte zuvor zwar auf die weströmische Kaiserwürde verzichtet, sein italienisches Königreich aber auf Kosten des Oströmischen Reiches bis nach Dalmatien ausgedehnt, weshalb der oströmische Kaiser die Ostgoten im Kampf gegen ihn unterstützt hatte. |                      |
| 535  | Amalasuntha                                                                          | Ostgotische Königin                                                | Theodahad (Drahtzieher)                               | Isola Martana im Bolsenasee | Am 30. April 535 ließ der Ostgotenkönig Theodahad seine Cousine Amalasuntha nach ihrer Inhaftierung auf der Insel Martana im Bolsenasee im Bad erwürgen. Amalasuntha, Tochter König Theoderichs des Großen, hatte ein Jahr zuvor, nachdem ihr Sohn Athalarich, für den sie die Regentschaft ausgeübt hatte, verstorben war, Theodahad zum Mitregenten gemacht. Dieser stürzte sie jedoch und ließ sie beseitigen. | Amalasuntha          |
| 592  | Sushun                                                                               | Japanischer Kaiser                                                 | Yamato no Aya no Ataikoma                             |                             | Der japanische Kaiser Sushun wurde auf Anweisung seines Onkels, des mächtigen Adligen Soga no Umako, durch den Höfling Yamato no Aya no Ataikoma ermordet. Sushun war durch die Unterstützung des mächtigen Soga-Clans auf den Thron gelangt, empfand später jedoch deren Übermacht als hinderlich und wollte daher den damals amtierenden Ōomi des Soga-Clans, Soga no Umako entmachten. Dem kam dieser durch das Attentat zuvor. |                      |

## Mittelalter

### 7. bis 12. Jahrhundert
| Jahr | Opfer                 | Stellung                                    | Täter                                                                            | Ort             | Kurzbeschreibung | Bild                     |
| ---- | --------------------- | ------------------------------------------- | -------------------------------------------------------------------------------- | --------------- | --- | ------------------------ |
| 644  | Umar ibn al-Chattab   | 2. Kalif                                    | Piruz Nahavandi                                                                  | Mekka           | Am 3. November 644 wurde der Kalif Umar von dem versklavten persischen Armeeangehörigen Piruz Nahavandi während des Haddsch in Mekka mit sechs Stichen tödlich verletzt und erlag vier Tage später seinen Verletzungen. Hinter der Tat standen mehrere Berater des Kalifen, darunter als mutmaßlicher Drahtzieher der in Gefangenschaft geratene persische Satrap Hormuzan. Motiv für die Tat war wohl die islamische Eroberung Persiens. |                          |
| 656  | Uthman ibn Affan      | 3. Kalif                                    |                                                                                  | Medina          | Am 17. Juni 656 wurde der Kalif Uthman im Zuge einer Rebellion von ägyptischen Rebellen in seinem Palast in Medina gelyncht. Hintergrund waren zunehmende innere Spannungen und Machtkämpfe innerhalb des Kalifats. So bestritten die Anhänger der Witwe Mohammeds Aischa und ihres Schwiegersohns Ali die Legitimität Uthmans als Kalif, andere opponierten gegen die Bevorzugung von Uthmans Sippe der Umayyaden bei der Besetzung wichtiger Positionen und wieder andere wehrten sich gegen die Festschreibung eines autoritativen Korantextes durch Uthman. Konkreter Auslöser der Rebellion in Ägypten war der Widerstand der Bevölkerung in der Garnisonsstadt Fustat gegen den vom Kalifen eingesetzten Gouverneur. Uthmans Ermordung führte letztlich zur Spaltung des Islam in Sunniten, Schiiten und Charidschiten. |                          |
| 661  | ʿAlī ibn Abī Tālib    | 4. Kalif, 1. Imam der Schiiten              | Ibn Muldscham                                                                    | Kufa            | Der Kalif Ali fiel am 22. Januar 661 einem Attentat des Ibn Muldscham, eines Charidschiten, zum Opfer und erlag zwei Tage später seinen Verletzungen. Hintergrund der Tat war das Auseinanderbrechen des Islam in Sunniten, Schiiten und Charidschiten. Etwa zeitgleich verübten die Charidschiten auch ein Attentat auf den Umayyaden Muawiya, das jedoch scheiterte. Letztlich setzte sich dieser als 5. Kalif durch und begründete die sunnitische Umayyaden-Dynastie. |                          |
| 797  | Konstantin VI.        | oströmischer Kaiser                         |                                                                                  | Byzanz          | Der oströmische Kaiser Konstantin wurde im Zuge eines Machtkampfs von Verbündeten seiner Mutter Irene und mit deren Billigung gefangen genommen und geblendet. Er starb kurz darauf an seinen Verletzungen. Irene hatte jahrelang die Regentschaft für ihren anfänglich noch unmündigen Sohn ausgeübt und konnte von ihm erst deutlich nach seiner Mündigkeit von der Macht verdrängt werden. |                          |
| 946  | Edmund I.             | König von England                           | Leofa                                                                            | Pucklechurch    | Am 26. Mai 946 wurde der angelsächsische König Edmund in seinem Jagdhaus in Pucklechurch, South Gloucestershire, bei dem Versuch einen seiner Beamten während eines Handgemenges zu retten von dem aus dem Exil zurückgekehrten Verbrecher Leofa erdolcht. | Edmund I.                |
| 969  | Nikephoros II.        | oströmischer Kaiser                         | Johannes Tzimiskes                                                               | Byzanz          | Er schränkte die Freigiebigkeit des Hofes ein und kürzte die Bezüge des Klerus. Die hohen Steuern und die Entwertung der byzantinischen Münzen schadeten seiner Popularität, es kam zu Aufständen. Seine Frau Theophanu begann eine Affäre mit seinem Neffen Johannes Tzimiskes, der ihn am 11. Dezember 969 in seinem Schlafzimmer ermordete. |                          |
| 978  | Eduard der Märtyrer   | König von England                           |                                                                                  | Wareham         | Der englische König Eduard der Märtyrer wurde am 18. März 978 während eines Besuchs auf der Burg Corfe Castle bei Wareham in Dorset mit einem Dolch erstochen. Als Täter nennen die Quellen teils einen Bediensteten seiner Stiefmutter Ælfthryth, teils seine Stiefmutter persönlich. Hintergrund der Tat war ein Machtkampf um den englischen Thron zwischen Eduard und seiner Stiefmutter, die ihren noch minderjährigen Sohn Æthelred auf den Thron bringen wollte. |                          |
| 1040 | Duncan I.             | König von Schottland                        | Macbeth                                                                          | Elgin           | Am 14. August 1040 wurde der schottische König Duncan während der Schlacht von Elgin von seinem Vetter und Heermeister Macbeth getötet. Hintergrund der Tat war ein Machtkampf um den schottischen Thron. |                          |
| 1066 | Conan II.             | Herzog der Bretagne                         | Wilhelm II. (mutmaßlicher Anstifter)                                             | Château-Gontier | Der bretonische Herzog Conan II. wurde am 11. Dezember 1066 vergiftet. Als Anstifter gilt der Herzog der Normandie und spätere englische König Wilhelm der Eroberer. |                          |
| 1086 | Knut IV.              | König von Dänemark                          |                                                                                  | Odense          | Der später heiliggesprochene dänische König Knut IV. wurde am 10. Juli 1086 gemeinsam mit seinem Bruder Benedikt wegen seiner wiederholten Eingriffe in die überlieferte Rechtsordnung des Landes von einer aufgebrachten Menge in der von ihm errichteten St.-Albans-Kirche in Odense ermordet. |                          |
| 1092 | Nizam al-Mulk         | Wesir der Großseldschuken                   | Hasan-i Sabbah (mutmaßlicher Drahtzieher)                                        | Nahavand        | Der seldschukische Wesir Nizam al-Mulk wurde nach herrschender Überlieferung am 14. Oktober 1092 auf dem Weg von Isfahan nach Bagdad nahe der Stadt Nahavand von einem von Hasan-i Sabbah entsandten Ismailitischen Assassinen ermordet, der sich seiner Sänfte als Derwisch verkleidet näherte. Die Seldschuken hatten bereits zwei militärische Expeditionen gegen die zunehmend mächtiger werdenden Assassinen unter Hasan-i Sabbah gesandt. Es gibt jedoch auch andere Überlieferungen zu Hergang und Hintergründen der Ermordung Nizam al-Mulk. |                          |
| 1098 | Thoros                | Herrscher von Edessa                        | Balduin von Boulogne (mutmaßlicher Drahtzieher)                                  | Edessa          | Thoros von Edessa wurde am 9. März 1098 vermutlich auf Betreiben von Balduin von Boulogne, des späteren Königs von Jerusalem ermordet. Balduin hatte sich zuvor von Thoros adoptieren und zum Erben einsetzen lassen. Er wurde nach Thoros' Tod der erste Graf von Edessa. |                          |
| 1121 | al-Afdal Schahanschah | Wesir der Fatimiden                         |                                                                                  |                 | Der Wesir al-Afdal wurde – wahrscheinlich im Auftrag des Kalifen al-Amir – während des Opferfestes 1121 von Assassinen ermordet. Motiv für die Tat war wohl ein Machtkampf, da unter al-Afdal die eigentliche Macht im Reich der Fatimiden beim Wesir lag, während der Kalif weitestgehend von der Regierung ausgeschlossen war. |                          |
| 1130 | Al-Amir               | 10. Kalif der Fatimiden                     |                                                                                  |                 | Der Kalif Al-Amir wurde am 7. Oktober 1130 von Assassinen ermordet. Hintergrund der Tat waren politische Spannungen zwischen den ismaelitischen Gruppen der Nizariten und Mustaliden. Diese gingen auf die Zeit nach dem Tod von al-Amirs Großvater al-Mustansir im Jahr 1094 zurück, als der damalige Wesir al-Afdal Schahanschah unter Übergehung und nachfolgender Ermordung des eigentlich thronfolgeberechtigten Sohnes Nizar dessen jüngeren Bruder al-Mustali, den Vater von al-Amir, als Kalifen durchsetzte. |                          |
| 1136 | Harald IV.            | König von Norwegen                          | Sigurd Slembe                                                                    | Bergen          | Der norwegische König Harald wurde am 14. Dezember 1136 in Bergen von Sigurd Slembe im Bett ermordet. Bereits seit dem Tod Sigurds I. im Jahr 1130 herrschte in Norwegen ein Machtkampf zwischen Magnus IV. und Harald IV., den Harald schließlich im Jahre 1135 in einer Schlacht bei Bergen für sich hatte entscheiden können. Im Jahr darauf war dann mit Sigurd Slembe ein neuer Thronprätendent aufgetreten, dem es jedoch trotz der Ermordung Haralds nicht gelang, sich gegen dessen Söhne Sigurd II. und Inge Krogrygg durchzusetzen. |                          |
| 1148 | Alfons Jordan         | Graf von Toulouse und Markgraf der Provence | Raimund II. von Tripolis (mutmaßlicher Drahtzieher)                              | Caesarea        | Alfons Jordan wurde im April 1148 während des zweiten Kreuzzugs in Caesarea vergiftet. Hinter der Tat stand wohl in erster Linie sein Großneffe Raimund II. von Tripolis, der Ansprüche Alfons Jordans auf die Grafschaft Tripolis fürchtete. Allerdings werden auch Eleonore von Aquitanien und Melisende von Jerusalem, die Schwägerin Raimunds II. von Tripolis, als mögliche Anstifterinnen der Tat genannt. |                          |
| 1170 | Thomas Becket         | Erzbischof von Canterbury                   | Reginald Fitzurse, William de Tracy, Hugh de Morville und Richard Brito          | Canterbury      | Thomas Becket wurde kurz nach seiner Rückkehr aus dem französischen Exil am 29. Dezember 1170 in der Kathedrale von Canterbury von den vier Rittern Reginald Fitzurse, William de Tracy, Hugh de Morville und Richard Brito ermordet. Konkreter Auslöser der Tat war, dass Becket unmittelbar vor seiner Rückkehr die Bischöfe von London, York und Salisbury exkommuniziert hatte, da diese in seiner Abwesenheit und an seiner Stelle die Krönung des Thronfolgers Richard zum neuen König von England vorgenommen hatten. Vorangegangen war jedoch bereits eine langjährige Auseinandersetzung Beckets mit dessen Vater, König Heinrich II., über die Zuständigkeit der Kirchengerichte. | Ermordung Thomas Beckets |
| 1172 | Vitale Michiel II.    | 38. Doge von Venedig                        | Marco Casolo                                                                     | Venedig         | Der Doge Vitale II. Michiel wurde am 28. Mai 1172 von Marco Casolo in der Nähe der Kirche San Zaccaria erdolcht. Es wird vermutet, dass es sich dabei um einen Auftragsmord handelte, hinter dem möglicherweise die Gesandten Venedigs in Konstantinopel, Sebastiano Ziani und Orio Mastropiero, standen. Hintergrund der Tat war eine verheerend gescheiterte Strafexpedition Venedigs gegen Konstantinopel, zu der die venezianischen Räte den Dogen zunächst gedrängt hatten, ihn nach deren Scheitern jedoch zur Rechenschaft ziehen wollten. Das Attentat erfolgte kurz vor Eröffnung eines Gerichtsverfahrens gegen den Dogen. Seine Nachfolger als 39. und 40. Doge von Venedig wurden Ziani und Mastropiero. |                          |
| 1183 | Alexios II. Komnenos  | Oströmischer Kaiser                         | Stephanos Hagiochristophorites, Konstantinus Tripsychos und Theodorus Dadibrenos |                 | Der oströmische Kaiser Alexios II. wurde im Oktober 1183 auf Befehl seines Vetters und Mitkaisers Andronikos Komnenos mit der Begründung, dass geteilte Herrschaft dem Reich nicht gut tue, von Stephanos Hagiochristophorites, dem Hetairiarchen Konstantinus Tripsychos und Theodorus Dadibrenos mit einer Bogensehne erdrosselt. |                          |
| 1192 | Konrad von Montferrat | König von Jerusalem                         |                                                                                  | Tyros           | König Konrad von Jerusalem wurde am 28. April 1192 auf dem Nachhauseweg von einem Besuch beim Bischof von Beauvais von zwei Assassinen ermordet. Hinsichtlich der Auftraggeber und Motive besteht Unklarheit. | Konrad von Montferrat    |

### 13. bis 15. Jahrhundert
| Jahr | Opfer                        | Stellung                                                                 | Täter                                                | Ort                          | Kurzbeschreibung | Bild                                                           |
| ---- | ---------------------------- | ------------------------------------------------------------------------ | ---------------------------------------------------- | ---------------------------- | --- | -------------------------------------------------------------- |
| 1204 | Alexios IV. Angelos          | Oströmischer Kaiser                                                      |                                                      |                              | Der oströmische Kaiser Alexios IV. wurde am 28. Januar 1204, wenige Tage nachdem er von Alexios Murtzuphlos als Kaiser abgesetzt worden war, erdrosselt. Hintergrund waren Machtkämpfe um den byzantinischen Thron. Alexios IV. hatte sechs Monate zuvor mit Hilfe eines Kreuzfahrerheers seinen Onkel Alexios III. vertrieben und die Macht errungen, konnte nun aber die den Kreuzfahrern gemachten Versprechungen nicht erfüllen. So kam es mit der Zeit zu zunehmenden Spannungen zwischen den Kreuzfahrern und den Bürgern von Konstantinopel, die Alexios Murtzuphlos für sich zu nutzen wusste.                                                                                            | Alexios IV. Angelos                                            |
| 1208 | Pierre de Castelnau          | Päpstlicher Legat                                                        | Raimunds VI. von Toulouse (mutmaßlicher Drahtzieher) | Saint-Gilles                 | Pierre de Castelnau, Legat des Papstes Innozenz III., wurde am 15. Januar 1208 in der Nähe der Abtei von Saint-Gilles, wo er zuvor ein Streitgespräch mit Raimund VI. von Toulouse über die Bekämpfung der als häretisch eingestuften Katharer geführt hatte, vermutlich von einem Gefolgsmann Raimunds ermordet. Vorangegangen war die Exkommunikation Raimunds wegen dessen Weigerung, Castelnau bei der Bekämpfung der Katharer die geforderte Unterstützung zu gewähren. Der Tod Castelnaus war der Auslöser des Albigenserkreuzzugs |                                                                |
| 1208 | Philipp von Schwaben         | Römisch-deutscher König                                                  | Otto VIII. von Wittelsbach                           | Bamberg                      | Der römisch-deutsche König Philipp von Schwaben wurde am 21. Juni 1208 anlässlich der Hochzeit seiner Nichte mit Herzog Otto VII. von Andechs-Meranien durch Otto VIII. von Wittelsbach ermordet. Otto VIII. suchte während der Mittagsruhe des Königs unangemeldet um eine Audienz nach, zog plötzlich sein Schwert und verletzte den König tödlich an der Halsschlagader. Motiv für den Mord war wohl die Tatsache, dass Philipp ein fünf Jahre zuvor vereinbartes Verlöbnis seiner Tochter Beatrix mit Otto annullierte. Obgleich die Tat offenbar persönliche Ursachen hatte, erlangte sie vor dem Hintergrund des deutschen Thronstreits weltpolitische Bedeutung.                           | Pfalzgraf Otto von Wittelsbach erschlägt Philipp von Schwaben. |
| 1214 | St. Albert                   | Lateinischer Patriarch von Jerusalem                                     |                                                      | Akkon                        | Der Patriarch Albert Avogadro, der spätere St. Albert, wurde am 14. September 1214 in Akkon während einer Prozession anlässlich des Fests der Kreuzerhöhung vom Meister des Heilig-Geist-Hospitals des Johanniterordens erstochen. Avogadro hatte zuvor dessen unehrenhafte Absetzung betrieben. Die Gründe, die den Patriarchen hierzu veranlassten, sind unbekannt. |                                                                |
| 1225 | Engelbert von Berg           | Erzbischof von Köln, Reichsverweser, Herzog von Westfalen, Graf von Berg | Friedrich von Isenberg                               | Gevelsberg                   | Mit über vierzig Hieben der Verschwörer unter seinen Vetter am 7. November im Hohlweg bei Gevelsberg erschlagen. Er befand sich auf dem Weg von einem westfälischen Fürstentag am 5. November in Soest nach Schwelm, um dort eine Kirche zu weihen. Das Motiv für die Tat soll ein Streit zwischen seinem Vetter Friedrich und der Äbtissin des Stiftes Essen gewesen sein, in den er im Auftrag des Papstes eingreifen sollte. |                                                                |
| 1231 | Ludwig der Kelheimer         | Herzog von Bayern und Pfalzgraf bei Rhein                                |                                                      | Kelheim                      | Herzog Ludwig wurde am 15. September 1231 auf der Brücke in die Stadt Kelheim ermordet. Der oder die Täter und die Hintergründe der Tat sind unbekannt. | Die Ermordung Ludwig des Kelheimers                            |
| 1231 | Dschalal ad-Din Mengübirti   | Choresm-Schah                                                            |                                                      | Diyarbakir                   | Ad-Din wurde am 17. August 1231 nach mehreren militärischen Niederlagen gegen die Ayyubiden, Rum-Seldschuken und Mongolen auf der Flucht in Diyarbakir von einem Kurden ermordet. Der namentlich nicht bekannte Täter handelte vermutlich im Auftrag der Seldschuken. |                                                                |
| 1249 | Friedrich II.                | Römisch-deutscher Kaiser                                                 |                                                      |                              | Nachdem bereits im Jahre 1246 ein Attentat auf Kaiser Friedrich II. misslungen war, versuchten Mitglieder seines Hofstaats 1249 erneut erfolglos, diesen zu vergiften. Hintergrund der Tat waren wohl die intensiven Auseinandersetzungen zwischen Kaiser und Papst um die Machtverhältnisse in Italien. Täter und Hintermänner der Tat sind nicht näher bekannt. Der Mittäterschaft verdächtigt wurde unter anderem Friedrichs Kanzler Petrus de Vinea, der daraufhin geblendet wurde und kurz darauf starb. Allerdings ist unklar, ob Vinea, der auch als persönlicher Freund des Kaisers galt, tatsächlich an der Tat beteiligt war oder ob er einer Intrige zum Opfer gefallen ist.           | Friedrich II.                                                  |
| 1250 | Turan Schah                  | Sultan der Ayyubiden                                                     | Baibars, Faris ad-Din Aktay und andere               | Fariskur                     | Der ayyubidische Sultan Turan Schah wurde am 2. Mai 1250 von einer Gruppe von Mamelukenemiren unter Führung Baibars ermordet, da er deren Einfluss auf den Hof beenden wollte. Die Mameluken drangen in seine Gemächer in Fariskur ein, wo Baibars mit dem Schwert auf ihn einschlug. Der Sultan konnte sich jedoch schwer verletzt auf einen Holzturm am Nilufer fliehen. Nachdem die Mameluken den Holzturm angezündet hatten, versuchte der Sultan, sich durch einen Sprung in den Nil zu retten. Schließlich wurde Turan Schah von Faris ad-Din Aktay enthauptet. | Die Mameluken ermorden Sultan Turan Schah                      |
| 1250 | Erik IV.                     | König von Dänemark                                                       | Abel (Drahtzieher)                                   | Missunde                     | Der dänische König Erik IV. wurde am 10. August 1250 auf Geheiß seines Bruders Abel im Streit um die Macht in Dänemark ermordet. Nach der Überlieferung bat Abel, der Herzog von Schleswig war, seinen Bruder zu Versöhnungsgesprächen nach Schleswig. Auf der Rückreise von diesem Treffen ließ er den König auf einem Boot auf der Schlei enthaupten und seinen Leichnam ins Wasser werfen. |                                                                |
| 1282 | Ahmad Fanakati               | Finanzminister der Yuan-Dynastie                                         | Wang Zhu und Gao Heshang                             | Cambaluc                     | Kublai Khans Finanzminister Ahmad Fanakati wurde am 10. April 1282 vom Chiliarch Wang Zhu und dem Mönch Gao Heshang durch die Behauptung, der Kronprinz Dschingkim würde ihn am Palasttor empfangen wollen, in einen Hinterhalt gelockt und ermordet. Als Hintergrund der Tat wird Fanakatis Korruption und Nepotismus vermutet. Die beiden Attentäter wurden hingerichtet. |                                                                |
| 1306 | Wenzel III.                  | König von Böhmen und Titularkönig von Polen                              | Konrad von Bodenstein                                | Olmütz                       | König Wenzel III. wurde am 4. August 1306 im Hause des Olmützer Domdekans vom thüringischen Ritter Konrad von Bodenstein ermordet. Die genauen Umstände sind nicht bekannt. Die Hintergründe der Tat dürften jedoch in Wenzels diversen politischen Auseinandersetzungen mit dem römisch-deutschen König Albrecht I., Papst Bonifatius VIII. und den aufständischen Polen unter Władysław Ellenlang zu suchen sein. | Wenzel III.                                                    |
| 1308 | Albrecht I.                  | Römisch-deutscher König                                                  | Johann von Schwaben                                  | Königsfelden                 | Der römisch-deutsche König Albrecht I. wurde am 1. Mai 1308 auf dem Heimweg unweit seiner Stammburg bei Königsfelden durch seinen Neffen Johann von Schwaben ermordet. Neben Johann von Schwaben, der Albrecht ohne ein Wort den Schädel gespalten haben soll, waren auch die Freiherren Rudolf von Wart, Rudolf von Balm, Walter von Eschenbach und Konrad von Tegernfeld an der Tat beteiligt. Mordmotiv war mutmaßlich eine von Albrecht nach dem Vertrag von Rheinfelden geschuldete, aber nicht gezahlte Entschädigungsleistung für den Verzicht von Johanns Vater auf die Regentschaft in Österreich.                                                                                       | Albrecht I. von Habsburg                                       |
| 1363 | Simone Boccanegra            | 1. Doge von Genua                                                        |                                                      | Genua                        | Der erste Doge Genuas vertrieb den bis dahin herrschenden guelfischen Adel aus der Stadt (u. a. Fieschi, Grimaldi) und zog sich so zahlreiche Feinde zu. Nach mehreren fehlgeschlagenen Anschlägen wurde Simone Boccanegra schließlich in seinem Palast vergiftet, mutmaßlich im Auftrag der Familien Adorno und Fieschi. |                                                                |
| 1369 | Peter I. von Kastilien       | König von Kastilien und León                                             | Heinrich von Trastamara                              | Montiel                      | Der kastilische König Peter I., genannt Pedro der Grausame, wurde am 23. März 1369 von seinem Halbbruder Heinrich im Streit um den Thron ermordet. Vorausgegangen war am 14. März eine Schlacht zwischen dem Heer des Königs und einem Heer seines Halbbruders, welcher von französischen Einheiten unter der Führung von Bertrand du Guesclin unterstützt wurde. Nach seiner Niederlage flüchtete Peter I. auf die Burg von Montiel, wo er von Heinrich belagert wurde. Er trat in Verhandlungen mit du Guesclin, der ihm eine Flucht ermöglichen sollte. Doch du Guesclin hinterging ihn und brachte ihn, statt ihm zur Flucht zu verhelfen, in das Zelt seines Halbbruders, der ihn erdolchte. | Heinrich ermordet Peter I.                                     |
| 1407 | Ludwig von Valois            | Herzog von Orléans                                                       | Raoulet d'Anquetonville                              | Rue Vieille-du-Temple, Paris | Eine bewaffnete Schar im Auftrag des Herzogs von Burgund Johann Ohnefurcht, angeführt von dessen Bediensteten Raoulet d'Anquetonville, überwältigte Ludwigs Leibwache und ermordete ihn auf offener Straße in Paris. | Ermordung Ludwigs von Orléans                                  |
| 1419 | Johann Ohnefurcht            | Herzog von Burgund                                                       | Tanneguy du Chastel und Jean Louvet                  | Yonne-Brücke bei Montereau   | Johann Ohnefurcht wurde anlässlich einer Unterredung mit dem Dauphin, dem späteren König Karl VII. von Frankreich ermordet. Wie weit der Dauphin beteiligt war, ist umstritten. Die Tat gilt als Rache für die Ermordung des Herzogs Ludwig von Orléans. | Johann Ohnefurcht                                              |
| 1437 | James I.                     | König von Schottland                                                     | Walter Stewart, 1. Earl of Atholl und andere         | Perth                        | Der schottische König James I. wurde am 21. Februar 1437 von Verschwörern unter Führung von seinem Onkel Walter Stewart im Dominikanerkloster von Perth ermordet. Jakob war es zunächst noch gelungen, in die Kanalisation zu fliehen. Da jedoch der Ausgang drei Tage vorher zugemauert worden war, missglückte die Flucht. Nachdem er zwei Tage lang bis zur Brust in der Kloake gestanden hatte, fanden ihn die Verschwörer und ermordeten ihn. | Jakob I. (Schottland).                                         |
| 1451 | William Douglas              | 8. Earl of Douglas                                                       | König Jakob II. von Schottland                       | Stirling Castle              | William Douglas, 8. Earl of Douglas, wurde am 21. Februar 1451 von dem schottischen König Jakob II., der ihn unter Zusicherung freien Geleits auf Stirling Castle eingeladen hatte, eigenhändig erstochen. Hintergrund der Tat war das Bemühen des Königs, die Vormachtstellung des Adelsgeschlechts Douglas in Schottland zu brechen. |                                                                |
| 1478 | Giuliano di Piero de’ Medici | Mitregent in Florenz                                                     | Francesco de’ Pazzi und Bernardo Bandini Baroncelli  | Florenz                      | Giuliano de’ Medici, Mitregent seines Bruders Lorenzo il Magnifico, wurde am 26. April 1478 im Rahmen der Verschwörung der Pazzi während der Ostermesse im Dom Santa Maria del Fiore erstochen. Lorenzo konnte verwundet in die Sakristei fliehen. Die Verschwörung scheiterte schließlich. Hintergrund der Tat war der Versuch des Papstes Sixtus IV. und mehrerer Patrizierfamilien, die faktische Herrschaft der Medici über die Toskana zu beenden. | Porträt Giuliano de’ Medicis von Sandro Botticelli.            |

## Frühe Neuzeit

### 16. Jahrhundert
| Jahr | Opfer                           | Stellung                                    | Täter                                                   | Ort         | Kurzbeschreibung | Bild                            |
| ---- | ------------------------------- | ------------------------------------------- | ------------------------------------------------------- | ----------- | --- | ------------------------------- |
| 1541 | Francisco Pizarro               | Spanischer Conquistador                     | Diego de Almagro (Sohn)                                 | Lima        | Francisco Pizarro wurde am 26. Juni 1541 in seinem Palast in Lima von dem Sohn und weiteren Gefolgsleuten seines früheren Partners Diego de Almagro ermordet. Vorausgegangen waren Auseinandersetzungen zwischen den Spaniern über die Verteilung der Eroberungen, im Rahmen derer der ältere Diego de Almagro 1538 auf Geheiß von Pizarros Halbbruder Hernando getötet wurde. | Francisco Pizarro               |
| 1544 | Manco Cápac II.                 | Inka-Herrscher                              |                                                         | Vilcabamba  | Der Inka Manco Cápac II., Halbbruder und Erbe von Atahualpa, führte ab 1536 den Widerstand gegen die spanische Herrschaft. 1544 wurde er von Gefolgsleuten des jüngeren Diego de Almagro, denen er nach der Hinrichtung ihres Herrn im Jahr 1542 in Vilcabamba Zuflucht gewährt hatte, getötet. Hintergrund der Tat war das Angebot des Stadtgouverneurs von Cusco, Alonso de Toro, die als Verräter verfolgten Anhängern Almagros zu begnadigen, wenn es ihnen gelänge, Manco Cápac zu töten. | Manco Cápac II.                 |
| 1566 | David Rizzio                    | Privatsekretär von Königin Maria Stuart     |                                                         | Edinburgh   | Der italienische Privatsekretär der schottischen Königin David Rizzio wurde am 9. März 1566 in Holyrood Palace in Edinburgh von einer Gruppe schottischer Adliger mit Unterstützung von Maria Stuarts zweitem Ehemann, Lord Darnley, vor den Augen der Königin erstochen. Hintergrund war eine religionspolitische Auseinandersetzung zwischen der katholischen Königin und dem protestantischen Adel. Die Unterstützung Lord Darnleys, der ihnen Zugang zum Palast verschaffte, sicherten sich die Adligen durch die Behauptung, Rizzio sei der Geliebte der Königin. Es gibt jedoch keinerlei Hinweise darauf, dass ein solches Verhältnis bestanden hätte. | David Rizzio                    |
| 1567 | Henry Stewart, Lord Darnley     | Royal Consort von Schottland                | James Hepburn, 4. Earl of Bothwell (mutmaßlicher Täter) | Edinburgh   | Lord Darnley, der zweite Ehemann der schottischen Königin Maria Stuart, wurde in der Nacht vom 9. auf den 10. Februar 1567 in der Abtei Kirk o'Field in Edinburgh ermordet, vermutlich vom Earl of Bothwell, Maria Stuarts späterem dritten Ehemann. In besagter Nacht wurde das Haus, in dem Lord Darnley sich einquartiert hatte, durch eine Explosion komplett zerstört. Es spricht jedoch vieles dafür, dass Lord Darnley und sein Diener nicht durch die Explosion ums Leben kamen, sondern auf der Flucht erwürgt wurden. | Henry Stuart, Lord Darnley      |
| 1570 | James Stewart, 1. Earl of Moray | Schottischer Peer und Regent von Schottland | James Hamilton of Bothwellhaugh                         | Linlithgow  | James Stewart, 1. Earl of Moray wurde am 23. Januar 1570 in Linlithgow, Schottland von James Hamilton of Bothwellhaugh beim Vorbeireiten aus einem Haus heraus mit einer Arkebuse erschossen. Hintergrund war eine Verschwörung gegen den Regenten, wobei der Attentäter entweder aus persönlichen Motiven oder zugunsten seines Clans handelte. Bei dieser Tat handelt es sich um das erste dokumentierte Attentat mit einer Feuerwaffe. | James Stewart, 1. Earl of Moray |
| 1584 | Wilhelm I. von Oranien          | Fürst von Oranien                           | Balthasar Gérard                                        | Delft       | Wilhelm I., genannt der Schweiger, wurde am 10. Juli 1584 in Delft von dem katholischen Fanatiker Gérard ermordet. Bereits zwei Jahre zuvor, am 18. März 1582, hatte der Biskayer Jean Jaureguy ein Attentat auf Wilhelm verübt, bei dem dieser schwer verletzt wurde, aber überlebte. Hintergrund der Attentate waren die Glaubens- und Unabhängigkeitskämpfe der Niederlande gegen Spanien. Der spanische König Philipp II. hatte ein hohes Kopfgeld auf Wilhelm ausgesetzt. | Wilhelm I. von Oranien-Nassau   |
| 1586 | Elisabeth I.                    | Königin von England                         | Anthony Babington, John Ballard und andere Verschwörer  |             | Königin Elisabeth I. von England sollte im Rahmen des sogenannten „Babington-Komplotts“, das von jungen katholischen Höflingen organisiert wurde, ermordet werden. Ziel des Komplotts war es, die schottische Königin Maria Stuart zu befreien und auf den englischen Thron zu bringen, um auf diese Weise eine Rückkehr Englands zum Katholizismus zu erreichen. Die Verschwörung wurde jedoch frühzeitig aufgedeckt und führte letztlich auch zur Hinrichtung Maria Stuarts, obwohl zweifelhaft ist, ob sie in diese verwickelt war. | Königin Elisabeth               |
| 1589 | Heinrich III.                   | König von Frankreich                        | Jacques Clément                                         | Saint-Cloud | König Heinrich III. von Frankreich wurde am 2. August 1589 von dem fanatischen Dominikanermönch Clément erstochen. Heinrich belagerte zu diesem Zeitpunkt mit einem Hugenottenheer unter Führung seines Schwagers Heinrich von Navarra Paris. Hintergrund waren Machtkämpfe, vor allem mit den mächtigen Herzögen von Guise. | Heinrich III.                   |

### 17. Jahrhundert
| Jahr | Opfer                            | Stellung                                                       | Täter              | Ort        | Kurzbeschreibung | Bild                         |
| ---- | -------------------------------- | -------------------------------------------------------------- | ------------------ | ---------- | --- | ---------------------------- |
| 1605 | James I.                         | König von England                                              | Guy Fawkes         | London     | Eine Gruppe von katholischen Verschwörern um Robert Catesby plante, den protestantischen englischen König James I., seine Familie, die Regierung und die Parlamentsmitglieder anlässlich der Parlamentseröffnung am 5. November 1605 mittels eines Sprengstoffattentats im Parlamentsgebäude zu töten. Die Ausführung der Tat wurde dem Sprengstoffexperten Guy Fawkes übertragen. Der Sprengstoff wurde jedoch frühzeitig entdeckt und das Attentat so vereitelt. | Die Schwarzpulververschwörer |
| 1610 | Heinrich IV.                     | König von Frankreich                                           | François Ravaillac | Paris      | Der französische König Heinrich IV., ein ehemaliger Hugenotte, wurde am 14. Mai 1610 von François Ravaillac aus religiösen Motiven ermordet. Bereits am 27. Dezember 1594 hatte der Student Jean Châtel aus dem gleichen Motiv ein missglücktes Attentat gegen Heinrich unternommen. | Ermordung Heinrichs IV.      |
| 1628 | George Villiers                  | Herzog von Buckingham                                          | John Felton        | Portsmouth | George Villiers, 1. Duke of Buckingham, wurde am 23. August 1628 in Portsmouth von Felton erstochen. Die Hintergründe der Tat sind unklar. Unter anderem kommen religiöse Motive oder eine persönliche Kränkung in Betracht. | Porträt von George Villiers  |
| 1632 | Johann II. Freiherr von Viermund | Kaiserlicher Generalwachtmeister                               | Werner Overlacker  | Köln       | Der kaiserliche Generalwachtmeister Freiherr von Viermund zu Neersen wurde am 3. Mai 1632 vor der Jesuitenkirche in Köln von Werner Overlacker, einem ehemaligen Offizier in seinem Reiterregiment, erschossen. Das Motiv für die Tat ist nicht bekannt. |                              |
| 1634 | Albrecht von Wallenstein         | Generalissimus der kaiserlichen Armee im Dreißigjährigen Krieg | Walter Deveroux    | Eger       | Wallenstein wurde am 25. Februar 1634 von Walter Deveroux in Eger ermordet. Er war kurz zuvor vom Kaiser Ferdinand II., der ihn wegen seiner Geheimverhandlungen mit Schweden und Frankreich des Hochverrats verdächtigte, abgesetzt worden. Ob der Kaiser auch in die Pläne zur Ermordung Wallensteins eingeweiht war, ist unklar. | Ermordung Wallensteins       |
| 1657 | Oliver Cromwell                  | Lordprotektor von England, Schottland und Irland               | Miles Sindercombe  | London     | Mit finanzieller Unterstützung des nach Flandern geflohenen früheren Roundhead-Offiziers Edward Sexby unternahm Miles Sindercombe zusammen mit John Cecil, William Boyes und John Toope, einem Mitglied von Cromwells Leibgarde, mehrere Versuche, den Lordprotektor Oliver Cromwell zu ermorden. Am 8. Januar 1657 platzierten sie einen Sprengsatz in der Palastkapelle. Allerdings waren sie zum einen bereits dem Leiter von Cromwells Geheimdienst John Thurloe aufgefallen, zum anderen hatte John Toope die Seiten gewechselt und den Plan verraten, so dass der Sprengsatz entschärft werden konnte. Hintergrund für die Taten war die Enttäuschung der früheren Cromwell-Anhänger über die Auflösung des Rumpfparlaments durch Cromwell und seine seither errichtete Militärherrschaft. | Oliver Cromwell              |

### 18. Jahrhundert
| Jahr | Opfer                | Stellung                     | Täter                                                                                  | Ort              | Kurzbeschreibung | Bild                     |
| ---- | -------------------- | ---------------------------- | -------------------------------------------------------------------------------------- | ---------------- | --- | ------------------------ |
| 1757 | Ludwig XV.           | König von Frankreich         | Robert François Damiens                                                                | Paris            | Am 5. Januar 1757 verübte Robert Damiens ein Attentat auf den französischen König Ludwig XV., der dabei jedoch nur leicht verletzt wurde. Das genaue Motiv für die Tat ist unbekannt. Hintergrund waren anscheinend jedoch die Auseinandersetzungen zwischen dem König und den zunehmend in Opposition zu diesem stehenden Parlement de Paris, insbesondere ein Streit mit dem Pariser Parlement über die Spendung der Sakramente an Jansenisten und Konvulsionäre, in den auch Papst Clemens XI. involviert war. Damiens, der zu dieser Zeit für diverse Magistrate des Pariser Parlements arbeitete, war anscheinend sehr aufgebracht über diesen Konflikt und hielt Ludwig XV. für den Hauptverantwortlichen für diese Situation. | Ludwig XV.               |
| 1758 | Joseph I.            | König von Portugal           |                                                                                        | Lissabon         | Am 3. September 1758 wurde König Joseph I. auf dem Weg nach Ajuda überfallen und angeschossen. Die Täter wurden gefasst und gestanden unter der Folter, im Auftrag der Tavoras gehandelt zu haben, einer Familie des Hochadels, die in scharfer Opposition zum Ersten Minister Sebastião José de Carvalho e Melo stand. Am 13. Januar 1759 wurden fast die gesamte Familie Tavora sowie ihr angeblicher Mitverschwörer, der Herzog von Aveiro, exekutiert, ihr Besitz konfisziert und ihr Name aus dem Adelsverzeichnis gestrichen. Joseph I. und sein Erster Minister nahmen den Attentatsversuch zum Anlass, den Jesuitenorden zu verbieten und sämtliche Jesuiten aus Portugal auszuweisen. | Joseph I.                |
| 1762 | Peter III.           | Russischer Zar               | Alexei Grigorjewitsch Orlow                                                            | Sankt Petersburg | Zar Peter III. wurde am 6. Juli 1762, wenige Tage nachdem er gestürzt worden war, von Alexei Orlow erdrosselt. Der Täter war der Bruder von Grigori Orlow, dem Geliebten von Peters Ehefrau Katharina der Großen. Auslöser des Sturzes und der Ermordung Peters war offensichtlich dessen Entscheidung, sich von Katharina scheiden zu lassen, nachdem diese ein Kind von Orlow bekommen hatte, welches den Thronfolgeansprüchen von Peters Sohn Paul hätte gefährlich werden können. | Kaiser Peter III.        |
| 1792 | Gustav III.          | König von Schweden           | Johann Jakob Anckarström                                                               | Stockholm        | König Gustav III. von Schweden wurde am 29. März 1792 während eines Maskenballs in der Stockholmer Oper von Johann Jakob Anckarström erschossen. Neben Anckarström waren an der Verschwörung gegen Gustav III. auch der General Karl Fredrik Pechlin als Drahtzieher sowie die Grafen Adolph Ribbing und Clas Fredrik Horn beteiligt. Hintergrund war ein schon länger schwelender Konflikt zwischen der schwedischen Aristokratie und dem König, der die Rechte des Adels durch zwei Verfassungsreformen in den Jahren 1772 und 1789 stark beschnitten hatte. | Gustav III. von Schweden |
| 1793 | Jean Paul Marat      | Französischer Revolutionär   | Charlotte Corday                                                                       | Paris            | Jean Paul Marat, Herausgeber des Ami du Peuple, einer der wichtigsten Zeitungen der Jakobiner, wurde am 13. Juli 1793 von Charlotte Corday, einer Anhängerin der gemäßigten Girondisten, mit einem Küchenmesser in der Badewanne seiner Pariser Wohnung erstochen. Marat hatte in seiner Zeitung stets scharfe Angriffe gegen die Girondisten veröffentlicht und unter anderem auch die Septembermassaker des Jahres 1792 publizistisch gefördert. | Der Tod des Marat        |
| 1800 | Jean-Baptiste Kléber | Französischer General        | Suleiman al-Halabi                                                                     | Kairo            | Der französische General Kléber wurde am 14. Juni 1800 während Napoleons ägyptischer Expedition von dem syrischen Studenten Suleiman al-Halabi als ein Akt des Aufbegehrens gegen die französische Herrschaft über Ägypten in Kairo ermordet. | Ermordung Klébers        |
| 1800 | Napoleon Bonaparte   | Erster Konsul von Frankreich | Joseph Picot de Limoëlan, Pierre Robinault de Saint-Régeant und François-Joseph Carbon | Paris            | Am 24. Dezember 1800 verübten die Royalisten Joseph Picot de Limoëlan, Pierre Robinault de Saint-Régeant und François-Joseph Carbon in der Rue Saint-Nicaise im Zentrum von Paris ein Höllenmaschinenattentat gegen Napoleon, damals noch Erster Konsul der Französischen Republik. Die Tat missglückte, da die Kutsche Napoleons aufgrund ihrer hohen Geschwindigkeit an der Karre mit dem Sprengsatz vorbeifuhr, bevor dieser explodierte. Durch die Explosion kamen jedoch 22 unbeteiligte Personen ums Leben, über hundert wurden verletzt. 46 Häuser in der Rue Saint-Nicaise wurden zerstört oder unbewohnbar. Da Napoleon sich kurz zuvor durch den Staatsstreich des 18. Brumaire VIII faktisch zum Alleinherrscher Frankreichs gemacht hatte, was naturgemäß den Widerstand überzeugter Republikaner hervorgerufen hatte, fiel der Verdacht zunächst auf die Jakobiner, die daraufhin verfolgt wurden. Vier vermeintliche Täter wurden hingerichtet, bevor die wahren Täter entdeckt wurden. | Napoleon Bonaparte       |

## 19. Jahrhundert

### 1801 bis 1850
| Jahr | Opfer                         | Stellung                                   | Täter                                                        | Ort                | Kurzbeschreibung | Bild                                                        |
| ---- | ----------------------------- | ------------------------------------------ | ------------------------------------------------------------ | ------------------ | --- | ----------------------------------------------------------- |
| 1801 | Paul I.                       | Zar von Russland                           | Platon Alexandrowitsch Subow und Peter Ludwig von der Pahlen | Sankt Petersburg   | Zar Paul I. wurde am 23. März 1801 im Zuge einer Verschwörung von Adelskreisen von den Armeeoffizieren Platon Subow und Peter Ludwig von der Pahlen erdrosselt, nachdem er sich geweigert hatte, abzudanken. Hauptgrund für seine Ermordung dürfte sein Seitenwechsel im Krieg gegen Napoleon gewesen sein. | Zar Paul I.                                                 |
| 1806 | Jakob I.                      | Kaiser von Haiti                           | Henri Christophe (Drahtzieher)                               | Pont-Rouge         | Jean-Jacques Dessalines, der sich selbst nach Erlangung der Unabhängigkeit Haitis von Frankreich im Jahre 1804 als Jakob I. zum Kaiser von Haiti erklärt hatte, wurde am 17. Oktober 1806 im Zuge eines Machtkampfes im Auftrag von Henri Christophe ermordet. Christophe ließ sich anschließend zum Präsidenten ausrufen. |                                                             |
| 1809 | Napoleon Bonaparte            | Kaiser von Frankreich                      | Friedrich Stapß                                              | Wien               | Der 17-jährige deutsche Pfarrerssohn Friedrich Stapß versuchte am 13. Oktober 1809 anlässlich einer Truppenparade in Schloss Schönbrunn den französischen Kaiser Napoleon, den er für das Elend Deutschlands verantwortlich machte, mit einem Küchenmesser zu erstechen. Der General Jean Rapp ließ ihn jedoch festnehmen, bevor er sich Napoleon hinreichend nähern konnte. | Napoleon befragt Stapß                                      |
| 1812 | Spencer Perceval              | Britischer Premierminister                 | John Bellingham                                              | London             | Am 11. Mai 1812 erschoss der bankrotte Liverpooler Kaufmann John Bellingham den britischen Premierminister Spencer Perceval in der Lobby des Parlamentsgebäudes. Bellingham hatte einige Jahre zuvor wohl zu Unrecht längere Zeit in Russland in Haft gesessen und hatte nach seiner Rückkehr nach England vergeblich versucht, von der britischen Regierung hierfür eine Entschädigung zu bekommen. | Attentat auf Spencer Perceval                               |
| 1819 | August von Kotzebue           | Schriftsteller                             | Karl Ludwig Sand                                             | Mannheim           | Der bekannte Schriftsteller und russische Konsul August von Kotzebue wurde am 23. März 1819 von dem Burschenschafter Karl Ludwig Sand erstochen. Hintergrund war die Tatsache, dass Kotzebue in den von ihm herausgegebenen Zeitschriften oft beißende Kritik gegen die Burschenschaft und ihre politischen Ziele veröffentlicht hatte. Sand sah Kotzebue daher als „Verräter des Vaterlands“ an. | Kotzebues Tod                                               |
| 1819 | Carl Friedrich Emil von Ibell | Nassauischer Regierungspräsident           | Karl Löning                                                  | Langenschwalbach   | Am 1. Juli 1819 verübte der Burschenschafter Karl Löning in Langenschwalbach ein Attentat auf den nassauischen Regierungspräsidenten Carl von Ibell, das jedoch misslang. Angesichts der zeitlichen Nähe und der Ähnlichkeit des Vorgehens zu Karl Ludwig Sands Attentat auf Kotzebue dürfte es sich bei der Tat Lönings um eine der ersten Nachahmungstaten der Geschichte gehandelt haben. Das Attentat auf Ibell und das vorangegangene Attentat auf Kotzebue dienten als Rechtfertigung für die Karlsbader Beschlüsse. |                                                             |
| 1820 | Charles Ferdinand de Bourbon  | Herzog von Berry                           | Pierre Louis Louvel                                          | Paris              | Der Herzog von Berry, Neffe König Ludwigs XVIII. und nach seinem Vater und seinem kinderlosen älteren Bruder Dritter in der Thronfolge, wurde am 13. Februar 1820 beim Verlassen der Pariser Oper von dem Sattler Pierre Louis Louvel erstochen. Dieser arbeitete zwar in den Ställen des Königs, war aber ein entschiedener Gegner der Bourbonen. Louvel hoffte, durch die Tat die Herrschaft der Bourbonen in Frankreich zu beenden, da der Herzog von Berry zu diesem Zeitpunkt noch keinen männlichen Nachkommen hatte (sein Sohn Henri wurde erst sieben Monate später geboren). | Der Mordanschlag auf den Herzog von Berry                   |
| 1828 | Shaka                         | König der Zulu                             | Dingane                                                      | KwaDukuza          | König Shaka wurde am 22. September 1828 von seinen Halbbrüdern Dingane und Mhlangana und seinem Berater Mbopa im Kampf um die Macht erstochen. Kurz zuvor hatte Shaka als Zeichen der Trauer über den Tod seiner Mutter 7.000 seiner Untertanen hinrichten lassen und ein dreimonatiges Hungern verordnet. Dies hatte seinen Rückhalt bei den Zulu geschwächt und seinen Gegnern Auftrieb gegeben. Nach der Tat ermordete Dingane auch Mhlangana und ließ sich zum König ausrufen. | Shaka Zulu                                                  |
| 1831 | Ioannis Kapodistrias          | Präsident von Griechenland                 | Konstantinos und Georgios Mavromichalis                      | Nafplion           | Ioannis Graf Kapodistrias, der erste Präsident Griechenlands nach der Unabhängigkeit vom Osmanischen Reich, wurde am 9. Oktober 1831 von dem Bruder und dem Sohn des von ihm inhaftierten Beys von Mani, Petros Mavromichalis, erschossen. Hintergrund für die Auseinandersetzungen zwischen Kapodistrias und Mavromichalis waren politische Differenzen hinsichtlich der künftigen Organisation und Orientierung des unabhängigen Griechenlands, hinter denen wiederum die unterschiedlichen Interessen der Signatarmächte Russland und Großbritannien standen. | Ioannis Kapodistrias                                        |
| 1832 | Erzherzog Ferdinand           | Österreichischer Thronfolger               | Franz Reindl                                                 | Baden bei Wien     | Am 9. August 1832 schoss der pensionierte Hauptmann Reindl in Baden auf Erzherzog Ferdinand, den späteren österreichischen Kaiser Ferdinand I., welcher allerdings nur leicht verletzt wurde. Anlass für das Attentat war die Weigerung Ferdinands, Reindl eine von diesem verlangte Geldsumme zu zahlen. Siehe Attentat auf Kronprinz Ferdinand | Kaiser Ferdinand I.                                         |
| 1835 | Louis-Philippe I.             | König von Frankreich                       | Joseph Fieschi                                               | Paris              | Der französische König Louis-Philippe überlebte am 28. Juli 1835 leicht verletzt ein Höllenmaschinenattentat, das der Korse Joseph Fieschi zusammen mit Théodore Pépin und Pierre Morey anlässlich der Feierlichkeiten zum Jahrestag der Julirevolution auf dem Boulevard du Temple auf ihn verübt hatte. Bei dem Attentat kamen Marschall Édouard Mortier und elf weitere Personen ums Leben. Motiv für das Attentat waren wohl in erster Linie persönliche Probleme Fieschis. Als Reaktion auf das Attentat erließ die Regierung die sogenannten Septembergesetze. In den folgenden Jahren folgten noch fünf weitere Attentate auf König Louis-Philippe, bei denen jedoch niemand zu Schaden kam. | Fieschis Attentat                                           |
| 1840 | Dingane                       | König der Zulu                             | Zulu Nyawo, Sambane und Nondawana                            | Lebomboberge       | Der Zulu-König Dingane wurde im Januar 1840 von Zulu Nyawo, Sambane und Nondawana, Gefolgsleuten seines Halbbruders Mpande, der ihn kurz zuvor mit Unterstützung der Buren gestürzt hatte, im Hlatikhulu Forest in den Lebombobergen nahe der heutigen Stadt Ingwavuma ermordet. |                                                             |
| 1840 | Victoria                      | Königin von Großbritannien                 | Edward Oxford                                                | London             | Am 10. Juni 1840 erfolgte ein Attentat auf die britische Königin Victoria durch den 18-jährigen, wohl geistig verwirrten arbeitslosen Kellner Edward Oxford. Dieser schoss am Constitution Hill in London zweimal auf die zusammen mit ihrem Ehemann Prinz Albert in einer offenen Kutsche vorbeifahrende Königin, verfehlte jedoch sein Ziel. | Königin Victoria                                            |
| 1842 | Victoria                      | Königin von Großbritannien                 | John Francis                                                 | London             | Am 29. Mai 1842 verübte der Zimmergeselle John Francis auf der Mall in London ein Attentat auf die vorbeireitende britische Königin Victoria, es löste sich jedoch kein Schuss und es gelang ihm zu entkommen. Daraufhin ritt die Königin am folgenden Tag noch einmal, allerdings mit höherer Geschwindigkeit, an derselben Stelle vorbei, in der Hoffnung, den Täter zu einem zweiten Versuch zu provozieren, was auch gelang. Bei dieser Gelegenheit wurde Francis festgenommen. Das Motiv für die Tat ist nicht bekannt. | Königin Victoria                                            |
| 1844 | Joseph Smith                  | US-amerikanischer Präsidentschaftskandidat |                                                              | Carthage, Illinois | Am 27. Juni 1844 wurde Joseph Smith, der zu diesem Zeitpunkt Präsidentschaftskandidat war, als Untersuchungshäftling in einem Gefängnis in Carthage, Illinois, von einer Menschenmenge umgebracht. Grund für seine Verhaftung und wohl auch für seine Ermordung war sein Angriff auf die Pressefreiheit, als er in seiner Eigenschaft als Bürgermeister von Nauvoo die Zeitung Nauvoo Expositor, die in ihrer ersten und einzigen Ausgabe kritisch über ihn und die von ihm gegründete Mormonen-Bewegung berichtet hatte, schließen ließ. Damit war er der erste US-amerikanische Präsidentschaftskandidat, der während des Wahlkampfs ermordet wurde.                                              | Joseph Smith                                                |
| 1844 | Friedrich Wilhelm IV.         | König von Preußen                          | Heinrich Ludwig Tschech                                      | Berlin             | Der preußische König Friedrich Wilhelm IV. und seine Gattin Elisabeth Ludowika überlebten am 26. Juli 1844 unverletzt ein Attentat von Heinrich Ludwig Tschech. Tschech war bis zu seinem Rücktritt im Jahr 1842 Bürgermeister in Storkow, Brandenburg, gewesen. In dieser Eigenschaft war er in Konflikt mit der dortigen Bürgerschaft und dem vorgesetzten Landrat über Verwaltungsreformen geraten, was später dazu führte, dass seine Gesuchen um Wiedereinstellung abschlägig beschieden wurden. Dies veranlasste ihn, das Attentat auf den König zu verüben, um seine „Angelegenheit zur Weltsache werden“ zu lassen und seine „mit Füssen getretene Ehre“ wiederherzustellen.                | Friedrich Wilhelm IV. und seine Gemahlin Elisabeth Ludovika |
| 1848 | Pellegrino Rossi              | Päpstlicher Premierminister                | Santo Constantini                                            | Rom                | Am 15. November 1848 wurde der päpstliche Premierminister Pellegrino Graf Rossi nach nur zweimonatiger Amtszeit anlässlich der Eröffnung der Deputiertenkammer auf den Stufen der Freitreppe des Palastes der Cancellaria von Santo Constantini erschossen. Die Tat war der Auftakt der Revolution im Kirchenstaat. | Pellegrino Rossi                                            |
| 1849 | Mariano Rivera Paz            | Ehemaliger Präsident von Guatemala         | Roberto Reyes und Agustín Pérez                              | Sampaquisoy        | Im Jahr 1849 wurde Mariano Paredes, Verwaltungschef des Departements Jutiapa und ehemaliger guatemaltekische Präsident, auf dem Wege zum Amtsantritt in dem Dorf Sampaquisoy von Roberto Reyes und Agustín Pérez ermordet. Neben Rivera kam auch der neue Verwaltungschef des Departements Jalapa, Gregorio Orantes, bei dem Attentat ums Leben. | Mariano Rivera Paz                                          |
| 1850 | Friedrich Wilhelm IV.         | König von Preußen                          | Max Sefeloge                                                 | Berlin             | Verwirrter Einzeltäter, der den König mit einer Kugel am Arm traf |                                                             |

### 1851 bis 1900
| Jahr | Opfer                             | Stellung                                                    | Täter                                                                                                 | Ort                | Kurzbeschreibung | Bild |
| ---- | --------------------------------- | ----------------------------------------------------------- | --- | ------------------ | --- | --- |
| 1852 | Isabella II.                      | Königin von Spanien                                         | Martin Merino y Gomez                                                                                 | Madrid             | Am 2. Februar 1852 versuchte der Priester Martin Merino, die spanische Königin Isabella II. im königlichen Stadtschloss in Madrid zu erstechen. Die Königin hatte gerade die Schlosskapelle verlassen und wollte sich auf den Weg zur Basilika Unserer Lieben Frau von Antocha begeben, wo ein Dankgottesdienst für die Geburt der Infantin Maria Isabel de Borbón gelesen werden sollte, als Merino auf sie zutrat und zweimal auf sie einstach. Die Königin wurde nur leicht verletzt, da Korsettstangen die Stiche abfingen. | Isabella II. |
| 1853 | Franz Joseph I.                   | Kaiser von Österreich                                       | János Libényi                                                                                         | Wien               | Der ungarische Schneidergeselle und ehemalige Husar János Libényi versuchte am 18. Februar 1853 in Wien auf der Kärntnertor-Bastei, den Kaiser Franz Joseph I. mit einem gezielten Messerstich zu töten. Der Stoß wurde vom Adjutanten des Kaisers abgefangen, so dass dieser nur leicht verletzt wurde. Das Motiv der Tat ist nicht bekannt, es könnten nationale ungarische Beweggründe gewesen sein. | Attentat von 1853 |
| 1855 | Napoleon III.                     | Kaiser von Frankreich                                       | Giovanni Pianori                                                                                      | Paris              | Am 28. April 1855 gab der italienische Anhänger des Risorgimento Giovanni Pianori auf den Champs-Élysées in Paris zwei Schüsse auf Napoléon III. ab. Das Attentat misslang. Hintergrund der Tat war die Rolle Frankreichs im italienischen Einigungsprozess. | Napoleon III. |
| 1855 | Napoleon III.                     | Kaiser von Frankreich                                       | Edouard Bellemare                                                                                     | Paris              | Am 8. September 1855 verübte der als Amtsdiener tätige gelernte Schuster Edouard Bellemare vor dem Théâtre-Italien in der Rue Marsollier in Paris ein Pistolenattentat auf Napoléon III. Auch dieses Attentat überlebte der Kaiser. Ein Motiv für die Tat ist nicht bekannt; der Täter war wohl geistesgestört. | Napoleon III. |
| 1856 | Isabella II.                      | Königin von Spanien                                         | Ramón Fuentes y Gómez                                                                                 | Madrid             | Am 28. Mai 1856 fand ein wohl nicht ernsthafter Attentatsversuch auf die spanische Königin Isabella II. statt. Im Februar oder März des Jahres hatte der bereits vorbestrafte Pedro Redondo y Marqués Ramón Fuentes dazu angestiftet, gegen Zahlung von 1000 Duros ein Pistolenattentat auf die Königin zu verüben. Zuvor hatte er bereits versucht, Manuel Collado y Herrera für diese Tat zu gewinnen. Collado und Fuentes informierten jedoch vorab die Behörden über die Einzelheiten des geplanten Attentats; Fuentes wurde am Tatort in der Calle del Arenal in Madrid festgenommen. Im nachfolgenden Gerichtsverfahren wurden daher alle Beteiligten außer Pedro Redondo freigesprochen. | Isabella II. |
| 1856 | Ferdinand II.                     | König beider Sizilien                                       | Agesilao Milano                                                                                       | Neapel             | Am 8. Dezember 1856 verübte der kalabrische Soldat Agesilao Milano ein Attentat auf König Ferdinand II. Der König hatte mit seiner Familie und den Mitgliedern seiner Regierung die Messe aus Anlass des Hochfestes Mariä Empfängnis besucht. Als er anschließend eine Formation seiner Soldaten auf dem Marsfeld abritt, trat Milano aus der Reihe, stach mit seinem Bajonett nach dem König und verletzte ihn leicht. Dieses Attentat bestärkte den König in seiner harten Vorgehensweise gegen die Reformkräfte in seinem Königreich. Er zog sich nach Caserta zurück und ließ in Neapel den Belagerungszustand erklären. | Ferdinand II., König beider Sizilien                                                                                    |
| 1858 | Napoleon III.                     | Kaiser von Frankreich                                       | Felice Orsini, Simon Francis Bernard, Thomas Allsop, Carlo di Rudio, Giuseppe Andrea Pieri und andere | Paris              | Am 14. Januar 1858 verübten der italienische Republikaner Graf Orsini und einige Mittäter mit vier selbstgebauten Sprengbomben ein Attentat auf Kaiser Napoléon III. Das Kaiserpaar blieb unverletzt; es gab acht Tote und über 150 Verletzte. In der anschließenden Gerichtsverhandlung gab Orsini als Tatmotive an, er habe Napoleon für den Bruch des Carbonari-Eides bestrafen und auf die Lage Italiens (insbesondere die andauernde Besetzung eines Großteils der Apennin-Halbinsel durch Österreich-Ungarn) hinweisen wollen. Nach dem Attentat kam es zu Geheimverhandlungen zwischen Napoleon und Camillo Benso von Cavour, die letztlich die Einigung Italiens beförderten. | Napoleon III. |
| 1860 | Ii Naosuke                        | Tairō zur Zeit des Tokugawa-Shogunats in Japan              | Arimura Jisaemon                                                                                      | Edo                | Am 24. März 1860 verübte eine Gruppe von 18 Samurai aus den niederen Rängen ein Attentat auf den Tairō Ii Naosuke, im Zuge dessen Arimura Jisaemon den Tairō enthauptete. Hintergrund war ein Machtkampf zwischen Reformern der Mito-Schule und konservativen Anhängern des Tairō. Letzterer hatte im Rahmen der Ansei-Säuberungen über hundert hohe Shogunatsbeamte aus ihren Ämtern entfernt und acht von ihnen hinrichten lassen. | Der Sakuradamon-Zwischenfall                                                                                            |
| 1861 | Wilhelm I.                        | König von Preußen                                           | Oskar Becker                                                                                          | Baden-Baden        | Der Student Oskar Becker verübte am 14. Juli 1861 in Baden-Baden ein Attentat auf den damaligen preußischen König Wilhelm I. und verletzte ihn leicht am Hals. Becker war der Ansicht, dass Wilhelm I. einer Einigung Deutschlands im Wege stehe. | Attentat auf den preußischen König in Baden-Baden                                                                       |
| 1861 | Amalie von Oldenburg              | Königin von Griechenland                                    | Aristides Dossios                                                                                     | Athen              | Am 18. September 1861 versuchte der Student Aristides Dossios erfolglos, Königin Amalie von Griechenland zu ermorden. Dossios gehörte bereits seit früher Jugend der antimonarchischen Bewegung Goldene Jugend an. Das Attentat erfolgte vor dem Hintergrund der revolutionären Ereignisse, die im folgenden Jahr zum Sturz König Ottos von Griechenland führten. | Königin Amalie von Griechenland                                                                                         |
| 1863 | Konstantin Nikolajewitsch Romanow | Russischer Großfürst und Vizekönig von Polen                | | Warschau           | Im Jahr 1863, zwei Tage nach seiner Ankunft in Polen, wurde in Warschau ein Attentat auf Großfürst Konstantin verübt, bei dem dieser verletzt wurde. Motiv des Attentats waren polnische Unabhängigkeitsbestrebungen von der russischen Herrschaft. | Großfürst Konstantin Nikolajewitsch                                                                                     |
| 1865 | Abraham Lincoln                   | Präsident der Vereinigten Staaten                           | John Wilkes Booth                                                                                     | Washington, D.C.   | Am 14. April 1865, kurz nachdem die Nord-Virginia-Armee der Südstaaten unter General Lee kapituliert hatte, schoss der Schauspieler John Wilkes Booth im Ford’s Theatre in Washington auf den US-Präsidenten Lincoln und verletzte diesen tödlich am Kopf. Ursprünglich hatte Lincoln auch seinen Vizepräsidenten Andrew Johnson, General Ulysses S. Grant und Außenminister William H. Seward zu der Theatervorstellung eingeladen und es war geplant, auch diese zu ermorden. Da alle drei der Vorstellung fernblieben, konnte Booth nur Lincoln töten. Booths Mitverschwörer Lewis Powell versuchte, Außenminister Seward zu erstechen, der wegen einer Erkrankung zu Hause geblieben war. Attentate auf Johnson und Grant wurden nicht mehr verübt. Booth und seine neun Mitverschwörer waren Sympathisanten der Südstaaten und mit deren Niederlage im Bürgerkrieg unzufrieden. | Attentat auf Lincoln |
| 1866 | Alexander II.                     | Zar von Russland                                            | Dmitri Wladimirowitsch Karakosow                                                                      | Sankt Petersburg   | Am 16. April 1866 versuchte der aus niederem Adel stammende russische Nihilist Karakosow, den Zaren Alexander II. zu erschießen. Das Attentat schlug fehl: Der erste Schuss verfehlte sein Ziel, an einem zweiten hinderte ihn ein Bauer namens Kommissarow. Das Attentat war revolutionär motiviert. | Kaiser Alexander II. von Russland                                                                                       |
| 1866 | Otto von Bismarck                 | Preußischer Ministerpräsident                               | Ferdinand Cohen-Blind                                                                                 | Berlin             | Am 7. Mai 1866 schoss der Attentäter fünf Mal auf den damaligen preußischen Ministerpräsidenten Bismarck; dieser blieb unverletzt. Cohen-Blind wollte durch das Attentat den drohenden Krieg zwischen Preußen und Österreich verhindern, für den er Bismarck verantwortlich machte. | Cohen-Blind schießt auf Bismarck                                                                                        |
| 1867 | Alexander II.                     | Zar von Russland                                            | | Paris              | Am 6. Juni 1867 verübte ein Pole namens Berezowski auf der Weltausstellung in Paris ein erfolgloses Attentat auf den Zaren Alexander II., als dieser in Begleitung von Napoleon III. von einer Heerschau zurückkehrte. Motiv für dieses Attentat dürften polnische Unabhängigkeitsbestrebungen gewesen sein. Dieses und das vorangegangene Attentat des Karakosow veranlassten den Zaren, von seinem Reformkurs Abstand zu nehmen und zu einem umfassenden polizeilichen Überwachungssystem zurückzukehren. Die milde Bestrafung Berezowskis durch die französische Justiz, die in Russland als Ausdruck des Wohlwollens gegenüber der polnischen Unabhängigkeitsbewegung gedeutet wurde, führte zu einer merklichen Abkühlung der russisch-französischen Beziehungen. | Alexander II. von Russland                                                                                              |
| 1868 | Alfred, Duke of Edinburgh         | Zweitgeborener Sohn der Königin Victoria von Großbritannien | Henry James O’Farrell                                                                                 | Clontarf           | Am 12. März 1868 schoss der Ire Henry James O’Farrell dem britischen Prinzen Alfred, Duke of Edinburgh, während eines öffentlichen Picknicks in Clontarf, Australien, mit einer Pistole in den Rücken. Alfred wurde nicht schwer verletzt und konnte seine Weltreise einen Monat später fortsetzen. Hintergrund der Tat dürften die nationalen Unabhängigkeitsbestrebungen Irlands gewesen sein. | Herzog Alfred von Edinburgh und Sachsen-Coburg und Gotha in Admiralsuniform                                             |
| 1868 | Michael III.                      | Fürst von Serbien                                           | | Topčider           | Am 10. Juni 1868 erschoss ein Händler namens Kosta Radovanović im Park von Topčider Michael III. und dessen Cousine, Prinzessin Anka Obrenović (später Anka Konstantinović). Ankas Tochter Katarina Konstantinović, die Geliebte von Michael III., wurde verletzt. Ob hinter der Tat die liberale Opposition oder Anhänger des gestürzten Fürsten Karađorđević standen, ist unbekannt. | Michael Obrenović |
| 1870 | Juan Prim i Prats                 | Ministerpräsident von Spanien                               | José Paúl y Angulo (mutmaßlicher Drahtzieher)                                                         | Madrid             | Am Abend des 27. Dezember 1870 eröffnen mehrere Männer das Feuer auf die Kutsche des spanischen Ministerpräsidenten Juan Prim und verletzen ihn tödlich. Die Hintergründe der Tat wurden nie gänzlich aufgeklärt, dürften aber in den Auseinandersetzungen um die Benennung eines Nachfolgers für die abgetretene Königin Isabella II. zu suchen sein. Als Hintermann gilt der republikanische Abgeordnete Paúl y Angulo. Allerdings wurde auch eine Verwicklung des Generals Serrano und des Herzogs von Montpensier vermutet, aber nie bewiesen. | General Juan Prim i Prats                                                                                               |
| 1872 | Amadeus I.                        | König von Spanien                                           | | Madrid             | Am 18. Juli 1872 schossen Attentäter auf eine Kutsche, in der Amadeus I. und dessen Frau saßen. Beide blieben unverletzt. Hintergrund der Tat waren politische Wirren in dem von den Karlistenkriegen zerrissenen Land. Unter anderem aufgrund dieses Attentates entschloss sich Amadeus, als König abzudanken und in seine italienische Heimat zurückzukehren. | Amadeus, Herzog von Aosta                                                                                               |
| 1874 | Otto von Bismarck                 | Deutscher Reichskanzler                                     | Eduard Kullmann                                                                                       | Bad Kissingen      | Am 13. Juli 1874 verübte der katholische Böttchergeselle Eduard Kullmann in Bad Kissingen ein Attentat auf Reichskanzler Otto von Bismarck. Bismarck erlitt nur eine leichte Schussverletzung an der Hand. Hintergrund der Tat war der Kulturkampf. | Eduard Kullmann schießt auf Bismarck                                                                                    |
| 1875 | Gabriel García Moreno             | Präsident von Ecuador                                       | Faustino Rayo und andere                                                                              | Quito              | Am 6. August 1875 wurde der ecuadorianische Präsident am Tor der Kathedrale von Quito durch Machetenhiebe und mehrere Pistolenschüsse von Faustino Rayo und drei Mittätern ermordet. Das Motiv des Attentats lieferte die in den Augen der Opposition durch den Präsidenten forcierte Auslieferung des Landes unter das Joch der katholischen Kirche, dort insbesondere der Herz Jesu-Verehrung. | Gabriel García Moreno                                                                                                   |
| 1878 | Fjodor Fjodorowitsch Trepow       | Gouverneur von Sankt Petersburg                             | Wera Iwanowna Sassulitsch                                                                             | Sankt Petersburg   | Die Studentin Wera Sassulitsch, eine Anhängerin der Narodniki, schoss am 24. Januar 1878 auf den Gouverneur von Sankt-Petersburg General Trepow aus Entrüstung über die von diesem gegen den politischen Gefangenen Jemeljan Bogoljubow verhängte Prügelstrafe. | Fjodor Fjodorwitsch Trepow                                                                                              |
| 1878 | Wilhelm I.                        | Deutscher Kaiser                                            | Max Hödel                                                                                             | Berlin             | Am 11. Mai 1878 verübte der sozialistische Klempnergeselle Max Hödel ein Revolverattentat auf Kaiser Wilhelm I., als dieser gemeinsam mit seiner Tochter in einer offenen Kutsche die Straße Unter den Linden entlangfuhr. Die Schüsse verfehlten ihr Ziel und niemand wurde verletzt. | König Wilhelm I. von Preußen                                                                                            |
| 1878 | Wilhelm I.                        | Deutscher Kaiser                                            | Karl Eduard Nobiling                                                                                  | Berlin             | Am 2. Juni 1878 verübte der promovierte Landwirt Karl Eduard Nobiling ein Attentat auf Kaiser Wilhelm I., an nahezu der gleichen Stelle, wie drei Wochen zuvor Max Hödel. Nobling schoss aus dem Fenster eines Hauses an der Straße Unter den Linden mit einer doppelläufigen Schrotflinte auf den in einer offenen Kutsche vorbeifahrenden Kaiser. Wilhelm I. überlebte dieses Attentat schwer verletzt. Da Nobling unmittelbar nach der Tat einen Suizidversuch unternahm und sich dabei so schwer verletzte, dass er kaum noch vernehmungsfähig war, sind die Motive der Tat unklar. Obwohl Nobling vor der Tat Kontakt zu sozialistischen Agitatoren hatte, spricht vieles dafür, dass die Tat nicht politisch motiviert war. Trotzdem nutzte Bismarck dieses und das vorangegangene Attentat Hödels, um im Reichstag das Sozialistengesetz durchzusetzen.                       | Kaiser Wilhelm I. |
| 1878 | Nikolai Wladimirowitsch Mesenzow  | Leiter der Zaristischen Geheimpolizei                       | Sergei Krawtschinski                                                                                  | Sankt Petersburg   | Nikolai Mesenzow, Leiter der zaristischen Geheimpolizei, wurde am 16. August 1878 von dem Anarchisten Sergei „Stepniak“ Krawtschinski auf offener Straße in Sankt Petersburg erdolcht. Die Tat erfolgte als Reaktion auf die Hinrichtung von Iwan Kowalski. | |
| 1878 | Alfons XII.                       | König von Spanien                                           | | Madrid             | Am 25. Oktober 1878 und 30. Dezember 1879 wurden in Madrid Attentate auf den spanischen König Alfons XII. verübt, die jedoch fehlschlugen. | Alfons XII. von Spanien                                                                                                 |
| 1878 | Umberto I.                        | König von Italien                                           | Giovanni Passannante                                                                                  | Neapel             | Am 17. November 1878 versuchte der Anarchist Giovanni Passannante, den italienischen König Umberto I. und dessen Ministerpräsidenten Benedetto Cairoli während einer Parade in Neapel mit einem Säbel zu ermorden; dies misslang jedoch. | König Umberto I. von Italien                                                                                            |
| 1879 | Dmitri Nikolajewitsch Kropotkin   | Gouverneur von Charkow                                      | Grigori Goldenberg                                                                                    |                    | Am 21. Februar 1879 erschoss der russische Revolutionär Grigori Goldenberg, Sohn eines jüdischen Kaufmanns aus Berdytschiw und Mitglied der Narodnaja Wolja, den Gouverneur von Charkow, Prinz Dmitri Kropotkin, einen Vetter des Anarchisten Peter Kropotkin. | |
| 1879 | Alexander II.                     | Zar von Russland                                            | Alexander Konstantinowitsch Solowjow                                                                  | Sankt Petersburg   | Am 14. April 1879 gab der russische Revolutionär Alexander Solowjow fünf Schüsse auf den Zaren Alexander II. ab. Das Attentat scheiterte; der Zar blieb unverletzt. Solowjow gehörte der konspirativen Vereinigung Narodnaja Wolja an und setzte sich unter anderem für die Abschaffung der Alleinherrschaft des Zaren ein. | Alexander II. von Russland                                                                                              |
| 1879 | Alexander II.                     | Zar von Russland                                            | | Moskau             | Am 1. Dezember 1879 wurde von Narodniki ein Sprengstoffattentat auf den Eisenbahnzug des Zaren Alexander II. versucht; dieses misslang. | |
| 1880 | Alexander II.                     | Zar von Russland                                            | | Sankt Petersburg   | Am 17. Februar 1880 erfolgte ein erneuter Versuch der Narodniki, ein Sprengstoffattentat auf Zar Alexander II. zu verüben, diesmal auf das Winterpalais. Auch dieser Mordversuch schlug jedoch fehl. | |
| 1880 | Michael Loris-Melikow             | russischer General und Politiker                            | |                    | Am 3. März 1880 schlug ein Attentat russischer Nihilisten auf den General Michail Loris-Melikow fehl. Loris-Melikow blieb unverletzt. | Michael Loris-Melikow                                                                                                   |
| 1881 | Alexander II.                     | Zar von Russland                                            | Nikolai Ryssakow, Ignati Grinewizki und andere                                                        | Sankt Petersburg   | Am 13. März 1881 wurde durch eine Gruppe Revolutionäre der Narodnaja Wolja unter Führung von Nikolai Ryssakow ein Bombenattentat auf Zar Alexander II. verübt. Nachdem der Zar die Detonation eines ersten Sprengsatzes, den Ryssakow auf seine Kutsche geworfen hatte, unverletzt überlebt hatte, wurde er kurz darauf durch einen zweiten Sprengsatz, geworfen von Ignati Grinewizki, tödlich verletzt. | Das Attentat auf den Kaiser Alexander II.                                                                               |
| 1881 | James A. Garfield                 | Präsident der Vereinigten Staaten                           | Charles J. Guiteau                                                                                    | Washington, D.C.   | Am 2. Juli 1881 schoss der psychisch Kranke Charles Guiteau auf den amerikanischen Präsidenten Garfield, als dieser in einem Bahnhof in Washington mit seinen beiden Söhnen einen Zug besteigen wollte. Einer der beiden Schüsse traf den Präsidenten in den Rücken und verletzte ihn schwer. Der Präsident starb elf Wochen später am 19. September an den Folgen einer Infektion, die durch nicht sterile Instrumente verursacht wurde. Das Attentat war persönlich motiviert: Guiteau hatte, nachdem er Garfield im Wahlkampf unterstützt hatte, wiederholt vergeblich um seine Ernennung zum Generalkonsul in Paris ersucht. | Das Attentat auf Präsident Garfield                                                                                     |
| 1882 | Lord Frederick Cavendish          | Chief Secretary for Ireland                                 | | Dublin             | Am 6. Mai 1882 wurden Lord Frederick Cavendish und der Untersekretär für Irland Thomas Henry Burke im Phoenix-Park in Dublin von Mitgliedern der nationalistischen irischen Untergrundgruppe Irish National Invincibles ermordet. | Lord Frederick Charles Cavendish                                                                                        |
| 1883 | Wilhelm I.                        | Deutscher Kaiser                                            | Franz Reinhold Rupsch und Emil Küchler                                                                | Rüdesheim am Rhein | Im Jahr 1883 plante August Reinsdorf ein Sprengstoff-Attentat auf Kaiser Wilhelm I., den Kronprinzen Friedrich und die anderen anwesenden Bundesfürsten anlässlich der Einweihung des Niederwalddenkmals bei Rüdesheim. Die Ausführung scheiterte jedoch, weil die Zündschnur nass wurde. Die Täter waren Anarchisten. | Wilhelm I. mit dem späteren Friedrich III. und dem späteren Wilhelm II., auf seinem Schoß der spätere Kronprinz Wilhelm |
| 1887 | Alexander III.                    | Zar von Russland                                            | Alexander Iljitsch Uljanow und andere                                                                 | Sankt Petersburg   | Im Jahr 1887 plante eine Gruppe der Narodnaja Wolja um Lenins Bruder Alexander Uljanow, und die Brüder Bronisław Piłsudski und Józef Piłsudski ein Attentat auf den Zaren Alexander III. Die Attentäter wurden jedoch frühzeitig entdeckt und konnten das Attentat nicht mehr zur Ausführung bringen. | Kaiser Alexander III. von Russland                                                                                      |
| 1891 | Nikolaus II.                      | Zarewitsch von Russland                                     | Tsuda Sanzō                                                                                           | Ōtsu               | Am 11. Mai 1891 verletzte der japanische Polizist Tsuda Sanzō den russischen Thronfolger und späteren Zaren Nikolaus II. bei einem Attentat anlässlich eines Staatsbesuchs in Japan leicht. Sanzō versuchte den Zarewitsch mit seinem Säbel zu erstechen; er wurde von zwei Rikschakulis überwältigt. | Nikolaus im Frühjahr 1891 in Nagasaki                                                                                   |
| 1893 | Französische Nationalversammlung  |                                                             | Auguste Vaillant                                                                                      | Paris              | V. warf am 9. Dezember 1893 von der Zuschauertribüne des Parlamentsgebäudes eine Nagelbombe auf Parlamentarier. Er bekannte sich im Prozess schuldig und wurde hingerichtet | |
| 1894 | Marie François Sadi Carnot        | Staatspräsident von Frankreich                              | Sante Geronimo Caserio                                                                                | Lyon               | Am 24. Juni 1894 wurde Carnot von dem italienischen Anarchisten Caserio nach einer Rede in Lyon erstochen. Hintergrund der Tat war der Protest der Sozialisten gegen die von der Regierung Carnot erlassenen Gesetze zur Eindämmung der anarchistischen Anschläge und der Agitation der Gewerkschaften. | Marie François Sadi Carnot                                                                                              |
| 1896 | Naser al-Din Schah                | Schah von Persien                                           | Mirza Reza Kermani                                                                                    | Teheran            | Am 1. Mai 1896 wurde der Schah Naser al-Din nach dem Besuch einer Moschee in der Nähe von Teheran von Mirza Reza Kermani erschossen. Als Motiv gab Kermani an, dass sich die gesellschaftliche und wirtschaftliche Situation im Iran nur ändern lasse, wenn die absolutistische Herrschaft der Kadscharen beendet würde. | Nāser ad-Dīn Schāh |
| 1897 | Antonio Cánovas del Castillo      | Ministerpräsident von Spanien                               | Michele Angiolillo                                                                                    | Mondragón          | Am 8. August 1897 erschoss der italienische Anarchist Michele Angiolillo in der Kuranlage von Santa Agueda de Gesalibar in Mondragón den spanischen Premierminister Cánovas wegen dessen harten Vorgehens gegen Anarchisten, Sozialisten und Republikaner. | Don Antonio Cánovas del Castillo                                                                                        |
| 1898 | José María Reina Barrios          | Präsident von Guatemala                                     | Edgar Zollinger                                                                                       | Guatemala-Stadt    | Am 8. Februar 1898 wurde der guatemaltekische Präsident José María Reina Barrios beim Verlassen eines Hotels in der Innenstadt von Guatemala-Stadt von dem – kurz zuvor aus Costa Rica eingereisten – Edgar Zollinger, einem Briten schweizerischer Herkunft, erschossen. Zollinger selbst fiel kurz nach der Tat gleichfalls einer Kugel zum Opfer. Ob diese von einem ihn verfolgenden Polizisten oder einem mysteriösen Dritten stammte, ist umstritten. Auch die Hintergründe der Tat sind ungeklärt. Während eine Theorie hinter dem Attentat den Innenminister und Nachfolger Reinas Manuel José Estrada Cabrera vermutet, soll Zollinger nach einer anderen Version ein persönliches Rachemotiv gehabt haben. | José María Reina Barrios                                                                                                |
| 1898 | Elisabeth von Österreich-Ungarn   | Kaiserin von Österreich                                     | Luigi Lucheni                                                                                         | Genf               | Am 10. September 1898 wurde die Kaiserin Elisabeth, genannt „Sisi“, in Genf auf dem Weg vom Hotel Beau-Rivage zum Schiffsanleger von dem Anarchisten Luigi Lucheni mit einer von ihm selbst zugespitzten Feile erstochen. Lucheni wollte nach eigener Aussage im Verhör ursprünglich den Prinzen Henri Philippe d’Orléans ermorden. Da dieser aber kurzfristig seine Reisepläne änderte und nicht in Genf eintraf, wählte Lucheni Elisabeth als sein Opfer, von deren Anwesenheit er zufällig in einer Zeitung gelesen hatte, in der sie unter dem Titel ‚Gräfin von Hohenems‘ als Gast aufgeführt war. | Das Attentat auf Kaiserin Elisabeth                                                                                     |

## 20. Jahrhundert

### 1900er Jahre
| Jahr | Opfer                                     | Stellung                                                                           | Täter                                                               | Ort                  | Kurzbeschreibung | Bild                                                                              |
| ---- | ----------------------------------------- | ---------------------------------------------------------------------------------- | ------------------------------------------------------------------- | -------------------- | --- | --------------------------------------------------------------------------------- |
| 1900 | Eduard VII.                               | Prince of Wales, Kronprinz des Vereinigten Königreichs und des Kaiserreichs Indien | 15 Jahre alter Jugendlicher                                         | Bahnhof Brüssel Nord | Am 4. April 1900 war der Prinz zusammen mit seiner Frau, Alexandra, in einem Salonwagen von einem der französischen Kanalhäfen zur Verwandtschaft von Alexandra nach Dänemark unterwegs. Als der Zug gerade dabei war, den Brüsseler Nordbahnhof zu verlassen, schoss der Attentäter durch ein Wagenfenster auf den Prinzen, der aber nicht verletzt wurde. | Alexandra und Edward VIII. 1903                                                   |
| 1900 | Umberto I.                                | König von Italien                                                                  | Gaetano Bresci                                                      | Monza                | Am 29. Juli 1900 wurde der italienische König Umberto I. von dem Anarchisten Gaetano Bresci in Monza mit drei Schüssen ermordet. Auslöser für die Tat war die blutige Niederschlagung einer Demonstration gegen hohe Brotpreise in Mailand zwei Jahre zuvor, für die der verantwortliche General Fiorenzo Bava Beccaris vom König ausgezeichnet wurde. | König Umberto I. von Italien                                                      |
| 1900 | Wilhelm II.                               | Deutscher Kaiser                                                                   | Selma Schnapka                                                      | Breslau              | Am 16. November 1900 warf die offenbar geistesgestörte Hausiererin Selma Schnapka anlässlich eines Besuchs Kaiser Wilhelms II. in Breslau auf der Fahrt vom Breslauer Bahnhof zur Kürassierkaserne ein Beil nach dem Wagen, in dem der Kaiser zusammen mit seinem Vetter, dem Erbprinzen Bernhard von Sachsen-Meiningen, saß. Das Beil prallte am linken Hinterrad des Wagens ab und fiel auf die Straße. Es wurde niemand verletzt. |                                                                                   |
| 1901 | Nikolai Pawlowitsch Bogolepow             | Russischer Minister für Volksbildung                                               | Pjotr Wladimirowitsch Karpowitsch                                   | Sankt Petersburg     | Am 27. Februar 1901 wurde der russische Minister für Volksbildung Nikolai Bogolepow beim Attentat des relegierten Moskauer Studenten Peter Karpowitsch durch einen Genickschuss schwer verletzt. Er erlag zwei Wochen später seinen Verletzungen. Das Attentat stand im Zusammenhang mit schweren Studentenunruhen in Russland und dem harten Vorgehen der Regierung dagegen, insbesondere mit einer im Vorjahr auf Initiative des Finanzministers Sergei Witte von der Regierung beschlossenen Verordnung, wonach protestierende Studenten strafweise zur Armee eingezogen werden sollten. Auf Grundlage dieser Verordnung hatte Bogolepow kurz vor dem Attentat die zwangsweise Einziehung von 183 Studenten der Universität Kiew zur Armee angeordnet.                           | Nikolai P. Bogolepow                                                              |
| 1901 | Wilhelm II.                               | Deutscher Kaiser                                                                   | Dietrich Weiland                                                    | Bremen               | Am 6. März 1901 warf der 20-jährige Arbeiter Johann Dietrich Weiland in Bremen eine eiserne Lasche auf den Wagen von Kaiser Wilhelm II. Der Kaiser wurde am Jochbein unter dem rechten Auge getroffen und leicht verwundet. Weiland war Epileptiker und befand sich zum Zeitpunkt des Unfalls in einem bewusstseinsfernen Zustand. Nähere Hintergründe der Tat sind nicht bekannt. | Wilhelm II.                                                                       |
| 1901 | William McKinley                          | Präsident der Vereinigten Staaten                                                  | Leon Czolgosz                                                       | Buffalo              | Am 6. September 1901 gab der polnischstämmige amerikanische Anarchist Leon Czolgosz auf der panamerikanischen Ausstellung in Buffalo aus nächster Nähe zwei Schüsse auf den amerikanischen Präsidenten William McKinley ab. McKinley erlag einige Tage später seinen schweren inneren Verletzungen. Die Tat war inspiriert durch das Attentat des Gaetano Bresci auf den italienischen König Umberto I. im Jahr zuvor. | Leon Czolgosz erschießt Präsident McKinley auf der panamerikanischen Ausstellung. |
| 1902 | Dmitri Sergejewitsch Sipjagin             | Russischer Innenminister                                                           | Stepan Walerianowitsch Balmaschow                                   | Sankt Petersburg     | Am 2. April 1902 ermordete der Kiewer Student Stepan Balmaschow im Mariinski-Palast in Sankt-Petersburg den russischen Innenminister Dmitri Sipjagin. Wie schon das Attentat auf den Bildungsminister Nikolai Bogolepow im Jahr zuvor, war auch dieses Attentat motiviert durch die schweren Studentenunruhen in ganz Russland und das harte Vorgehen der Regierung dagegen. | Dimitrij Sipjagin                                                                 |
| 1903 | Aleksandar und Draga Obrenović            | König und Königin von Serbien                                                      | Dragutin Dimitrijević und andere Offiziere                          | Belgrad              | Am 11. Juni 1903 fielen der serbische König Aleksandar Obrenović und seine Frau Draga einer Verschwörung von Offizieren um Dragutin Dimitrijević zum Opfer. Der König hatte sich wegen seiner österreichfreundlichen Haltung, seiner Ehe mit der verwitweten und skandalumwitterten Draga und der Einsetzung seines Bruders Lunjevic Obrenović als Thronfolger die Ablehnung der politischen und militärischen Elite zugezogen. | Aleksandar und Draga Obrenović                                                    |
| 1904 | Nikolai Iwanowitsch Bobrikow              | Generalgouverneur von Finnland                                                     | Eugen Schauman                                                      | Helsinki             | Am 16. Juni 1904 schoss der finnische Nationalist und Hilfskämmerer im finnischen Senat Eugen Schauman, Sohn des Generalleutnants und früheren finnischen Senators Fredrik Waldemar Schauman, im Gebäude des Senats in Helsinki auf den russischen Generalgouverneur von Finnland General Nikolai Bobrikow. Bobrikow erlag am folgenden Tag seinen schweren Verletzungen. Hintergrund der Tat waren die finnischen Unabhängigkeitsbestrebungen und die von Bobrikow betriebene Politik zunehmender Russifizierung Finnlands. | Generalgouverneur Nikolai Bobrikow                                                |
| 1904 | Wjatscheslaw Konstantinowitsch von Plehwe | Russischer Innenminister                                                           | Jegor Sergejewitsch Sosonow, Iwan Platonowitsch Kaljajew und andere | Sankt Petersburg     | Am 28. Juli 1904 wurde der russische Innenminister Wjatscheslaw von Plehwe auf dem Weg vom Polizeidepartement zum Warschauer Bahnhof in Sankt-Petersburg durch ein Bombenattentat getötet. Das Attentat wurde durch Jewno Asef und Boris Sawinkow vorbereitet und durch Jegor Sosonow unter Beteiligung von Iwan Kaljajew ausgeführt. Zuvor war von Plehwe in einem Manifest der Sozialrevolutionären Partei wegen „Verbrechen gegen Volk und Vaterland, gegen Zivilisation und Menschheit“ verurteilt worden. | W.K. von Plehwe                                                                   |
| 1905 | Sergei Alexandrowitsch Romanow            | Russischer Großfürst                                                               | Iwan Platonowitsch Kaljajew                                         | Moskau               | Am 17. Februar 1905 wurde Großfürst Sergei Alexandrowitsch Romanow, ein Onkel des Zaren Nikolaus II., durch eine Bombe des Sozialrevolutionärs Iwan Kaljajew im Moskauer Kreml getötet. Kaljajew hatte schon zwei Tage zuvor am Bolschoi-Theater einen Attentatsversuch auf Großfürst Sergei unternommen, diesen aber abgebrochen, weil dessen Ehefrau und Neffen mit in der Kutsche saßen. | Sergei Alexandrowitsch Romanow                                                    |
| 1905 | Abdülhamid II.                            | Sultan des Osmanischen Reiches                                                     | Zareh                                                               | Istanbul             | Die Armenische Revolutionäre Föderation wollte Abdülhamid II. in der Yıldız-Hamidiye-Moschee durch einen Bombenanschlag töten. Insgesamt starben dabei 26 Menschen, darunter der Attentäter. Der Sultan überlebte das Attentat. | Yıldız-Attentat                                                                   |
| 1906 | Alfons XIII. und Victoria Eugénie         | König und Königin von Spanien                                                      | Mateu Morral Roca                                                   | Madrid               | Am 31. Mai 1906 warf der spanische Anarchist Mateu Morral eine Bombe von einem Balkon auf die Kutsche, in der König Alfons XIII. und Victoria von Battenberg nach ihrer Trauung vom San-Jerónimo-Kloster zurück zum Palast fuhren. Zahlreiche Schaulustige und Mitglieder der königlichen Garde kamen ums Leben. Das Brautpaar überlebte unverletzt. | Attentat auf König Alfons XIII. und Victoria Eugénie                              |
| 1907 | Manuel Lisandro Barillas Bercián          | Ehemaliger Präsident von Guatemala                                                 | Florencio Reyes Morales und Bernardo Mora                           | Mexiko-Stadt         | Im Jahre 1907 wurde der ehemalige guatemaltekische Präsident Manuel Lisandro Barillas Bercián in Mexiko-Stadt von Florencio Reyes Morales und Bernardo Mora ermordet. Hinter dem Attentat stand offenbar die guatemaltekische Regierung unter Präsident Manuel José Estrada Cabrera. Hintergrund der Tat war, dass Barillas, der unter der Präsidentschaft von Estrada nach Mexiko hatte ins Exil gehen müssen, von dort aus im Jahre 1906 einen Aufstand gegen die guatemaltekische Regierung organisiert hatte, der letztlich einen zentralamerikanischen Krieg auslöste. Dieser Krieg konnte erst durch Vermittlung der Präsidenten der USA und Mexikos, Theodore Roosevelt und Porfirio Díaz, beendet werden.                                                                   | Manuel Lisandro Barillas Bercián                                                  |
| 1908 | Karl I. und Ludwig Philipp                | König und Kronprinz von Portugal                                                   | Alfredo Luís da Costa und Manuel Buiça                              | Lissabon             | Am 1. Februar 1908 fuhr der portugiesische König Karl I. mit seiner Familie auf der Rückreise von der Sommerresidenz Vila Viçosa vom Schiffsanleger Cais do Sodré zum Stadtschloss. Die militanten Republikaner Alfredo Luís da Costa und Manuel Buiça schossen auf der Praça do Comércio in Lissabon mehrfach auf seine Kutsche. Der König war sofort tot, der Thronfolger Ludwig Philipp wurde tödlich verletzt und starb 20 Minuten später im Marine Arsenal. Der jüngere Sohn des Königs, Prinz Manuel, wurde durch einen Schuss in den Arm leicht verletzt. Hintergrund der Tat waren der massive Ansehensverlust der Monarchie in Portugal unter Karl I. und die von Ministerpräsident João Franco verfolgte harte Vorgehensweise gegen die zunehmende Zahl an Republikanern. | König Karl I. von Portugal                                                        |
| 1909 | Itō Hirobumi                              | Japanischer Generalresident in Korea                                               | An Chung-gun                                                        | Harbin               | Am 26. Oktober 1909 wurde Itō Hirobumi, der zwischen 1885 und 1901 viermal Premierminister von Japan gewesen war und seit 1906 erster japanischer Generalresident in Korea war, auf dem Bahnhof von Harbin in der Mandschurei, von dem koreanischen Nationalisten An Chung-gun erschossen. Itō Hirobumi war es zuvor durch militärischem Druck und dem Japan-Korea-Protektoratsvertrag von 1905 gelungen, erheblichen Einfluss auf die koreanische Außen- und Innenpolitik zu erlangen und schließlich den koreanischen Kaiser Gojong dazu zu bewegen, zugunsten seines Sohnes Sunjong abzudanken. | Hirobumi                                                                          |

### 1910er Jahre
| Jahr | Opfer                                           | Stellung                                             | Täter                                                                                             | Ort          | Kurzbeschreibung | Bild                                                                   |
| ---- | ----------------------------------------------- | ---------------------------------------------------- | ------------------------------------------------------------------------------------------------- | ------------ | --- | ---------------------------------------------------------------------- |
| 1911 | Pjotr Arkadjewitsch Stolypin                    | Russischer Ministerpräsident                         | Dmitri Grigorjewitsch Bogrow                                                                      | Kiew         | Am 14. September 1911 wurde der russische Ministerpräsident Pjotr Stolypin in einem Theater in Kiew von dem Sozialrevolutionär Dmitri Bogrow erschossen. Bereits fünf Jahre zuvor war ein Bombenattentat auf ihn verübt worden, bei dem 27 Menschen ums Leben kamen und Stolypin leicht, seine Tochter schwer verletzt wurde. | Stolypins zerstörtes Haus in St. Petersburg nach dem Attentat von 1906 |
| 1912 | Theodore Roosevelt                              | Präsident der Vereinigten Staaten                    | John F. Schrank                                                                                   |              | Schrank schoss am 14. Oktober 1912 während einer Wahlveranstaltung aus nächster Nähe auf Roosevelt. Dieser wurde nur leicht verletzt und hielt seine Wahlkampfrede, bevor er sich ins Krankenhaus begab. | Theodore Roosevelt                                                     |
| 1912 | José Canalejas Méndez                           | Regierungspräsident Spaniens                         | Manuel Pardiñas Serrano                                                                           |              | Méndez war gerade unterwegs auf einem Spaziergang über den Puerta del Sol in Madrid und schaute sich die literarischen Neuerscheinungen im Schaufenster eines Buchladens an, als er am 12. November 1912 vom Anarchisten Serrano erschossen wurde. Der Täter richtete die Waffe anschließend gegen sich selbst. Méndez’ Ermordung führte zu einer ernsthaften Krise innerhalb der Partido Liberal. | José Canalejas Méndez                                                  |
| 1913 | Franz Schuhmeier                                | Österreichischer Politiker                           | Paul Kunschak                                                                                     | Wien         | Am 11. Februar 1913 wurde der sozialdemokratische Abgeordnete im österreichischen Reichsrat und niederösterreichischen Landtag Franz Schuhmeier bei seiner Rückkehr von einer Wahlveranstaltung in Stockerau in der Halle des Wiener Nordwestbahnhofs von Paul Kunschak erschossen. Der geistig verwirrte Kunschak war der Bruder des späteren Nationalratspräsidenten Leopold Kunschak. | Franz Schuhmeier                                                       |
| 1913 | Georg I.                                        | König von Griechenland                               | Alexander Schinas                                                                                 | Thessaloniki | Am 18. März 1913 tötete der makedonische Anarchist Alexander Schinas in Thessaloniki König Georg I. von Griechenland. Die näheren Hintergründe der Tat sind nicht bekannt. Es gibt Theorien, wonach Schinas bulgarischer, deutscher oder türkischer Agent gewesen sein soll. | König Georg I. von Griechenland                                        |
| 1914 | Gaston Calmette                                 | Chefredakteur der Zeitung „Le Figaro“                | Henriette Caillaux                                                                                | Paris        | Am 16. März 1914 gab Henriette Caillaux, die Ehefrau des französischen Finanzministers Joseph Caillaux, mehrere Schüsse auf Gaston Calmette, den Chefredakteur der konservativen Zeitung „Le Figaro“, ab, der kurz darauf seinen Verletzungen erlag. Motiv für das Attentat war die Drohung Calmettes, Liebesbriefe zu veröffentlichen, die Henriette Caillaux an ihren späteren Ehemann geschrieben hatte, als dieser noch mit einer anderen Frau verheiratet war. | Titelbild des Le Petit Journal mit einer Darstellung des Attentats.    |
| 1914 | Erzherzog Franz Ferdinand und seine Frau Sophie | Österreichischer Thronfolger                         | Gavrilo Princip                                                                                   | Sarajevo     | Am 28. Juni 1914 wurden Erzherzog Franz Ferdinand und seine Frau Sophie von Gavrilo Princip, einem Angehörigen der serbischen „Schwarzen Hand“, in Sarajevo erschossen. Dieses Attentat war einer der Auslöser des Ersten Weltkriegs. | Gavrilo Princip erschießt Erzherzog Franz Ferdinand und seine Frau     |
| 1914 | Grigori Jefimowitsch Rasputin                   | Russischer Mönch                                     | Kinia Gussowa                                                                                     | Pokrowskoje  | Am 28. Juni 1914 stach Kinia Gussowa auf Veranlassung des Mönchs Iliodor den Mönch Rasputin in dessen Heimatort Pokrowskoje nieder. Rasputin überlebte jedoch schwer verletzt. Motiv für das Attentat war ein heftiger Kirchenstreit: Rasputin besaß dank mehrerer wundersamer Heilungen des an der Bluterkrankheit leidenden Zarewitsch Alexei am Hof von Zar Nikolaus II. großen Einfluss. Er hatte zunächst die Ernennung Iliodors zum Bischof von Tobolsk verhindert und später veranlasst, dass Bischof Hermogen von Sankt-Petersburg in die Provinz nach Grodo und Iliodor – unter Aberkennung des Rangs eines Abtes – in ein abgelegenes Kloster im Kreis Wladimir versetzt wurde. |                                                                        |
| 1914 | Jean Jaurès                                     | Abgeordneter der französischen Nationalversammlung   | Raoul Villain                                                                                     | Paris        | Am 31. Juli 1914 erschoss der französische Nationalist Villain durch das Fenster des „Café du Croissant“ in Paris den dort sitzenden Sozialisten Jean Jaurès. Jaurès war einer der profiliertesten Pazifisten kurz vor dem Ersten Weltkrieg. Nach seiner Ermordung schwenkten auch die Sozialisten auf Kriegskurs ein. | Jean Jaurès                                                            |
| 1916 | Karl Reichsgraf von Stürgkh                     | Ministerpräsident von Österreich-Ungarn              | Friedrich Adler                                                                                   | Wien         | Am 21. Oktober 1916 erschoss der pazifistische sozialistische Politiker Friedrich Adler, Sohn des Vorsitzenden der Sozialdemokratischen Arbeiterpartei (SDAP) Victor Adler, den K.k. Ministerpräsidenten Karl von Stürgkh während des Mittagessens im Restaurant des Wiener Hotels Meissl & Schadn. Hintergrund der Tat war die seit der Vertagung des Reichstags im März 1914 weitestgehend absolutistisch geführte Kriegspolitik Österreichs unter der Regierung Stürgkh. | Graf Karl Stürgkh                                                      |
| 1916 | Grigori Jefimowitsch Rasputin                   | Russischer Mönch                                     | Felix Felixowitsch Jussupow, Wladimir Mitrofanowitsch Purischkewitsch, Dmitri Pawlowitsch Romanow | Petrograd    | Am 30. Dezember 1916 wurde der Mönch Grigori Rasputin von einer Gruppe Adliger unter der Führung von Felix Jussupow in dessen Palast ermordet und in den Moika-Kanal geworfen. Der exakte Tathergang ist nicht geklärt, da auf Drängen der engsten Verwandtschaft des Zaren Nikolaus II. weder eine polizeiliche Untersuchung, noch eine Verurteilung der Täter erfolgte. Motiv für die Tat war, dass Rasputin dank mehrerer wundersamer Heilungen des an der Bluterkrankheit leidenden Zarewitsch Alexei vor allem auf die Zarin Alexandra großen Einfluss besaß und dieser Einfluss des erklärten Kriegsgegners Rasputin nach Ansicht der russischen Oberschicht verantwortlich für die Niederlagen des russischen Heeres im Ersten Weltkrieg war. | Der ermordete Rasputin                                                 |
| 1918 | Mojsej Markowitsch Goldstein (W. Wolodarskij)   | Russischer Revolutionär                              | S. Sergejew                                                                                       | Petrograd    | Am 20. Juni 1918 wurde der unter dem Decknamen W. Wolodarski bekannte Revolutionär Moisei Goldstein, zu diesem Zeitpunkt Mitglied des Präsidiums des Allrussischen Zentralen Exekutivkomitees und Kommissar für das Pressewesen von Petrograd, von rechten Sozialrevolutionären erschossen. Das Attentat wurde von Grigori Semjonow geplant und von S. Sergejew ausgeführt. | W. Wolodarski                                                          |
| 1918 | Wilhelm von Mirbach-Harff                       | Deutscher Diplomat                                   | Jakow Grigorjewitsch Bljumkin und Nikolai Andrejew                                                | Moskau       | Am 6. Juli 1918 wurde der Außerordentliche Gesandte und Bevollmächtigte Minister des Deutschen Reiches in Sowjetrussland Wilhelm von Mirbach-Harff von den linken Sozialrevolutionären Bljumkin und Andrejew im Gebäude der Deutschen Gesandtschaft in Moskau erschossen. Die Partei der linken Sozialrevolutionäre lehnte den zwischen Sowjetrussland und dem Deutschen Reich abgeschlossenen Friedensvertrag von Brest-Litowsk ab und hoffte, diesen durch das Attentat auf von Mirbach-Harff zu revidieren. | Wilhelm von Mirbach-Harff                                              |
| 1918 | Hermann von Eichhorn                            | Deutscher Generalfeldmarschall                       | Linke Sozialrevolutionäre                                                                         | Kiew         | Am 30. Juli 1918 wurde der deutsche Generalfeldmarschall und Heeresgruppenkommandeur im besetzten Kiew Hermann von Eichhorn, von linken Sozialrevolutionären ermordet. Motiv für die Tat dürfte – wie im Falle des drei Wochen zuvor verübten Attentats auf den deutschen Gesandten Wilhelm von Mirbach-Harff – die Ablehnung und der Wunsch nach Revision des Friedensvertrags von Brest-Litowsk seitens der linken Sozialrevolutionäre gewesen sein. | Hermann von Eichhorn                                                   |
| 1918 | Moissej Solomonowitsch Urizki                   | Russischer Revolutionär                              | Leonid Kannegiesser                                                                               | Petrograd    | Am 30. August 1918 erschoss der junge Kadett Leonid Kannegiesser den ehemaligen Leiter der Geheimpolizei (Tscheka) von Petrograd Moissej Solomonowitsch Urizki. Kannegiesser wollte durch seine Tat die Hinrichtung einiger Freunde und anderer Offiziere durch die Tscheka rächen. | Moissei Urizki                                                         |
| 1918 | Wladimir Iljitsch Uljanow (Lenin)               | Vorsitzender des Rates der Volkskommissare der RSFSR | Fanny Kaplan                                                                                      | Moskau       | Am 30. August 1918 wurde auf Lenin geschossen, als dieser nach einer Rede eine Moskauer Fabrik verließ. Lenin wurde von zwei Schüssen getroffen und schwer verletzt. Als Täterin wurde die Sozialrevolutionärin Fanny Kaplan verhaftet und nach einer Vernehmung durch die Tscheka ohne Gerichtsverfahren erschossen. Als Auslöser für ihren Entschluss, Lenin zu töten, gab Kaplan die gewaltsame Auflösung der konstituierenden Versammlung im Januar 1918 an. Es gibt aber Zweifel daran, ob Kaplan tatsächlich die Täterin war. Dieses Attentat und das am gleichen Tag verübte Attentat auf Moissej Urizki dienten den Bolschewiki als Rechtfertigung für den sogenannten Roten Terror. | Wladimir Iljitsch Lenin                                                |
| 1919 | Georges Clemenceau                              | Ministerpräsident der dritten französischen Republik | Émile Cottin                                                                                      | Paris        | Am 19. Februar 1919 wurde der französische Ministerpräsident Georges Clemenceau von dem Anarchisten Émile Cottin angeschossen. Clemenceau überlebte und die Kugel konnte nach einem chirurgischen Eingriff entfernt werden. Cottin wurde zu einer Haftstrafe verurteilt. | Georges Clemenceau (ca. 1919)                                          |
| 1919 | Kurt Eisner                                     | Ministerpräsident des Freistaates Bayern             | Anton Graf von Arco auf Valley                                                                    | München      | Am 21. Februar 1919 wurde der erste Ministerpräsident des Freistaates Bayern, Kurt Eisner (USPD), von dem völkisch-nationalistischen Studenten und beurlaubten Leutnant Anton Graf von Arco auf Valley aus nächster Nähe mit zwei Schüssen getötet. Eisner war auf dem Weg zur konstituierenden Sitzung des bayrischen Landtags, wo er seinen Rücktritt anbieten wollte. Zu den Motiven für das Attentat gibt es verschiedene Theorien. Möglicherweise wollte von Arco, der wegen seiner jüdischen Mutter aus der Thule-Gesellschaft ausgeschlossen worden war, durch den Mord an dem jüdischen Sozialdemokraten Eisner seine nationale Gesinnung unter Beweis stellen. Infolge des Attentats kam es am gleichen Tag im Landtag zu Schüssen des Schankkellners Alois Lindner auf den SPD-Vorsitzenden Erhard Auer, durch die Auer verletzt und der Major Paul Ritter von Jahreiß getötet wurde. Ein unbekannter Täter erschoss zudem den konservativen Abgeordneten Heinrich Osel. Die Sitzung des Landtags wurde daraufhin vertagt. | Kurt Eisner                                                            |
| 1919 | Emiliano Zapata                                 | Mexikanischer Revolutionsführer                      | Jesús Guajardo                                                                                    | Chinameca    | Am 10. April 1919 starb der mexikanische Revolutionsführer Emiliano Zapata in einem Kugelhagel auf der Hacienda des Obersten Jesús Guajardo. Oberst Guajardo hatte Zapata auf Befehl von General Pablo González und Präsident Venustiano Carranza unter einem Vorwand dort in einen Hinterhalt gelockt, weil Zapata seinen Kampf im Süden Mexikos nach dem Sieg der von Carranza angeführten Revolution nunmehr gegen Carranza fortsetzte. | Zapatas Leiche                                                         |
| 1919 | Hugo Haase                                      | Vorsitzender der USPD                                | Johann Voß                                                                                        | Berlin       | Am 8. Oktober 1919 wurde Hugo Haase, der Vorsitzende der Unabhängige Sozialdemokratische Partei Deutschlands (USPD), bei einem Attentat in Berlin durch zwei Schüsse des angeblich geistesgestörten Arbeiters Johann Voß schwer verletzt und starb am 7. November 1919. Das Attentat ist im Zusammenhang der revolutionären Geschehnisse in Deutschland und speziell Berlin nach dem Ende des Ersten Weltkriegs zu sehen. Haase stand in diesen Auseinandersetzungen für eine Stärkung der Macht der Arbeiter- und Soldatenräte und für Verhandlungslösungen im Umgang mit der revolutionären Volksmarinedivision und den Aufständischen des Spartakusaufstands. | Hugo Haase                                                             |

### 1920er Jahre
| Jahr | Opfer                    | Stellung                                                                            | Täter                                                                         | Ort                          | Kurzbeschreibung | Bild                               |
| ---- | ------------------------ | ----------------------------------------------------------------------------------- | ----------------------------------------------------------------------------- | ---------------------------- | --- | ---------------------------------- |
| 1921 | Talaat Pascha            | türkischer Politiker                                                                | Soghomon Tehlirian                                                            | Berlin                       | Am 15. März 1921 wurde der ehemalige türkische Innenminister und Großwesir Talaat Pascha, der sich in Deutschland im Exil befand, in der Nähe seiner Wohnung in Berlin-Charlottenburg von dem armenischen Studenten Soghomon Tehlirian ermordet. Motiv für die Tat war die Mitverantwortung Talaats für den Völkermord an den Armeniern, im Zuge dessen Tehlirian mehrere Angehörige verloren hatte. | Mehmed Talât                       |
| 1921 | Matthias Erzberger       | Ehemaliger deutscher Finanzminister                                                 | Heinrich Tillessen und Heinrich Schulz                                        | Bad Griesbach im Schwarzwald | Am 26. August 1921 erschossen die zwei ehemaligen Marineoffiziere Tillessen und Schulz auf einem Spaziergang bei Bad Griesbach den Reichstagsabgeordneten der deutschen katholischen Zentrumspartei und ehemaligen Reichsfinanzminister Matthias Erzberger. Bei diesem Attentat wurde auch der Erzberger begleitende Reichstagsabgeordnete Carl Diez schwer verwundet. Die beiden Täter gehörten dem nationalistischen Umfeld an und waren Mitglieder der Organisation Consul, des Freikorps Oberland und des Germanenordens. Bereits am 26. Januar 1920 hatte der ehemalige Fähnrich Oltwig von Hirschfeld versucht, Erzberger beim Verlassen des Gerichtsgebäudes in Berlin-Moabit zu erschießen, ihn dabei jedoch nur leicht verletzt. Motive für die Attentate auf Erzberger waren dessen Befürwortung des Versailler Vertrags und seine Politik als Finanzminister, die ihn zur Zielscheibe rechtsextremer Propaganda machten. | Matthias Erzberger                 |
| 1921 | Hara Takashi             | Premierminister von Japan                                                           |                                                                               | Tokio                        | Am 4. November 1921 wurde der japanische Premierminister Hara Takashi im Bahnhof Tokio von einem Weichensteller erstochen. | Hara Takashi                       |
| 1922 | Walther Rathenau         | Deutscher Außenminister                                                             | Erwin Kern und Hermann Fischer                                                | Berlin                       | Am 24. Juni 1922 erschossen Erwin Kern und Hermann Fischer, Mitglieder der rechtsradikalen Organisation Consul, den Reichsaußenminister Walther Rathenau. Das Attentat auf Rathenau war der erste der sogenannten Fememorde in der Weimarer Republik, der nicht nur politisch (Rathenau galt als Inbegriff des „Erfüllungspolitikers“), sondern auch dezidiert antisemitisch motiviert war. | Walther Rathenau                   |
| 1922 | Michael Collins          | Irischer Unabhängigkeitskämpfer                                                     | Dennis O’Neill (umstritten)                                                   | Béal na mBláth               | Am 22. August 1922 geriet Michael Collins, zu diesem Zeitpunkt Oberbefehlshaber der Armee der jungen Republik Irland im Irischen Bürgerkrieg, mit seiner Wagenkolonne in einen Hinterhalt im Dorf Béal na mBláth nahe Bandon in der Grafschaft Cork. Collins war der Anführer der Befürworter des Anglo-Irischen Vertrags, durch den die Republik Irland ihre Unabhängigkeit erreicht hatte, aber als Dominion Teil des britischen Empires blieb. Das Attentat wurde von Mitgliedern der Vertragsgegner durchgeführt. Ob der in manchen Geschichtsbüchern genannte Dennis O’Neill tatsächlich der Todesschütze war, ist angesichts der Tatsache, dass der tödliche Schuss im Zuge eines halbstündigen Schusswechsels fiel, nicht sicher festzustellen. | Der aufgebahrte Michael Collins    |
| 1922 | Gabriel Narutowicz       | Präsident von Polen                                                                 | Eligiusz Niewiadomski                                                         | Warschau                     | Am 16. Dezember 1922, eine Woche nach seiner Wahl zum ersten verfassungsmäßig gewählten Staatspräsidenten der Zweiten Polnischen Republik, wurde Gabriel Narutowicz auf dem Weg zu einer Kunstausstellung auf den Stufen der Zachęta von dem Kunstmaler und Nationalisten Eligiusz Niewiadomski erschossen. Als Vertreter einer Mitte-links-Koalition war Narutowicz zuvor bereits Zielscheibe nationalistischer Hetze gewesen. | Gabriel Narutowicz                 |
| 1923 | Alois Rašín              | Finanzminister der Tschechoslowakei                                                 | Josef Šoupal                                                                  | Prag                         | Am 5. Januar 1923 schoss ein anarcho-kommunistischer Angreifer Rašín in den Rücken und die Seite und verletzte ihn. Der Angreifer bekannte, weitere Repräsentanten des tschechoslowakischen Kapitalismus habe töten zu wollen. Aufgrund des jugendlichen Alters wurde er nicht zum Tode verurteilt, sondern für 18 Jahre inhaftiert. Rašín starb gut sechs Wochen später an den Folgen des Attentats. |                                    |
| 1923 | Aleksandar Stambolijski  | Ministerpräsident Bulgariens                                                        | Innere Mazedonische Revolutionäre Organisation (IMRO)                         | Nationaltheater in Sofia     | Am 2. Februar 1923 versuchten Mitglieder der IMRO erfolglos, Stambolijski und drei seiner Minister zu töten. |                                    |
| 1923 | Franz Birnecker          | Betriebsratsmitglied der Semperit AG                                                | Mitglieder der Wehrformation Ostara                                           | Wien                         | Am 17. Februar 1923 wurde Franz Birnecker, sozialdemokratisches Betriebsratsmitglied der Semperit AG, bei dem Versuch, Vereinskameraden vom Baumgartner Sportklub zu Hilfe zu eilen, von Mitgliedern der monarchistischen, paramilitärischen Wehrformation Ostara erschossen. Birnecker war das erste Todesopfer einer politischen Gewalttat in der Republik Österreich. Das Attentat führt zur Gründung des sozialdemokratischen, paramilitärischen Republikanischen Schutzbundes. |                                    |
| 1923 | Josef Smeets             | Vorsitzender der separatistischen Rheinisch Republikanischen Volkspartei            | Hannes Miebach                                                                | Köln                         | Der separatistische Politiker und Journalist Josef Smeets wurde am 17. März 1923 in Köln Opfer eines nationalistisch motivierten Attentats, an dessen Spätfolgen er 1925 starb. Sein Schwager kam beim Attentat, das von Teilen der Presse begrüßt wurde, um. |                                    |
| 1923 | Wazlaw Worowski          | Sowjetischer Diplomat                                                               | Moritz Conradi                                                                | Lausanne                     | Am 10. Mai 1923 schoss ein Antikommunist im Lausanner Restaurant Cecile auf die sowjetische Delegation. Sein Freispruch vor Gericht führte zur Conradi-Affäre. | Wazlaw Worowski                    |
| 1923 | Juan Soldevila y Romero  | Erzbischof von Saragossa                                                            | Los Solidarios (Buenaventura Durruti, Francisco Ascaso, Gregorio Jover u. a.) | Saragossa/Spanien            | Am 4. Juni 1923 ermordeten Los Solidarios, eine der bekanntesten anarchistischen grupos de afinidad, die der größten spanischen Gewerkschaft CNT nahestanden, Juan Soldevila y Romero, den Erzbischof von Saragossa. Das Attentat war gedacht als Vergeltung für die Rolle der Kirche und speziell des Erzbischofs bei der Unterdrückung der CNT und der Finanzierung von Pistolero-Gruppen gegen streikende Arbeiter. Eine indirekte Folge des Attentats war wenige Monate später die Errichtung der Diktatur von Miguel Primo de Rivera. | Juan Kardinal Soldevilla y Romero  |
| 1923 | Francisco „Pancho“ Villa | Mexikanischer Revolutionsführer                                                     | Jesus Salas Barrazas und andere                                               | Parral                       | Am 20. Juli 1923 wurde der ehemalige mexikanische Bandit und Revolutionsführer Pancho Villa in Parral, Chihuahua, von einer Gruppe Bewaffneter unter Jesus Salas Barrazas mit 47 Kugeln erschossen. Bei dem Attentat kamen auch Villas Sekretär Miguel Trillo, sein persönlicher Assistent Daniel Tamayo sowie Claro Hurtado ums Leben, Rafael Medrano und Ramón Contreras wurden verletzt. Die Hintergründe des Attentats sind ungeklärt. Es spricht jedoch manches dafür, dass hinter dem Attentat die mexikanische Regierung unter Álvaro Obregón stand. | Pancho Villa                       |
| 1924 | Ignaz Seipel             | Österreichischer Bundeskanzler                                                      | Karl Jaworek                                                                  | Wien                         | Am 1. Juni 1924 verübte Karl Jaworek am Wiener Südbahnhof ein Attentat auf den katholischen Prälaten und österreichischen Bundeskanzler Ignaz Seipel. Seipel trat daraufhin als Bundeskanzler zurück. Seipel stand in der Kritik, weil es durch seine Politik zu einem starken Rückgang des Realeinkommens und einem starken Anstieg der Arbeitslosigkeit gekommen war. | Ignaz Seipel                       |
| 1925 | Hugo Bettauer            | Schriftsteller                                                                      | Otto Rothstock                                                                | Wien                         | Am 10. März 1925 wurde der Schriftsteller, Journalist und Herausgeber der Zeitschrift „Er und Sie“ Hugo Bettauer in seiner Redaktion in Wien von dem nationalsozialistischen Zahntechniker Otto Rothstock mit sechs Schüssen in die Brust so schwer verletzt, dass er am 26. März seinen Verletzungen erlag. Der Attentäter nannte als Motiv für die Tat die angebliche Sittenlosigkeit Bettauers, der in seiner Zeitschrift unter anderem sexuelle Aufklärung betrieb und für eine Straffreiheit von Homosexualität unter Erwachsenen und ein modernes Scheidungsrecht eintrat. Rothstock stand der NSDAP nahe und Brettauer war jüdischer Herkunft; möglicherweise war die Tat (auch) antisemitisch motiviert. | Hugo Bettauer in den 1910er Jahren |
| 1926 | Benito Mussolini         | Italienischer Diktator                                                              | Violet Gibson                                                                 | Rom                          | Am 7. April 1926 verübte die Antifaschistin Violet Gibson auf dem Piazza del Campidoglio in Rom ein Schussattentat auf Benito Mussolini. Ihr erster Schuss streifte seine Nase, ein zweiter blieb im Lauf des Revolvers stecken. | Benito Mussolini                   |
| 1926 | Benito Mussolini         | Italienischer Diktator                                                              | Gino Lucetti                                                                  | Rom                          | Am 11. September 1926 verübte der Anarchist Gino Lucetti vor der Porta Pia in Rom ein Bombenattentat auf Benito Mussolini, der aber unverletzt blieb. | Benito Mussolini                   |
| 1926 | Benito Mussolini         | Italienischer Diktator                                                              | Anteo Zamboni                                                                 | Bologna                      | Sechs Wochen nach dem Attentat Gino Lucettis versuchte am 31. Oktober 1926 der 15-jährige Anarchist Anteo Zamboni, Mussolini in Bologna anlässlich einer Parade zur Erinnerung an den Marsch auf Rom zu erschießen. Er verfehlte Mussolini und wurde von umstehenden Faschisten gelyncht. Mussolini nahm dieses und das vorangegangene Attentat zum Anlass, die noch bestehenden Parteien aufzulösen und politische Freiheiten zu beschränken. | Benito Mussolini                   |
| 1928 | Zhang Zuolin             | General der Beiyang-Armee der Republik China, Warlord und Herrscher der Mandschurei | Kômoto Daisaku                                                                | Bezirk Huanggutun            | Zhang, damals durch japanische Unterstützung der mächtigste Mann Chinas, wurde am 4. Juni 1928 während einer Zugfahrt von Peking unweit seiner mandschukischen Residenz Mukden durch eine an der Bahnstrecke von einem Oberst der japanischen Kwantung-Armee platzierte Bombe getötet. Der Huanggutun-Zwischenfall gilt als mitentscheidend für die darauf folgende Beendigung der Warlord-Ära und Wiedervereinigung Chinas. | Zhang Zuolin                       |
| 1928 | Álvaro Obregón           | Präsident von Mexiko                                                                | José de León Toral                                                            | Mexiko-Stadt                 | Der Attentäter, ein katholischer Priesteramtskandidat, ermordete am 17. Juli 1928 den gerade für eine zweite Amtszeit gewählten mexikanischen Präsidenten Obregón in einem Restaurant in Mexiko-Stadt. Auslöser dafür war die gegen die katholische Kirche in Mexiko gerichtete Politik, die Obregón während seiner ersten Amtszeit betrieben hatte. | Alvaro Obregón                     |
| 1928 | Stjepan Radić            | Mitgründer und Vorsitzender der Kroatischen Bauernpartei                            | Puniša Račić                                                                  | Parlament in Belgrad         | nach dem Attentat ließ König Aleksandar alle politischen Parteien verbieten und rief eine Königsdiktatur aus. |                                    |

### 1930er Jahre
| Jahr | Opfer                                                                                             | Stellung                                     | Täter                                                                                             | Ort         | Kurzbeschreibung | Bild                                        |
| ---- | ------------------------------------------------------------------------------------------------- | -------------------------------------------- | ------------------------------------------------------------------------------------------------- | ----------- | --- | ------------------------------------------- |
| 1930 | Hamaguchi Osachi                                                                                  | Premierminister von Japan                    | Ein Rechtsextremist                                                                               | Tokio       | Am 14. November 1930 wurde im Bahnhof von Tokio durch einen jungen Rechtsextremisten ein Attentat auf den japanischen Premierminister Hamaguchi Osachi verübt, bei dem dieser verletzt wurde. Nachdem sich nach anfänglich guter Genesung im April des Folgejahres eine Verschlechterung des Gesundheitszustands Hamaguchis einstellte, trat er am 14. April 1931 vom Amt zurück und starb wenige Monate später an den Folgen des Attentats. | Osachi Hamaguchi                            |
| 1931 | Ernst Henning                                                                                     | Abgeordneter der Hamburgischen Bürgerschaft  | Albert Jensen, Hans Höckmeier und Otto Bammel                                                     | Hamburg     | Am 14. März 1931 wurde der KPD-Abgeordnete in der Hamburgischen Bürgerschaft Ernst Henning, auf dem Rückweg von einer Parteiveranstaltung in Kirchwerder im Bus von den SA-Männern Jensen, Höckmeier und Bammel angegriffen und erschossen. Hennings Parteifreund Louis Cahnbley und eine unbeteiligte Berufsschullehrerin wurden verletzt. |                                             |
| 1931 | Fritz von Twardowski                                                                              | Botschaftsrat in Moskau                      | Judas Miranowitsch Stern, Sergej Sergejewitsch Wassiljew                                          | Moskau      | Am Vormittag des 5. März 1932 wurden bei einem Revolverattentat in Moskau mehrere Schüsse auf von Twardowski abgegeben. Er wurde dabei durch einen Streifschuss am Hals und einen Steckschuss in die Hand verletzt. Ziel des Anschlags war der Botschafter Herbert von Dirksen. Der Täter, Judas Miranowitsch Stern, wurde zusammen mit dem Anstifter, Sergej Sergejewitsch Wassiljew, noch im gleichen Jahr nach einem zweitägigen Prozess zum Tode verurteilt und durch Erschießen hingerichtet. | Fritz von Twardowski                        |
| 1932 | Paul Doumer                                                                                       | Präsident von Frankreich                     | Pawel Timofejewitsch Gorgulow                                                                     | Paris       | Am 6. Mai 1932 wurde der französische Präsident auf einer Buchmesse im Hotel Salomon de Rothschild in Paris von dem jungen russischen Rechtsextremisten Pawel Gorgulow angeschossen und starb am 7. Mai im Krankenhaus. Der Attentäter wurde bereits am 27. Juli zum Tode verurteilt. Nach einem abgelehnten Revisionsantrag wegen Wahnsinns wurde er am 14. September in Paris mit der Guillotine hingerichtet. |                                             |
| 1933 | Theodor Lessing                                                                                   | deutscher Schriftsteller                     | Rudolf Max Eckert, Rudolf Zischka und Karl Hönl                                                   | Marienbad   | Am 30. August 1933 schossen die Nationalsozialisten Eckert, Zischka und Hönl im tschechischen Marienbad von einem Fenster aus auf den deutschen Schriftsteller und Philosophen Theodor Lessing, der am Folgetag seinen schweren Verletzungen erlag. Lessing wurde aufgrund seiner jüdischen Herkunft und seiner sozialistischen Weltanschauung zur Zielscheibe nationalsozialistischer Agitation. Insbesondere nach Veröffentlichung eines Artikels, in dem er vor einer Wahl Paul von Hindenburgs zum Reichspräsidenten warnte kam es zu massiven Protesten gegen ihn. | Theodor Lessing                             |
| 1933 | Anton Cermak                                                                                      | Bürgermeister von Chicago                    | Giuseppe Zangara                                                                                  | Miami       | Am 15. Februar 1933 schoss der Italo-Amerikaner Giuseppe Zangara im Belmont Park in Miami den Bürgermeister von Chicago Anton Cermak anlässlich einer Rede des gerade gewählten Präsidenten Franklin D. Roosevelt an und verletzte ihn so schwer, dass dieser zwei Wochen später seinen Verletzungen erlag. Mehrheitlich wird davon ausgegangen, dass Zangara eigentlich auf Roosevelt zielte, diesen aber verfehlte und insofern nur zufällig Cermak tötete. Es gibt aber auch die Theorie, dass das Attentat tatsächlich Cermak galt. Dieser hatte sich Ende 1932 mit dem Chicago Outfit (der Mafia von Chicago) und insbesondere dem Al-Capone-Nachfolger Frank Nitti angelegt und deshalb Chicago verlassen.                                                                             | Anton Joseph Cermak                         |
| 1933 | Engelbert Dollfuß                                                                                 | Österreichischer Bundeskanzler               | Robert Dertil                                                                                     | Wien        | Am 3. Oktober 1933 wurde Engelbert Dollfuß von dem Nationalsozialisten Robert Dertil mit zwei Schüssen niedergestreckt und am Arm verwundet. | Engelbert Dollfuß                           |
| 1933 | Mohammed Nadir Schah                                                                              | König von Afghanistan                        | Abdul Khaliq Hazara                                                                               | Kabul       | Am 8. November 1933 wurde der afghanische König Mohammed Nadir Schah während der Abschlussfeier einer Oberschule in Kabul von dem Schüler Abdul Khaliq Hazara ermordet. Hintergründe des Attentats dürften die Modernisierungspolitik Nadir Shahs und seine enge Beziehung zu den Briten gewesen sein. | Mohammed Nadir Schah                        |
| 1933 | Ion Duca                                                                                          | Premierminister im Königreich Rumänien       | drei Mitglieder der Eisernen Garde                                                                | Sinaia      | Am 10. Dezember 1933 ließ der liberale Premierminister Duca die Eiserne Garde auflösen und Tausende verhaften; 19 Tage später wurde er auf einem Bahnsteig erschossen. |                                             |
| 1934 | Augusto César Sandino                                                                             | Nicaraguanischer Rebellenführer              | Mitglieder der Nationalgarde                                                                      | Managua     | Am 23. Februar 1934 wurden nicaraguanische Rebellenführer Sandino und mehrere seiner Offiziere nach einem Bankett, das der Präsident Juan Bautista Sacasa für sie gegeben hatte, vor dem Präsidentenpalast in Managua von Angehörigen der Nationalgarde unter dem Befehl von Anastasio Somoza García erschossen. | Augusto César Sandino                       |
| 1934 | Bronisław Pieracki                                                                                | Polnischer Innenminister                     | Hryhorij Maciejko                                                                                 | Warschau    | Am 15. Juni 1934 versuchte ein Mitglied der Organisation Ukrainischer Nationalisten vor einem Nachtklub im Wołowski-Palast in Warschau ein Bombenattentat auf Bronisław Pieracki, Innenminister im Kabinett Kozłowski, zu verüben. Als die fehlerhaft konstruierte Bombe nicht explodierte, feuerte er mit einem Revolver dreimal auf Pieracki. Zwei Schüsse trafen diesen in den Hinterkopf; er starb am gleichen Tag im Krankenhaus. Dem Attentäter gelang die Flucht ins Ausland. | Bronisław Pieracki                          |
| 1934 | Ernst Röhm, Gregor Strasser, Gustav von Kahr, Kurt von Schleicher und zahlreiche weitere Personen | Mitglieder der SA-Führung und Oppositionelle | Mitglieder der SS und des SD                                                                      | München     | Im Rahmen des Röhm-Putschs wurden zwischen 30. Juni und 2. Juli 1934 mindestens 200 SA-Führer und Oppositionelle in Hitlers Auftrag von SS- und SD-Mitgliedern ermordet. Zu den Opfern zählen unter anderem SA-Leiter Ernst Röhm, Ex-Reichsorganisationsleiter der NSDAP Gregor Strasser, der ehemalige bayerische Ministerpräsident Gustav von Kahr und Ex-Reichskanzler Kurt von Schleicher. | Ernst Röhm                                  |
| 1934 | Engelbert Dollfuß                                                                                 | Österreichischer Bundeskanzler               | Otto Planetta                                                                                     | Wien        | Am 25. Juli 1934 schossen der SS-Mann Otto Planetta und ein zweiter unbekannter Täter den österreichischen Bundeskanzler Engelbert Dollfuß im Zuge des als „Juliputsch“ bekannten Putschversuchs der Nationalsozialisten bei der Besetzung des Bundeskanzleramts an und verletzten ihn schwer. Da ihm ärztliche Hilfe verweigert wurde, verblutete Dollfuß. Das Attentat ist im Zusammenhang der politischen Konflikte jener Zeit in Österreich zu sehen. So hatte die Regierung Dollfuß im Jahr zuvor den Nationalrat ausgeschaltet und die NSDAP in Österreich verboten. Bereits am 3. Oktober 1933 war es daraufhin zu einem Attentat der Nationalsozialisten auf Dollfuß gekommen, bei dem dieser aber nur leicht verletzt wurde.                                                        | Engelbert Dollfuß                           |
| 1934 | Alexander I.                                                                                      | König von Jugoslawien                        | Wlado Tschernosemski                                                                              | Marseille   | Am 9. Oktober 1934 wurden der jugoslawische König Alexander I. und der französische Außenminister Louis Barthou in Marseille von dem unter dem Namen „Vlada dem Chauffeur“ bekannten bulgarischen IMRO-Mitglied Tschernosemski im Auftrag des kroatischen Ustascha-Anführers Ante Pavelić erschossen. Hintergrund der Tat war das Bestreben der kroatischen Nationalisten, ihr Land aus dem von Alexander I. gegründeten Königreich Jugoslawien zu lösen. | Das Attentat auf Alexander I.               |
| 1934 | Sergei Mironowitsch Kirow                                                                         | Sowjetischer Politiker                       | Leonid Wassiljewitsch Nikolajew                                                                   | Leningrad   | Am 1. Dezember 1934 erschoss Leonid Nikolajew den hohen Parteifunktionär der KPdSU und langjährigen Vertrauten Stalins Sergei Kirow vor dessen Büro im Smolny-Institut in Leningrad. Die Hintergründe der Tat sind ungeklärt. Nach eigenen Aussagen Nikolajews handelte es sich um eine Beziehungstat, da Kirow angeblich eine Liebesbeziehung zu seiner Frau Milda Draule hatte. In dem Prozess gegen ihn wurden ihm jedoch politische Motive vorgeworfen. Das Attentat war einer der Auslöser für die Stalinistischen Säuberungen der Folgejahre. |                                             |
| 1935 | Huey Long                                                                                         | US-Senator                                   | Carl Weiss                                                                                        | Baton Rouge | Am 8. September 1935 wurde der Senator und ehemalige Gouverneur des US-Bundesstaats Louisiana Huey Long von dem Arzt Carl Weiss im Louisiana State Capitol in Baton Rouge bei einem Attentat schwer verletzt und starb zwei Tage später. | Huey Long (1935)                            |
| 1936 | Wilhelm Gustloff                                                                                  | Leiter der NSDAP/AO in der Schweiz           | David Frankfurter                                                                                 | Davos       | Am 4. Februar 1936 erschoss der jüdische Medizinstudent David Frankfurter den Leiter der NSDAP-Auslandsorganisation in der Schweiz Wilhelm Gustloff in seiner Wohnung in Davos. Frankfurter war 1933 vor der Judenverfolgung in die Schweiz geflohen und war bei einem späteren Besuch in Deutschland Zeuge von Misshandlungen jüdischer Verwandter geworden. Wie im Falle Horst Wessels wurde auch Gustloff nach seinem Tod von der NS-Propaganda zum „nationalen Märtyrer“ erklärt. |                                             |
| 1936 | Moritz Schlick                                                                                    | Professor an der Universität Wien            | Hans Nelböck                                                                                      | Wien        | Am 22. Juni 1936 wurde der Philosophieprofessor Moritz Schlick auf der Philosophenstiege in der Universität Wien von seinem ehemaligen Studenten Hans Nelböck erschossen. Nelböck gab als Motiv für die Tat die von Schlick vertretenen Thesen des antimethaphysischen Positivismus sowie einen Streit um eine Studentin namens Sylvia Borowiczka an. Die Begründung eines zwei Jahre später (nach dem „Anschluss“ Österreichs) formulierten Gnadengesuchs lässt jedoch auch den Schluss zu, dass antisemitische Motive bestanden haben können, denn Schlick war jüdischer Abstammung. | Moritz Schlick                              |
| 1936 | Eduard VIII.                                                                                      | König von Großbritannien                     | Jerome Bannigan                                                                                   | London      | Am 16. Juli 1936 wurde der König von Großbritannien bei einem Ausritt in London durch den irischen Anarchisten Jerome Bannigan mit einem Revolver bedroht. Polizisten überwältigten daraufhin den Angreifer und verhafteten ihn. Dabei fiel der Revolver zu Boden, ein Schuss löste sich und verletzte das Pferd des Königs am Hinterlauf. | König Eduard VIII. (als Herzog von Windsor) |
| 1938 | Ernst Eduard vom Rath                                                                             | Deutscher Diplomat                           | Herschel Grynszpan                                                                                | Paris       | Am 7. November 1938 gab der polnische Jude Herschel Grynszpan in den Räumen der Deutschen Botschaft im Palais Beauharnais in Paris fünf Schüsse auf den Legationssekretär Ernst Eduard vom Rath ab. Dieser erlag zwei Tage später seinen schweren Verletzungen. Die Hintergründe der Tat sind nicht ganz geklärt. Ein Motiv war sicher, dass Grynszpans Eltern, die seit 27 Jahren in Hannover lebten, kurz zuvor im Rahmen der sogenannten Polenaktion an die Grenze nach Polen abgeschoben worden waren. Es gibt jedoch auch Hinweise darauf, dass sich vom Rath und Grynszpan schon länger aus dem Homosexuellen-Milieu kannten. Grynszpan gab in seinen Verhören an, von vom Rath homosexuell missbraucht worden zu sein.                                                                | Ernst Eduard vom Rath                       |
| 1939 | Armand Călinescu                                                                                  | rumänischer Ministerpräsident                | Dumitru Dumitrescu, Cezar Popescu, Traian Popescu, Ion Moldoveanu, Ion R. Ionescu und Ion Vasiliu | Bukarest    | Am 21. September 1939 wurde der rumänische Ministerpräsident Călinescu auf der Rückfahrt vom Cotroceni-Palast in der Nähe der heutigen Metrostation Eroilor im Bukarester Stadtteil Cotroceni durch Mitglieder der Eisernen Garde gestoppt und mit über zwanzig Schüssen ermordet. Neben Călinescu kamen bei dem Attentat auch sein Bodyguard und sein Fahrer ums Leben. Das Attentat wurde von Horia Sima, dem Anführer der Eisernen Garde, organisiert und mutmaßlich auch von ihm vor Ort überwacht. Călinescu wurde von der Eisernen Garde als einer der Hauptverantwortlichen für die Repression dieser Gruppierung und insbesondere für die Festnahme und außergesetzliche Hinrichtung von Simas Vorgänger Corneliu Codreanu und mehrerer seiner Anhänger im November 1938 betrachtet. | Armand Călinescu                            |
| 1939 | Adolf Hitler                                                                                      | Deutscher Diktator                           | Georg Elser                                                                                       | München     | Am 8. November 1939 versuchte der Schreiner Georg Elser, Hitler während einer Rede im Bürgerbräukeller durch ein Bombenattentat zu töten. Hierzu hatte Elser eine Säule hinter dem Rednerpult ausgehöhlt und darin eine Zeitbombe platziert. Das Attentat schlug jedoch fehl, da Hitler wetterbedingt nicht per Flugzeug, sondern mit der Eisenbahn nach Berlin zurückkehren musste und daher kürzer redete als üblich. So verließ Hitler den Bürgerbräukeller 13 Minuten vor der Explosion, bei der acht Menschen starben und 63 teilweise schwer verletzt wurden. | Bürgerbräukeller nach dem Anschlag          |

### 1940er Jahre
| Jahr | Opfer                      | Stellung                                                                                          | Täter                                                                      | Ort               | Kurzbeschreibung | Bild                                                                     |
| ---- | -------------------------- | ------------------------------------------------------------------------------------------------- | -------------------------------------------------------------------------- | ----------------- | --- | ------------------------------------------------------------------------ |
| 1940 | Leo Trotzki                | Ehemaliger Revolutionsführer                                                                      | Ramón Mercader                                                             | Coyoacán          | Am 20. August 1940 ermordete Mercader, ein Agent des sowjetischen Geheimdienstes NKWD Trotzki im Auftrag Stalins. Trotzki lebte im Exil in Mexiko stark gesicherten Anwesen. Mercader erschlich sich durch die Verlobung mit Trotzkis Sekretärin Sylvia Ageloff Zugang zum Anwesen und verletzte Trotzki mit einem Eispickel so schwer, dass er am Tag darauf im Krankenhaus verstarb. Trotzki hatte in den 1920er Jahren einen Machtkampf gegen Stalin verloren; er war 1926 aus dem Politbüro und 1927 der KPdSU ausgeschlossen worden und 1928 verbannt worden. Da er auch von dort noch gegen Stalin agitierte, ließ dieser ihn vom Geheimdienst verfolgen. Bereits am 24. Mai 1940 war unter Führung von David Alfaro Siqueiros ein Attentat versucht worden. | Leo Trotzki                                                              |
| 1941 | Karl Hotz                  | Oberstleutnant und Feldkommandant von Nantes                                                      | Gilbert Brustlein, Parti communiste français, Jeunesse Communiste de Paris | Nantes            | Erschossen am 20. Oktober 1941 in Nantes. Es folgten die Erschießungen von 48 französischen Geiseln, die Hinrichtung von 48 Personen nach drei Folgeprozessen, die Deportation und Ermordung von mindestens 14 weiteren Menschen und die Erschießung von 95 Geiseln nach einem der Folgeprozesse. Tat und Folgen gelten als Auslöser des bewaffneten Kampfes der Résistance. |                                                                          |
| 1942 | Reinhard Heydrich          | Hoher Offizier der Gestapo                                                                        | Jan Kubiš und Jozef Gabčík                                                 | Libeň             | Am 27. Mai 1942 verübten Kubiš und Gabčik im Prager Vorort Libeň ein Attentat auf den Leiter des Reichssicherheitshauptamts und Stellvertretenden Reichsprotektor in Böhmen und Mähren Reinhard Heydrich. Dieser wurde schwer verletzt und starb eine Woche später. Kubiš und Gabčik waren Agenten der britischen Spezialeinheit SOE und handelten im Auftrag der tschechoslowakischen Exilregierung unter Edvard Beneš und der britischen Regierung. Das NS-Regime ließ Racheakte wie die Zerstörung von Lidice und Ležáky verüben. Das Attentat wurde 1976 als Operation Daybreak verfilmt. | Der beim Attentat beschädigte Wagen Heydrichs                            |
| 1942 | François Darlan            | Admiral Darlan war von 10. Februar 1941 bis 18. April 1942 Regierungschef unter Marschall Pétain. |                                                                            | Algier (Algerien) | Am 24. Dezember 1942 erschoss ein junger Mann Darlan in seinem Hauptquartier in Algier; er wurde zwei Tage später hingerichtet. Am 21. Dezember 1945 rehabilitierte ihn die Revisionskammer des Appellationsgerichts in Algier und kassierte das Todesurteil. Die Tat sei im Interesse der Befreiung Frankreichs geschehen. | François Darlan                                                          |
| 1944 | Franz Kutschera            | Hoher Offizier der SS                                                                             | Bronisław Pietraszewicz, Stanisław Huskowski und Michał Issajewicz         | Warschau          | Am Morgen des 1. Februar 1944 wurde der SS-Behelfshaber des Distrikts Warschau im Generalgouvernement von polnischen militanten Pfadfindern („Szare Szeregi“) auf dem Platz vor seinem Büro in seinem Auto erschossen. | Franz Kutschera                                                          |
| 1944 | Adolf Hitler               | Deutscher Diktator                                                                                | Claus Schenk Graf von Stauffenberg                                         | Rastenburg        | Am 20. Juli 1944 versuchte der Generalstabsoffizier Stauffenberg, Hitler anlässlich einer Stabskonferenz im Führerhauptquartier Wolfsschanze in Ostpreußen durch ein Bombenattentat zu töten. Da die Stabskonferenz früher und nicht im Führerbunker, sondern in einer leicht gebauten Baracke stattfand, entfaltete die Bombe nicht die erwartete Wirkung. Von den 24 Teilnehmern der Besprechung starben vier, zwei wurden schwer verletzt und fünf – darunter Hitler – leicht verletzt. | Zerstörte Lagerbaracke nach dem Anschlag                                 |
| 1944 | Walter Edward Guinness     | Britischer Staatsminister für den Nahen Osten                                                     | Eliahu Hakim und Eliahu Bet-Zuri                                           | Kairo             | Am 6. November 1944 wurde der britische Staatsminister für den Nahen Osten Walter Guinness von den jüdischen Lechi-Mitgliedern Hakim und Bet-Zuri in Kairo ermordet. Die radikal-zionistische Untergrundorganisation Lechi warf Guinness vor, durch die Ablehnung von Heinrich Himmlers Vorschlag, bis zu eine Million jüdische Menschen gegen Lieferung alliierter Waren und Waffen aus Ungarn nach Palästina ausreisen zu lassen, hauptverantwortlich für das „Schließen der Tore Palästinas vor den jüdischen Flüchtlingen“ zu sein. |                                                                          |
| 1946 | Ahmad Kasravi              | Iranischer Sprachwissenschaftler, Historiker und Jurist                                           | Hossein Emami                                                              | Teheran           | Am 11. März 1946 wurden der iranische Sprachwissenschaftler, Historiker und Jurist Ahmad Kasravi und sein Assistent Opfer eines von Hossein Emami und einem weiteren Mitglied der Fedajin-e Islam verübten Attentats. Zuvor hatte ein hochrangiger islamischer Kleriker wegen dessen islamkritischer Schriften eine Fatwa gegen Kasravi erlassen. Schon am 28. April 1945 hatte der Gründer der Fedajin-e Islam, Navvab Safavi, ein Attentat auf Kasravi verübt, das jedoch misslang. Der Attentäter Emami verübte drei Jahre später auch das erfolgreiche Attentat gegen den iranischen Hofminister Abdolhossein Hazhir. | Ahmad Kasravi                                                            |
| 1946 | Ananda Mahidol             | König von Thailand                                                                                |                                                                            | Bangkok           | Am 9. Juni 1946 kam der thailändische König Ananda Mahidol beim Hantieren mit Handfeuerwaffen ums Leben. Ob es sich dabei um einen Unfall, Selbstmord oder ein Attentat handelte, ist bis heute ungeklärt. Es gibt eine Theorie, wonach es sich um eine Verschwörung unter Beteiligung seines Privatsekretärs gehandelt haben soll. | König Ananda Mahidol auf einer zeitgenössischen Briefmarke               |
| 1946 | Mahmud an-Nukraschi Pascha | Premierminister Ägyptens (unter König Faruq)                                                      | ein Mitglied der Muslimbruderschaft                                        | Kairo             | Der Attentäter, verkleidet als Soldat, tötete ihn am 28. Dezember 1948 mit zwei Schüssen. Pascha hatte knapp drei Wochen zuvor die Muslimbruderschaft verboten. |                                                                          |
| 1947 | Karol Świerczewski         | Polnischer stellvertretender Verteidigungsminister                                                | Mitglieder der UPA (umstritten)                                            | bei Baligród      | Am 28. März 1947 wurde der polnische Armeegeneral und stellvertretende Verteidigungsminister Świerczewski in einem mutmaßlich von Mitgliedern der UPA gelegten Hinterhalt erschossen. | Karol Świerczewski                                                       |
| 1947 | Aung San                   | Regierungschef von Burma                                                                          | U Saw (mutmaßlicher Drahtzieher)                                           | Rangun            | Am 19. Juli 1947 erschossen fünf Anhänger des früheren Premierministers der Kolonialregierung U Saw Aung San und sechs weitere Regierungsmitglieder während einer Sitzung des Exekutivrats (Kabinett der Übergangsregierung) in Rangun. Hintergrund waren Machtkämpfe im Zuge der Unabhängigkeitsbestrebungen Burmas. | Aung San                                                                 |
| 1948 | Mahatma Gandhi             | Anführer der indischen Unabhängigkeitsbewegung                                                    | Nathuram Godse                                                             | Neu-Delhi         | Am 30. Januar 1948 erschoss der fanatische, nationalistische Hindu Nathuram Godse Mahatma Gandhi. Motiv war das Eintreten Gandhis für eine Aussöhnung und Gleichberechtigung zwischen Hindus und Moslems in Indien. | Mohandas Karamchand Gandhi                                               |
| 1948 | Folke Bernadotte           | Schwedischer Diplomat                                                                             | Lechi                                                                      | Jerusalem         | Am 17. September 1948 wurden der schwedische Diplomat und UN-Vermittler Bernadotte und der UN-Beobachter Colonel André Serot von Mitgliedern der jüdischen Extremistenorganisation Lechi in Jerusalem erschossen. Zuvor hatte sich Bernadotte für ein Rückkehrrecht palästinensischer Flüchtlinge nach Israel, für eine internationale Verwaltung Jerusalems und für eine Abtretung des Negev an die Araber eingesetzt. | Graf Folke Bernadotte                                                    |
| 1949 | Mohammad Reza Pahlavi      | Schah von Iran                                                                                    | Nasser Fakhr Araï                                                          | Teheran           | Am 4. Februar 1949 schoss Fakhr Araï, ein Mitglied der kommunistischen Tudeh-Partei, anlässlich eines offiziellen Besuchs der Universität Teheran fünf Mal auf den Mohammad Reza Pahlavi und verletzt ihn leicht. | Mohammad Reza Schah im Krankenhaus nach dem Attentat vom 4. Februar 1949 |
| 1949 | Abdolhossein Hazhir        | Hofminister des Schahs von Iran                                                                   | Hossein Emami                                                              | Teheran           | Am 4. November 1949 lauerte Hossein Emami, Mitglied der Fedajin-e Islam und bereits am Attentat gegen Ahmad Kasravi beteiligt, Hazhir beim Betreten einer Moschee auf. Er verletzte ihn mit Stichen so schwer, dass er bald starb. Motiv für die Tat war der Vorwurf islamischer Kreise, Hazhir sei ein britischer Spion. | Abdolhossein Hazhir                                                      |

### 1950er Jahre
| Jahr | Opfer                    | Stellung                                                      | Täter                                             | Ort             | Kurzbeschreibung | Bild                                 |
| ---- | ------------------------ | ------------------------------------------------------------- | ------------------------------------------------- | --------------- | --- | ------------------------------------ |
| 1951 | Ali Razmara              | Premierminister des Iran                                      | Chalil Tahmasbi                                   | Teheran         | Am 7. März 1951 wurde der iranische Premierminister Haj Ali Razmara auf dem Weg vom Parlament zur Trauerfeier für Ajatollah Fajz in der Soltani Moschee von Khalil Tahmasbi, einem Mitglied der Fedajin-e Islam, mit drei Schüssen tödlich verwundet. Kurz zuvor hatte Ajatollah Abol-Ghasem Kaschani, der geistige Führer der Fedajin-e Islam eine Fatwa gegen Razmara erlassen. Hintergrund war ein Machtkampf zwischen Razmara und Mohammad Mossadegh, der sich vor allem an der Haltung gegenüber der Anglo-Iranian Oil Company (AIOC) entfachte. | Hasch Ali Razmara                    |
| 1951 | Abdallah ibn Husain I.   | König von Jordanien                                           | Mustafa Shukri Usho                               | Jerusalem       | Am 20. Juli 1951 erschoss der palästinensische Schneider Mustafa Shukri Usho den jordanischen König Abdallah I. in der Al-Aqsa-Moschee in Jerusalem. Motiv für die Tat war die moderate Haltung Abdallahs gegenüber Israel und insbesondere seine Anerkennung des Teilungsplans der Vereinten Nationen für Palästina. | Abdallah I.                          |
| 1951 | Liaquat Ali Khan         | Premierminister von Pakistan                                  | Syed Azbar Khan                                   | Rawalpindi      | Am 16. Oktober 1951 fiel der erste Premierminister von Pakistan, Liaquat Ali Khan, während einer Rede in Rawalpindi einem von dem muslimischen Fanatiker Syed Azbar Khan verübten Attentat zum Opfer. Das Motiv für die Tat ist unbekannt, da der Täter noch am Tatort getötet wurde. | Liaquat Ali Khan                     |
| 1952 | Konrad Adenauer          | Deutscher Bundeskanzler                                       | Jakob Farshtej, Elieser Sudit und Josef Kronstein | Bonn            | Am 27. März 1952 explodierte eine an Konrad Adenauer gerichtete Paketbombe im Münchner Polizeipräsidium und tötete den Polizeibeamten Karl Reichert. Als mutmaßliche Täter wurden Jakob Farshtej als Kopf der Gruppe, Elieser Sudit als Bombenbauer und Josef Kronstein als Überbringer der Paketbombe ermittelt. Die Gruppe stand in Verbindung mit der jüdischen Untergrundorganisation Irgun Tzwa’i Le’umi. Da alle drei unmittelbar Beteiligten umgehend Deutschland verließen, stellte die Staatsanwaltschaft die Ermittlungen ein und der Fall wurde mit größter Diskretion behandelt, um antisemitische Reaktionen zu vermeiden. Nach später veröffentlichten Angaben Elieser Sudits soll der Auftraggeber dieses Attentats der ehemalige Kommandant von Irgun und spätere israelische Ministerpräsident und Friedensnobelpreisträger Menachem Begin gewesen sein. | Konrad Adenauer                      |
| 1956 | Anastasio Somoza García  | Präsident von Nicaragua                                       | Rigoberto López Pérez                             | León            | Am 21. September 1956 gab der junge Dichter Rigoberto López während einer Wahlveranstaltung in León fünf Schüsse auf den Staatschef von Nicaragua Anastasio Somoza ab und verletzte ihn schwer. López wurde noch am Tatort von den umstehenden Nationalgardisten erschossen, Somoza erlag acht Tage später im US-Militärkrankenhaus Hospital Gorgas in der Panamakanalzone seinen Verletzungen. Hintergrund der Tat war der Widerstand gegen die diktatorische Herrschaft Somozas in Nicaragua. | Anastasio Somoza García & Juan Perón |
| 1957 | Rudolf Kasztner          | Knesset-Kandidat der Mapei                                    |                                                   | Tel Aviv        | Am 3. März 1957 wurde Rudolf Kasztner, zu diesem Zeitpunkt Kandidat der israelischen Arbeitspartei (Mapei) für ein Mandat in der Knesset, vor seiner Haustür in Tel Aviv von drei Attentätern niedergeschossen. Er starb zehn Tage später. Motiv für die Tat war die umstrittene Rolle Kasztners im Rahmen der Rettung von Juden aus Ungarn im Jahr 1944. |                                      |
| 1957 | Carlos Castillo Armas    | Präsident von Guatemala                                       | Romeo Vásquez Sánchez                             | Guatemala-Stadt | Am 26. Juli 1957 wurde der guatemaltekische Präsident Carlos Castillo Armas im Präsidentenpalast in Guatemala-Stadt von Romeo Vásquez Sánchez, einem Soldaten seiner Leibgarde, erschossen. Die genauen Motive der Tat sind ungeklärt, da Vásquez seinerseits kurz nach der Tat, vermutlich durch Selbstmord, zu Tode kam. Es gibt eine Theorie, wonach Vásquez auf Veranlassung des Diktators der Dominikanischen Republik, Rafael Trujillo, gehandelt haben soll. |                                      |
| 1957 | Lew Rebet                | Nationalistischer ukrainischer Politiker                      | Bogdan Staschinski                                | München         | Ein Agent des KGB tötete Rebet am 12. Oktober 1957 am Karlsplatz 8 in München mit einer pistolenähnlichen Waffe, die Blausäuregas versprühte. | Lew Rebet                            |
| 1959 | S. W. R. D. Bandaranaike | Premierminister von Ceylon                                    | Talduwa Somarans Thero                            | Colombo         | Am 25. September 1959 tötete der buddhistische Mönch Talduwa Somarans Thero den Premierminister von Ceylon S. W. R. D. Bandaranaike. Einige Politiker, darunter auch Regierungsmitglieder, gerieten in den Verdacht, Hintermänner der Tat gewesen zu sein. | S. W. R. D. Bandaranaike             |
| 1959 | Stepan Bandera           | Nationalistischer ukrainischer Politiker und Partisanenführer | Bogdan Staschinski                                | München         | Ein Agent des KGB tötete Bandera am 15. Oktober 1959 im Eingang seines Wohnhauses in der Kreittmayrstraße 7 mit einer pistolenähnlichen Waffe, die Blausäuregas versprühte. Als er aufgefunden wurde, lebte er noch, verstarb aber wenig später. | Stepan Bandera                       |

### 1960er Jahre
| Jahr | Opfer                           | Stellung                                                  | Täter | Ort                  | Kurzbeschreibung | Bild                           |
| ---- | ------------------------------- | --------------------------------------------------------- | --- | -------------------- | --- | ------------------------------ |
| 1960 | Asanuma Inejirō                 | Vorsitzender der Sozialistischen Partei Japans            | Yamaguchi Otoya | Tokio                | Am 12. Oktober 1960 wurde der Vorsitzende der Sozialistischen Partei Japans (SPJ) Asanuma Inejirō während einer vom japanischen Fernsehsender NHK übertragenen Wahlkampfrede in der Hibiya Hall in Tokio von dem 17-jährigen Nationalisten Yamaguchi Otoya mit einem Wakizashi-Schwert erstochen. |                                |
| 1960 | Rómulo Ernesto Betancourt Bello | Präsident von Venezuela                                   | Agenten des Geheimdienstes der Dominikanischen Republik | Caracas              | Am 24. Juni 1960 wurde auf den venezolanischen Präsidenten Rómulo Betancourt während einer Parade in Caracas aus Anlass des Jahrestags der Schlacht von Carabobo ein Bombenattentat verübt, welches dieser schwer verletzt überlebte. Das Attentat wurde von dem dominikanischen Diktator Rafael Trujillo inszeniert und von Agenten des Militärischen Geheimdienstes der Dominikanischen Republik (SIM) und rechtsextremen Venezolanern verübt. Hintergrund der Tat war eine politische und persönliche Abneigung Trujillos gegen den sozialistischen Präsidenten Betancourt. |                                |
| 1961 | Patrice Lumumba                 | Premierminister der Republik Kongo                        | Moïse Tschombé (mutmaßlicher Drahtzieher) | Provinz Katanga      | Am 17. Januar 1961 ermordeten unter belgischem Kommando stehende katangische Soldaten den ersten Premierminister der Republik Kongo Patrice Lumumba. Hintergrund der Tat waren Machtkämpfe nach der Unabhängigkeit des Kongo von Belgien. Bereits zwei Wochen nach der Unabhängigkeit hatte am 11. Juli 1960 die rohstoffreiche Provinz Katanga unter der Führung von Moïse Tschombé – ebenso wie die Provinz Süd-Kasai – ihre Unabhängigkeit von der Republik Kongo erklärt. Im September wurde Lumumba durch einen Putsch von Oberst Joseph Mobutu im Einvernehmen mit dem Staatspräsidenten Joseph Kasavubu gestürzt, kurz darauf gefangen genommen und an Tschombé ausgeliefert. | Patrice É. Lumumba             |
| 1961 | Rafael Leónidas Trujillo Molina | Machthaber der Dominikanischen Republik                   | Luis Amiama Tió, Pedro Livio Cedeño Herrera, Antonio de la Maza Vásquez, Luis Salvador Estrella Sadhalá, Amado García Guerrero, Antonio Imbert Barrera, Roberto Rafael Pastoriza Neret und Huáscar Antonio Tejeda Pimentel | Santo Domingo        | Am 30. Mai 1961 wurde Rafael Trujillo, Diktator der Dominikanischen Republik, durch Maschinengewehrfeuer getötet. Die Gruppe der Attentäter bestand aus General Antonio Imbert, Leutnant Amado García, dem Unternehmer Antonio de la Maza, Luis Amiama, Pedro Livio Cedeño, Salvador Estrella, Roberto Pastoriza und Huáscar Tejeda. An der Planung der Tat beteiligt waren außerdem der damalige Verteidigungsminister General José René Román Fernández, General Juan Tomás Díaz sowie Modesto Díaz Quezada und Luis Manuel Cáceres Michel. Die Verschwörer wollten dadurch die mehr als 30-jährige Diktatur Trujillos beenden. |                                |
| 1961 | Charles de Gaulle               | Präsident von Frankreich                                  | | Pont-sur-Seine       | Verübt am 8. September 1961 von sechs Männern (vermutlich OAS-Mitglieder) mit einer Bombe. |                                |
| 1962 | Charles de Gaulle               | Präsident von Frankreich                                  | Jean-Marie Bastien-Thiry und andere Mitglieder der OAS | Petit-Clamart        | Am 22. August 1962 verübte der Oberst Bastien-Thiry zusammen mit elf weiteren Mitgliedern der Organisation de l’armée secrète (OAS) ein Attentat auf den französischen Präsidenten Charles de Gaulle. Dieses scheiterte, weil bedingt durch die Dunkelheit das vereinbarte Signal nicht rechtzeitig gesehen wurde. Die Attentäter gaben insgesamt 187 Schüsse auf die Wagenkolonne de Gaulles ab, verfehlten ihn aber knapp. Motiv für das Attentat war die Unzufriedenheit Bastien-Thirys und der OAS mit der Algerien-Politik de Gaulles. Dieser Attentatsversuch diente Frederick Forsyth als Vorlage für seinen Roman Der Schakal. | Charles de Gaulle              |
| 1963 | Medgar Evers                    | US-amerikanischer Bürgerrechtler                          | Byron De La Beckwith | Jackson, Mississippi | Am 12. Juni 1963 wurde der schwarze US-amerikanischer Bürgerrechtler Medgar Evers aus rassistischen Motiven von dem weißen Düngemittelvertreter Byron De La Beckwith in Jackson, Mississippi erschossen. In zwei Gerichtsverfahren im Jahre 1964 wurde De La Beckwith freigesprochen. Dies löste Proteste aus und veranlasste mehrere Künstler, Evers ein musikalisches Denkmal zu setzen. So handeln zum Beispiel Bob Dylans Lied Only a Pawn in their Game und Nina Simones Lied Mississippi Goddamn vom Attentat und seinen Folgen. |                                |
| 1963 | John F. Kennedy                 | Präsident der Vereinigten Staaten                         | Lee Harvey Oswald (mutmaßlicher Täter) | Dallas               | Am 22. November 1963 wurde US-Präsident John F. Kennedy während einer Fahrt durch Dallas/Texas in einem offenen Cabrio erschossen. Nach herrschender Ansicht war Oswald ein Einzeltäter. Eine abschließende Klärung war und ist unter anderem deswegen nicht möglich, weil Oswald zwei Tage später seinerseits einem Attentat zum Opfer fiel. | Attentat auf John F. Kennedy   |
| 1963 | Lee Harvey Oswald               | Mutmaßlicher Kennedy-Attentäter                           | Jack Ruby | Dallas               | Zwei Tage nach dem Attentat auf John F. Kennedy, am 24. November 1963, erschoss der Nachtclubbesitzer Jack Ruby den mutmaßlichen Attentäter Lee Harvey Oswald anlässlich seiner Überführung in das Staatsgefängnis vor laufender Kamera. | Lee Harvey Oswald              |
| 1965 | Hassan Ali Mansour              | Premierminister des Iran                                  | Mohammad Bokharaii | Teheran              | Am 22. Januar 1965, wenige Tage vor dem ersten Jahrestag der Weißen Revolution, wurde der iranische Premierminister Hassan Ali Mansour von Mohammad Bokharaii, einem Mitglied der Fedajin-e Islam, vor dem Parlamentsgebäude in Teheran mit drei Schüssen erschossen. Hinter dem Attentat standen konservative islamische Kreise, allen voran der von Mansour ins Exil geschickte Ajatollah Chomeini und der spätere Präsident der Islamischen Republik Iran Akbar Hāschemi Rafsandschāni. Konkreter Auslöser für die Tat war die Befürwortung des Status of Forces Agreements mit den USA durch die Regierung Mansour. | Hasan Ali Mansour              |
| 1965 | Malcolm Little (Malcolm X)      | US-amerikanischer Bürgerrechtler                          | Thomas Hagan, Norman Butler und Thomas Johnson | New York City        | Am 21. Februar 1965 erschossen Hagan, Butler und Johnson, Anhänger des Führers der Nation of Islam Elijah Muhammad, den amerikanischen Bürgerrechtler Malcolm X während eines Auftritts im Audubon Ballroom im New Yorker Stadtteil Washington Heights. Motiv für die Tat war der Bruch Malcolms mit der Nation of Islam und seine öffentliche Kritik an den außerehelichen Affären Muhammads. | Foto vom Tatort                |
| 1965 | Mohammad Reza Pahlavi           | Schah von Iran                                            | Reza Schams Abadi | Teheran              | Am 10. April 1965 verübte der Wachsoldat Reza Schams Abadi vor dem Marmorpalast in Teheran ein Attentat auf Schah Mohammad Reza Pahlavi. Der Schah überlebte unverletzt, wohl weil er entgegen seinen Gepflogenheiten an diesem Tag nicht zu Fuß, sondern im Auto zum Marmorpalast kam. Dem Attentat fielen die Wachsoldaten Mohammad Ali Babaian und Ayat Lashgari zum Opfer, der Kammerdiener des Schahs wurde verletzt. Zunächst wurden mehrere Mitglieder einer maoistischen Gruppe beschuldigt, Hintermänner des Attentats gewesen zu sein. Zwei von ihnen wurden zum Tode, ein dritter zu lebenslanger Freiheitsstrafe verurteilt, jedoch wurden alle drei kurze Zeit später vom Schah begnadigt. Später wurde bekannt, dass die islamistische Untergrundorganisation Fedajin-e Islam hinter dem Attentat stand. |                                |
| 1966 | Maximiliano Hernández Martínez  | Ehemaliger Diktator von El Salvador                       | Cipriano Morales | Jamastrán Honduras   | Der im Exil in Honduras lebende Hernández wurde am 15. Mai 1966 im Esszimmer seines Hauses von seinem Fahrer Cipriano Morales mit 17 Messerstichen getötet. Hernández war 1931 durch einen Militärputsch in El Salvador an die Macht gekommen und hatte bis zu seinem Sturz im Jahr 1944 als Diktator regiert. Unter anderem hatte er Anfang 1932 einen Bauernaufstand im Westen El Salvadors blutig niederschlagen lassen, wobei schätzungsweise 25.000 Menschen getötet wurden. | Maximiliano Hernández Martínez |
| 1966 | Hendrik Frensch Verwoerd        | Premierminister von Südafrika                             | Demetrios Tsafendas | Kapstadt             | Am 6. September 1966 erstach der Parlamentsangestellte Demitrios Tsafendas im Plenarsaal des südafrikanischen Parlaments in Kapstadt den Premierminister Hendrik Verwoerd mit vier Stichen. Motiv für die Tat war wohl die von Verwoerd entwickelte und implementierte Apartheidpolitik. Tsafendas war der Sohn eines Griechen und einer Mosambikanerin und galt daher nach den südafrikanischen Rassegesetzen als Mischling. |                                |
| 1968 | Martin Luther King              | US-amerikanischer Bürgerrechtler                          | James Earl Ray | Memphis              | Am 4. April 1968 wurde der amerikanische Bürgerrechtsaktivist Martin Luther King auf dem Balkon des Lorraine Motels in Memphis von einem Attentäter erschossen. Für die Tat wurde der mehrfach vorbestrafte James Earl Ray verurteilt, der die Tat unmittelbar nach seiner Festnahme in London gestanden, das Geständnis später allerdings widerrufen hatte. Trotz zahlreicher Verschwörungstheorien geht die herrschende Meinung bis heute davon aus, dass Ray die Tat als Einzeltäter aus rassistischen Motiven verübt hat. | Martin Luther King             |
| 1968 | Rudi Dutschke                   | Deutscher marxistischer Studentenführer                   | Josef Bachmann | Berlin               | Am 11. April 1968 schoss der rechtsextreme Hilfsarbeiter Josef Bachmann vor dem SDS-Büro am Kurfürstendamm in West-Berlin dreimal auf den marxistischen Studentenführer Rudi Dutschke und verletzte diesen lebensgefährlich. Elf Jahre später, am 24. Dezember 1979 ertrank Dutschke aufgrund eines epileptischen Anfalls in der Badewanne seiner Wohnung. Der epileptische Anfall war eine Spätfolge der bei dem Attentat erlittenen Gehirnverletzungen. | Rudi Dutschke                  |
| 1968 | Robert F. Kennedy               | US-Senator                                                | Sirhan Bishara Sirhan | Los Angeles          | Am 5. Juni 1968 wurde der US-Senator und demokratische Präsidentschaftskandidat Robert F. Kennedy im Anschluss an eine Rede im Ambassador Hotel in Los Angeles von dem palästinensischen Immigranten Sirhan Bishara Sirhan angeschossen und lebensgefährlich verletzt. Kennedy starb am nächsten Tag. Als Motiv für die Tat gelten betont israelfreundliche Aussagen Kennedys. | Robert F. Kennedy              |
| 1969 | Eduardo Mondlane                | Präsident der mosambikanischen Befreiungsbewegung FRELIMO | | Daressalam           | Am 3. Februar 1969 kam der mosambikanische Befreiungskämpfer und Sozialwissenschaftler Eduardo Mondlane bei der Explosion einer Briefbombe ums Leben. Die Hintergründe des Attentats sind bis heute nicht vollständig aufgeklärt. | Eduardo Mondlane               |

### 1970er Jahre
| Jahr | Opfer | Stellung                                              | Täter                                                                   | Ort              | Kurzbeschreibung | Bild                                                |
| ---- | --- | ----------------------------------------------------- | ----------------------------------------------------------------------- | ---------------- | --- | --------------------------------------------------- |
| 1970 | Daniel A. Mitrione | US-amerikanischer CIA-Agent                           | Guerrilleros der Tupamaros                                              | Montevideo       | Am 10. August 1970 erschossen Mitglieder der uruguayischen Guerillaorganisation Tupamaros in Montevideo den CIA-Agenten und Sicherheitsberater der uruguayischen Innenbehörden Daniel A. Mitrione, nachdem sie ihn zuvor zehn Tage in Geiselhaft gehalten hatten. Nach der Entführung von Mitrione, Claude L. Fly und dem brasilianischen Vizekonsul Aloysio Mares Dias Gomide hatten die Tupamaros zunächst versucht, die Regierung zur Freilassung von 150 gefangenen Gesinnungsgenossen zu bewegen. Nachdem die Verhandlungen gescheitert waren, erschossen sie Mitrione. Die anderen beiden Geiseln wurden später freigelassen. |                                                     |
| 1972 | George Wallace | Gouverneur von Alabama                                | Arthur Bremer                                                           | Laurel           | Im Mai 1972 wurde der Gouverneur des US-Bundesstaats Alabama und damalige Bewerber um die Nominierung der Demokratischen Partei für das Präsidentenamt, George Wallace, während einer Wahlkampfveranstaltung von Arthur Bremer angeschossen und schwer verletzt. Er blieb infolge des Attentats gelähmt und auf einen Rollstuhl angewiesen. Das Attentat war scheinbar nicht politisch motiviert, sondern durch den Wunsch Bremers, berühmt zu werden. | George Wallace                                      |
| 1972 | Scheich Abeid Amani Karume | Vizepräsident von Tansania                            |                                                                         | Sansibar         | Am 7. April 1972 wurde der ehemalige Präsident der Volksrepublik Sansibar und Pemba und – seit dessen Vereinigung mit Tanganjika – Vizepräsident von Tansania Scheich Abeid Amani Karume während eines Backgammon-Spiels im Hauptquartier der Afro-Shirazi Party (ASP) von vier Attentätern erschossen. Als Drahtzieher der Tat wurde der von Karume weitgehend entmachtete marxistische Politiker Abdulrahman Mohammad Babu verdächtigt, der daraufhin Tansania verließ. |                                                     |
| 1972 | David Mark Berger, Ze'ev Friedman, Yossef Gutfreund, Eliezer Halfin, Josef Romano, André Spitzer, Amitzur Schapira, Kehat Shorr, Mark Slavin, Yakov Springer, Mosche Weinberg | Mitglieder der Olympiamannschaft von Israel           | Mitglieder der palästinensischen Terrororganisation Schwarzer September | München          | Während den Olympischen Sommerspielen in München drangen am 5. September 1972 acht Mitglieder der palästinensischen Terrororganisation Schwarzer September in das olympische Dorf ein. Sie nahmen die 11 Mitglieder der israelischen Olympiamannschaft als Geiseln und forderten die Freilassung von in israelischen Gefängnissen inhaftierten Palästinensern, der deutschen Terroristin Ulrike Meinhof sowie des japanischen Terroristen Kōzō Okamoto. Während die Geiseln Romano und Weinberg gleich zu Beginn der Geiselnahme starben, kamen alle übrigen während einer missglückten Befreiungsaktion auf dem Flugplatz Fürstenfeldbruck ums Leben. | Tatort                                              |
| 1973 | Luis Carrero Blanco | Ministerpräsident von Spanien                         | Mitglieder der ETA                                                      | Madrid           | Am 20. Dezember 1973 wurde der spanische Ministerpräsident Luis Carrero Blanco Opfer eines Bombenattentats der baskischen Terrororganisation ETA. Die Detonation der unter seinem gepanzerten Wagen befindlichen ferngezündeten Sprengladung war so heftig, dass der Wagen 35 Meter in die Höhe und über die Kirche San Francisco de Borja und ein fünfstöckiges Wohnhaus hinweg geschleudert wurde und auf einem Balkon im zweiten Stock dieses Gebäudes aufschlug. Neben Carrero Blanco starben bei dem Attentat auch sein Fahrer und sein Leibwächter. Vier weitere Personen wurden verletzt. Es gibt auch begründete Vermutungen, dass neben der ETA auch die CIA in das Attentat verwickelt war, denn Carrero Blanco hatte knapp drei Monate zuvor während des Yom-Kippur-Kriegs den Unmut der US-Regierung auf sich gezogen, als er den amerikanischen Streitkräften untersagte, von Basen auf spanischem Territorium aus zu operieren. | Gedenktafel für Carrero Blanco am Ort des Attentats |
| 1974 | Park Chung-Hee | Präsident der Republik Korea                          | Mun Saek-wang                                                           | Seoul            | Entging am 15. August 1974 bei einer öffentlichen Rede einem Attentat durch Mun Saek-wang, einem in Japan lebenden Koreaner, bei dem eine Kugel seine Frau Yuk Young-soo unter bis heute nicht ganz geklärten Umständen tödlich verletzte. |                                                     |
| 1975 | Faisal ibn Abd al-Aziz | König von Saudi-Arabien                               | Faisal bin Musaid Al Saud                                               | Riad             | Am 25. März 1975 wurde König Faisal von Saudi-Arabien von seinem Neffen Faisal ibn Musa'id während einer Audienz in Gegenwart von Repräsentanten der Regierung von Kuwait erschossen. Die genauen Motive sind unbekannt. Nach einer Theorie soll es sich um Rache für den Tod von Faisal bin Musa'ids Bruder Chalid gehandelt haben, der anlässlich gewaltsamer Proteste gegen König Faisals Modernisierungspolitik (im Speziellen gegen die Einführung des Fernsehens in Saudi-Arabien) zu Tode gekommen war. Allerdings lag dieses Ereignis bereits viele Jahre zurück. | König Faisal                                        |
| 1975 | Ross McWhirter | Politischer Aktivist                                  | Mitglied der IRA                                                        | Enfield          | Am 27. November 1975 wurde Ross McWhirter, Mitbegründer und Herausgeber des Guinness-Buch der Rekorde, in seinem Haus im Londoner Stadtteil Enfield von einem IRA-Mitglied erschossen. Auslöser für das Attentat war, dass McWhirter nach einer Reihe von Bombenanschlägen der IRA in London für eine stärkere Überwachung von Iren in Großbritannien eintrat und eine Belohnung von 50.000 Pfund Sterling für Informationen ausgelobt hatte, die zur Ergreifung und Verurteilung der IRA-Mitgliedern führen würden, die die Anschläge verübt hatten. |                                                     |
| 1975 | Gerald Ford | Präsident der Vereinigten Staaten                     | Lynette Fromme                                                          | Sacramento       | Am 5. September 1975 versuchte die 26-jährige Lynette Fromme, eine Anhängerin des Gewaltverbrechers Charles Manson, im Capitol Park von Sacramento den amerikanischen Präsidenten Gerald Ford zu erschießen. Bevor sie einen Schuss abgeben konnte, wurde sie jedoch von Agenten des Secret Service überwältigt. Die Motive für das Attentat sind unbekannt. | Gerald Ford                                         |
| 1975 | Gerald Ford | Präsident der Vereinigten Staaten                     | Sara Jane Moore                                                         | San Francisco    | Nur 17 Tage nach dem Attentatsversuch von Lynette Fromme in Sacramento verübte am 22. September 1975 die 45-jährige Hausfrau und „Revolutionärin“ Sara Jane Moore vor dem St.-Francis-Hotel in San Francisco ein Attentat auf den US-amerikanischen Präsidenten Gerald Ford. Der Schuss verfehlte sein Ziel, weil der Passant Oliver Sipple Moore in den Arm fiel. Moore wollte durch den Mord an Ford nach eigenen Angaben „Chaos verursachen“. | Gerald Ford                                         |
| 1976 | Christopher Ewart-Biggs | Britischer Botschafter in der Republik Irland         | Mitglied der IRA                                                        | Sandyford        | Im Jahr 1976 starb der britische Botschafter in der Republik Irland Christopher Ewart-Biggs, als sein Auto in Sandyford, einem Vorort von Dublin, auf eine von der IRA gelegte Landmine auffuhr. |                                                     |
| 1976 | Jean-Marie Le Pen | Vorsitzender des Front National                       |                                                                         | Paris            | Am 2. November 1976 wurde auf Le Pens Mietshaus im 15. Arrondissement ein Bombenanschlag verübt. Verletzt wurde niemand. Der oder die Täter konnten nie ermittelt werden. |                                                     |
| 1976 | Orlando Letelier | Chilenischer Diplomat und Politiker                   |                                                                         | Washington, D.C. | Am 21. September 1976 wurde Letelier mit einer Autobombe in Washington D.C. ermordet. Das Attentat wurde auf Befehl des Diktators Augusto Pinochet durch Agenten der chilenischen Geheimpolizei DINA verübt. | Orlando Letelier                                    |
| 1977 | Enrique Valdevira Ibáñez, Luis Javier Benavides Orgaz, Francisco Javier Sauquillo Pérez del Arco, Serafín Holgado de Antonio und Ángel Rodríguez Leal                         | Gewerkschaftsanwälte                                  | José Fernández Cerrá, Carlos García Juliá und Fernando Lerdo de Tejada  | Madrid           | Am 24. Januar 1977 stürmten spätfrankistische rechtsradikale Terroristen eine auf Arbeitsrecht spezialisierte Kanzlei und eröffneten das Feuer. Die Kanzlei war für die Gewerkschaft Comisiones Obreras tätig. Ihre Sozien gehörten der damals verbotenen Kommunistischen Partei Spaniens an. Bei diesem als Blutbad von Atocha (nach der Straße, an der sich die Kanzleiräume befanden) bekannten Attentat wurden die Anwälte Valdevira, Benavides und Sauquillo, der Jurastudent Holgado und der Kanzleiangestellte Rodríguez getötet und vier weitere Personen verletzt. Neben den eigentlichen Tätern Fernández, García und Lerdo wurden als Drahtzieher der Sekretär der frankistischen Gewerkschaft Sindicato Vertical del Transport Privado de Madrid Francisco Abadalejo Corredera und drei weitere Personen als Beihelfer identifiziert. Laut einem offiziellen Bericht italienischer Behörden aus dem Jahre 1990 war zudem Carlo Cicuttini, ein nach Spanien geflohenes Mitglied der neofaschistischen Partei Movimento Sociale Italiano und der Terrorgruppe Ordine Nuovo an dem Attentat beteiligt. | Denkmal für die Opfer                               |
| 1977 | Kamal Dschumblat | libanesischer Drusenführer                            |                                                                         | Baaqlin          | Am 16. März 1977 wurde der libanesische Drusenführer und Oppositionspolitiker Kamal Dschumblat, bei dem Dorf Baaqlin südlich von Beirut in seinem Wagen erschossen. Die Täter sind unbekannt, es wird jedoch vermutet, dass es sich um Agenten des syrischen Geheimdienstes handelte. | Kamal Dschumblat                                    |
| 1977 | Marien Ngouabi | Präsident der Republik Kongo                          |                                                                         | Brazzaville      | Am 18. März 1977 wurde der kongolesische Präsident Marien Ngouabi in Brazzaville in seiner Residenz erschossen. Als Drahtzieher wurde der 1968 durch einen Putsch gestürzte Vorgänger Ngouabis, Alphonse Massemba-Débat, verurteilt und hingerichtet. Dieser wurde allerdings 1991 rehabilitiert. |                                                     |
| 1977 | Émile Kardinal Biayenda | Erzbischof von Brazzaville                            |                                                                         | Brazzaville      | Am 23. März 1977 fällt der Erzbischof von Brazzaville Émile Kardinal Biayenda einem Stammesstreit zum Opfer. |                                                     |
| 1977 | Siegfried Buback | Deutscher Generalbundesanwalt                         | Christian Klar, Knut Folkerts und Brigitte Mohnhaupt                    | Karlsruhe        | Am 7. April 1977 erschossen RAF-Terroristen an einer Kreuzung in Karlsruhe den Generalbundesanwalt Siegfried Buback, seinen Fahrer Wolfgang Göbel und den Justizbeamten Georg Wurster. Für diese Tat wurden die Terroristen Klar, Folkerts und Mohnhaupt verurteilt. Die Einzelheiten der Tat sind jedoch bis heute nicht abschließend geklärt. | Gedenkstein am Tatort                               |
| 1977 | Jürgen Ponto | Vorstandssprecher der Dresdner Bank                   | Susanne Albrecht, Brigitte Mohnhaupt und Christian Klar                 | Oberursel        | Am 30. Juli 1977 wurde der Vorstandssprecher der Dresdner Bank Jürgen Ponto bei einem Entführungsversuch in seinem Haus in Oberursel (Taunus) von den RAF-Terroristen Albrecht, Mohnhaupt und Klar ermordet. Susanne Albrecht, deren Vater ein Studienfreund Pontos war, verschaffte sich und ihren Mittätern den Zugang zu Pontos Haus. Nachdem sich Ponto dem Versuch, ihn zu entführen, widersetzte, erschossen ihn Klar und Mohnhaupt. |                                                     |
| 1977 | César Augusto Guzzetti | Außenminister von Argentinien                         | Mitglieder der Stadtguerilla Montoneros                                 | Buenos Aires     | Am 5. Mai 1977 schossen Mitglieder der peronistischen Stadtguerilla Montoneros auf den Außenminister und Vizeadmiral César Guzzetti, als sich dieser in einer Arztpraxis aufhielt. Guzzetti wurde im Gesicht getroffen und schwer verletzt. Als Folge der Tat blieb Guzzetti für den Rest seines Lebens stumm und querschnittgelähmt. Er starb 1988 an Spätfolgen der Tat. |                                                     |
| 1977 | Hanns Martin Schleyer | Deutscher Arbeitgeberpräsident                        | Stefan Wisniewski und Rolf Heißler                                      | Hem              | Am 18. Oktober 1977 wurde Arbeitgeberpräsident Hanns Martin Schleyer nach wochenlanger Geiselnahme von RAF-Terroristen in Hem bei Lille ermordet. Nach Aussage des Terroristen Peter-Jürgen Boock, der an der Entführung Schleyers beteiligt, jedoch kein Augenzeuge seiner Ermordung war, waren Wisniewski und Heißler die Täter. Die Terroristen hatten im Gegenzug für eine Freilassung Schleyers von der Bundesregierung die Freilassung von elf inhaftierten RAF-Mitgliedern, darunter Andreas Baader, Gudrun Ensslin und Jan-Carl Raspe, gefordert. Hierauf ging die Regierung jedoch nicht ein. Nachdem am frühen Morgen des 18. Oktober 1977 die GSG 9 auf dem Flughafen von Mogadischu die Entführung des Lufthansa-Flugzeugs „Landshut“ beendet hatte und sich daraufhin noch in derselben Nacht in der Justizvollzugsanstalt Stuttgart die Terroristen Baader, Ensslin und Raspe das Leben genommen hatten (sogenannte Todesnacht von Stammheim), erschossen die Entführer Schleyer. | Hanns Martin Schleyer                               |
| 1978 | Larry Flynt | US-amerikanischer Verleger                            | Joseph Paul Franklin                                                    | Lawrenceville    | Nach einem Gerichtstermin im Gwinnett County, Georgia wurden Larry Flynt, Herausgeber des Pornomagazins Hustler, und sein Anwalt Gene Reeves Jr. am 6. März 1978 vor dem Gerichtsgebäude in Lawrenceville angeschossen. Als Schütze gilt der rassistische Mörder Joseph Paul Franklin, der die Schüsse zugab. Gegen ihn wurde jedoch aufgrund einer bestehenden lebenslangen Haftstrafe nie ein Prozess durch die Staatsanwaltschaft angestrengt. Als Folge der Schussverletzungen war Flynt seit dem Attentat von der Hüfte an abwärts gelähmt. | Larry Flynt (2009)                                  |
| 1978 | Aldo Moro | Vorsitzender der Christdemokratischen Partei Italiens | Mario Moretti                                                           | Rom              | Am 9. Mai 1978 wurde der Vorsitzende der Democrazia Cristiana und ehemalige italienische Ministerpräsident Aldo Moro nach 55-tägiger Geiselhaft von dem Terroristen der Roten Brigaden Mario Moretti mit acht Schüssen ermordet. Die Roten Brigaden hatten versucht, mit der Entführung Moros die Freilassung von inhaftierten Gesinnungsgenossen zu erzwingen, worauf die Regierung jedoch nicht eingegangen war. | Aldo Moro in Gefangenschaft                         |
| 1978 | Georgi Markow | Bulgarischer Schriftsteller und Journalist            | Francesco Giullino                                                      | London           | Am 11. September 1978 verübte Francesco Giullino, ein italienischstämmiger Däne, der als Agent des bulgarischen Geheimdienstes tätig war, ein als Regenschirmattentat bekannt gewordenes Attentat auf den in London lebenden bulgarischen Schriftsteller und Journalisten Georgi Markow. Dabei injizierte er dem Opfer mit Hilfe eines umgebauten Regenschirms (des sogenannten Bulgarischen Regenschirms) eine kleine Kugel mit giftigem Rizin. Motiv für den Mord war die öffentliche Kritik Markows an dem kommunistischen Regime in seinem Heimatland. |                                                     |
| 1978 | George Moscone und Harvey Milk | Bürgermeister und Stadtverordneter von San Francisco  | Dan White                                                               | San Francisco    | Am 27. November 1978 erschoss der zurückgetretene Stadtverordnete von San Francisco Dan White den Bürgermeister George Moscone und den Stadtverordneten Harvey Milk. Vorausgegangen war ein Streit über Whites Forderung, ihn wieder als Stadtverordneten einzusetzen. Dies hatte Moscone unter anderem auf Empfehlung Milks hin abgelehnt. | Harvey Milk                                         |
| 1979 | Airey Neave | Britischer Parlamentsabgeordneter                     | Irish National Liberation Army                                          | London           | Am 30. März 1979 fiel der Parlamentsabgeordnete und Nordirlandsprecher der britischen Konservativen Partei Airey Neave beim Verlassen des Parkhauses des Palace of Westminster einem Bombenattentat der Irish National Liberation Army auf sein Auto zum Opfer. |                                                     |
| 1979 | Lord Louis Mountbatten | Britischer Großadmiral a. D.                          | Thomas McMahon                                                          | Sligo            | Am 27. August 1979 verübte der IRA-Terrorist McMahon in der Bucht vor Sligo ein Bombenattentat auf die Yacht Shadow V von Lord Mountbatten. Dabei starben neben Mountbatten noch drei andere Menschen – darunter sein 14-jähriger Enkel Nicolas Knatchbull – und mehrere weitere Familienmitglieder wurden teilweise schwer verletzt. | Mountbatten                                         |
| 1979 | Park Chung-hee | Präsident der Republik Korea                          | Kim Jae-gyu                                                             | Seoul            | Am 26. Oktober 1979 wurde der koreanische Präsident Park Chung-hee von seinem eigenen Geheimdienstchef Kim Jae-gyu bei einem Putschversuch getötet. | Park Chung-hee                                      |

### 1980er Jahre
| Jahr | Opfer                    | Stellung                                                                | Täter                                                                 | Ort               | Kurzbeschreibung | Bild                                        |
| ---- | ------------------------ | ----------------------------------------------------------------------- | --------------------------------------------------------------------- | ----------------- | --- | ------------------------------------------- |
| 1980 | Walter Rodney            | Guyanischer Historiker und Politiker                                    | Gregory Smith                                                         | Georgetown        | Am 13. Juni 1980 fiel der marxistische guyanische Historiker und Politiker Walter Rodney einem Bombenattentat in der guyanischen Hauptstadt Georgetown zum Opfer. Mutmaßlicher Täter war der Unteroffizier Gregory Smith, mutmaßlicher Drahtzieher der damalige guyanische Präsident Forbes Burnham. |                                             |
| 1980 | Anastasio Somoza Debayle | Ehemaliger Präsident von Nicaragua                                      | Enrique Haroldo Gorriarán Merlo, Hugo Alfredo Irurzún und andere      | Asunción          | Am 17. September 1980 verübten Mitglieder der argentinischen Guerillaorganisation Ejercito Revolucionario del Pueblo (ERP) in der paraguayischen Hauptstadt Asunción ein Attentat auf den ehemaligen nicaraguanischen Präsidenten Anastasio Somoza. Neben Samoza, der in Paraguay im Exil lebte, wurden auch sein kolumbianischer Finanzberater Jou Baittiner und sein Fahrer César Gallardo ermordet. Anführer der Attentäter war Enrique Gorriarán. Initiiert wurde der Anschlag vermutlich von den Sandinisten, die ihn ein Jahr zuvor gestürzt hatten. Möglicherweise war auch die kubanische Regierung unter Fidel Castro an dem Attentat beteiligt. |                                             |
| 1980 | John Lennon              | Musiker                                                                 | Mark David Chapman                                                    | New York          | Am späten Abend des 8. Dezember 1980 erschoss der geistesgestörte Mark David Chapman den Sänger und Ex-Beatle John Lennon, vor seinem Appartement im Dakota Building in New York mit fünf Schüssen. | Tatort der Ermordung John Lennons           |
| 1981 | Ronald Reagan            | Präsident der Vereinigten Staaten                                       | John Hinckley, Jr.                                                    | Washington, D.C.  | Am 30. März 1981 gab der geistesgestörte Student John W. Hinckley Jr. vor dem Hilton Hotel in Washington sechs Schüsse auf den US-Präsidenten Ronald Reagan ab. Reagan wurde von einem Querschläger leicht verletzt. Außerdem wurden sein Pressesprecher James Brady schwer und die Sicherheitsbeamten Thomas Delahanty und Timothy McCarthy leicht verletzt. Hinckley war besessen von der Schauspielerin Jodie Foster und wollte diese durch ein Attentat nach dem Vorbild der Hauptperson des Films Taxi Driver beeindrucken. Er hatte einige Jahre zuvor bereits beabsichtigt, ein Attentat auf Reagans Vorgänger Jimmy Carter zu verüben, war jedoch wegen illegalen Waffenbesitzes verhaftet und so an der Ausführung gehindert worden. | Attentat auf Ronald Reagan                  |
| 1981 | Heinz Nittel             | Wiener Stadtrat                                                         | Hesham Mohammed Rajeh                                                 | Wien              | Am 1. Mai 1981 wurde Heinz Nittel, Wiener Stadtrat, Präsident der Österreichisch-Israelischen Gesellschaft und Mitbegründer des Jewish Welcome Service Vienna, vor seinem Haus in Wien-Hietzing von dem Iraker Hesham Mohammed Rajeh im Auftrag von Bahij Younis, einem Mitglied der palästinensischen Terrororganisation Abu Nidal, erschossen. Younis wurde 1981 in drei Geschworenenprozessen 20 Jahren Freiheitsstrafe verurteilt und 1995 vorzeitig entlassen. | Gedenktafel am Wiener Rathaus               |
| 1981 | Heinz-Herbert Karry      | Hessischer Wirtschaftsminister                                          | Mitglieder der Revolutionären Zellen (mutmaßliche Täter)              | Frankfurt am Main | Am 11. Mai 1981 wurde der FDP-Politiker und hessische Wirtschaftsminister Heinz-Herbert Karry von Unbekannten in seinem Haus in Frankfurt-Seckbach im Schlaf mit sechs Schüssen tödlich verwundet. Später tauchte ein Bekennerschreiben der Revolutionären Zellen auf, in dem diese die Verantwortung für das Attentat übernahmen. Die Täterschaft der Revolutionären Zellen ist jedoch bis heute nicht einwandfrei nachgewiesen. Hintergrund der Tat war vermutlich Karrys vehementes Eintreten für den Bau der Startbahn West des Frankfurter Flughafens. | Heinz-Herbert Karry                         |
| 1981 | Johannes Paul II.        | Papst                                                                   | Mehmet Ali Ağca                                                       | Rom               | Am 13. Mai 1981 gab der türkische Rechtsextremist Mehmet Ali Ağca anlässlich einer Generalaudienz aus nächster Nähe drei Schüsse auf den im Papamobil über den Petersplatz fahrenden Papst Johannes Paul II. ab und verletzte diesen lebensgefährlich. Agca hat sich selbst nicht zu den Hintergründen der Tat geäußert. Ein Untersuchungsausschuss des italienischen Parlaments kam im Jahr 2006 zu dem Ergebnis, das Attentat sei im Auftrag des sowjetischen Staats- und Parteichefs Leonid Breschnew vom russischen Geheimdienst GRU in Zusammenarbeit mit dem bulgarischen Geheimdienst und der Stasi organisiert worden. Motiv dürfte die öffentliche Parteinahme Johannes Pauls II. für die antikommunistische Gewerkschaft Solidarność in seinem Heimatland Polen gewesen sein. | Johannes Paul II. auf dem Petersplatz       |
| 1981 | Anwar as-Sadat           | Präsident von Ägypten                                                   | Chalid al Islambuli                                                   | Kairo             | Am 6. Oktober 1981 verübten vier Mitglieder der islamistischen Organisation Al-Dschihad unter Führung des Leutnants Chalid al Islambuli während einer Militärparade in Kairo ein Attentat auf den ägyptischen Staatspräsidenten Anwar as-Sadat. Neben Sadat fielen noch zehn weitere Personen, darunter der kubanische Botschafter in Ägypten, ein omanischer General und ein koptisch-orthodoxer Bischof, dem Attentat zum Opfer. 28 weitere Personen, darunter Sadats Vizepräsident Husni Mubarak und der irische Verteidigungsminister James Tully, wurden verletzt. Vor der Tat hatte der spirituelle Führer von Al-Dschihad, der Mufti Umar Abd ar-Rahman eine die Tat rechtfertigende Fatwa erlassen. Darin wurde Sadat vorgeworfen ein unrechtmäßiger Herrscher zu sein, da er nicht auf der Grundlage der Scharia regiere. Konkreter Hintergrund der Tat dürfte aber vor allem der zwei Jahre zuvor abgeschlossene Friedensvertrag mit Israel gewesen sein. | Anwar as-Sadat                              |
| 1982 | Johannes Paul II.        | Papst                                                                   | Juan María Fernández y Krohn                                          | Fátima            | Am 12. Mai 1982 wurde ein weiteres Attentat auf Johannes Paul II. verübt. Täter war ein sedisvakantistischer Priester, der 1979 aus der Piusbruderschaft ausgeschlossen worden war. Der Papst überlebte den Mordversuch leicht verletzt, der Täter wurde gefasst und zu sechseinhalb Jahren Gefängnis verurteilt. Tatmotiv war die päpstliche Unterstützung von Beschlüssen des Zweiten Vatikanischen Konzils, welche vom Täter als modernistisch abgelehnt wurden. |                                             |
| 1982 | Bachir Gemayel           | Designierter Präsident des Libanon                                      | Habib Tanious Shartouni                                               | Aschrafija        | Am 14. September 1982 wurde der designierte libanesische Präsident Bachir Gemayel zusammen mit 25 anderen Personen durch ein Bombenattentat im Hauptquartier der Kata’ib-Partei ermordet. Die Bombe wurde von dem libanesischen Christen Shartouni gelegt. Mutmaßlicher Drahtzieher des Attentats war der syrische Geheimdienst. Shartouni selbst nannte als Motiv für die Tat, dass Gemayel den Libanon an Israel habe ausverkaufen wollen. Diese Aussage nimmt Bezug darauf, dass sich Gemayel kurz zuvor mit dem israelischen Ministerpräsidenten Menachem Begin getroffen haben soll, um den Abschluss eines Friedensvertrages zwischen beiden Ländern vorzubereiten. | Bachir Gemayel                              |
| 1983 | Benigno Aquino, Jr.      | Philippinischer Senator                                                 | Rogelio Moreno                                                        | Manila            | Am 21. August 1983 wurde der philippinische Senator Benigno Aquino bei seiner Rückkehr aus dem Exil unmittelbar nach Verlassen des Flugzeugs auf dem Flughafen von Manila erschossen. Aquino befand sich zum Zeitpunkt seiner Ermordung in Begleitung von Angehörigen der philippinischen Streitkräfte, die ihn noch im Flugzeug verhaftet hatten und zu einem Militärfahrzeug führten. Die Sicherheitskräfte erschossen noch am Tatort den Kommunisten Rolando Galman, und die Regierung von Präsident Ferdinand Marcos beschuldigte nur Stunden nach der Tat den Generalsekretär der Kommunistischen Partei Rodolfo Salas, der Drahtzieher des Attentats gewesen zu sein. Spätere Ermittlungen kamen jedoch zu dem Ergebnis, dass Aquino Opfer einer militärischen Verschwörung geworden und der eigentliche Attentäter der Militärpolizist Rogelio Moreno gewesen sei. Sechzehn teils ranghohe Mitglieder der Streitkräfte wurden schließlich nach dem Sturz Marcos' im Jahr 1986 von einem Sondergericht zu lebenslangen Haftstrafen verurteilt. Motiv für die Tat dürfte die scharfe Kritik Aquinos an der Regierung gewesen sein. | Benigno Aquino, Jr. auf dem 500-Peso-Schein |
| 1984 | Indira Gandhi            | Ministerpräsidentin von Indien                                          | Beant Singh und Satwant Singh                                         | Neu-Delhi         | Am 31. Oktober 1984 wurde die indische Ministerpräsidentin Indira Gandhi auf dem Weg zu einem Interview, das Peter Ustinov im Rahmen der Dokumentarfilmreihe Ustinov’s People mit ihr führen wollte, im Vorgarten ihres Hauses in Neu-Delhi von Beant Singh und Satwant Singh, Mitgliedern ihrer Sikh-Leibgarde, erschossen. Hintergrund der Tat war das gewaltsame Vorgehen des indischen Militärs gegen separatistische Sikhs, die sich unter der Führung von Jarnail Singh Bhindranwale im Goldenen Tempel in Amritsar verschanzt hatten. Bei dem als Operation Blue Star bezeichneten Angriff kamen nach Augenzeugenberichten 2000 Sikhs ums Leben und ein Teil des Tempels wurde komplett zerstört. | Indira Gandhi                               |
| 1986 | Olof Palme               | Ministerpräsident von Schweden                                          | Stig Engström (laut schwedischer Staatsanwaltschaft)                  | Stockholm         | Am 28. Februar 1986 wurde der schwedische Ministerpräsident Olof Palme auf dem Heimweg nach einem Kinobesuch in der Stockholmer Innenstadt erschossen. Die Suche nach dem Täter dauerte bis Juni 2020, als der im Jahr 2000 verstorbene Grafikdesigner Stig Engström von der schwedischen Staatsanwaltschaft als wahrscheinlichster Täter benannt und die Ermittlungen eingestellt wurden. | Olof Palme                                  |
| 1986 | Karl Heinz Beckurts      | Vorstandsmitglied der Siemens AG                                        | Mitglieder der RAF (mutmaßliche Täter)                                | Straßlach         | Am 9. Juli 1986 fielen Karl Heinz Beckurts, Vorstandsmitglied der Siemens AG, und sein Chauffeur Eckhard Groppler in Straßlach bei München einem Bombenattentat zum Opfer. Zu dem Attentat bekannte sich ein „Kommando Mara Cagol“ der RAF. Allerdings ist die Täterschaft ungewiss. | Gedenkstele für Beckurts und Groppler       |
| 1986 | Gerold von Braunmühl     | Deutscher Diplomat                                                      | Mitglieder der RAF                                                    | Bonn              | Am 10. Oktober 1986 wurde der deutsche Diplomat Gerold von Braunmühl vor seinem Wohnhaus in Bonn-Ippendorf von zwei Personen erschossen. Ausweislich eines in der Nähe des Tatorts hinterlassenen Bekennerschreibens handelte es sich bei den Tätern um Mitglieder eines „Kommandos Ingrid Schubert“ der RAF. Verdächtigt wurden Horst Ludwig Meyer und seine damalige Ehefrau Barbara Meyer. Beweise für die Täterschaft gibt es jedoch keine. |                                             |
| 1986 | Georges Besse            | Französischer Industrieller                                             | Nathalie Ménigon und Joëlle Aubron                                    | Paris             | Am 17. November 1986 erschossen Nathalie Ménigon und Joëlle Aubron, Mitglieder des „Kommandos Pierre Overney“ der Action Directe in Paris den Direktor der Renault-Werke in Frankreich Georges Besse. Hintergrund der Tat waren Massenentlassungen bei Renault, für die die Action Directe Besse verantwortlich machte. |                                             |
| 1987 | Rashid Karami            | Premierminister des Libanon                                             | Samir Geagea und andere Mitglieder der Forces Libanaises              |                   | Am 1. Juni 1987 fiel der libanesische Premierminister Rashid Karami der Detonation eines Sprengsatzes in seinem Hubschrauber zum Opfer. Alle übrigen Personen, die sich an Bord des Hubschraubers befunden hatten, darunter der Innenminister Abdullah al-Rasi überlebten das Attentat. 1999 wurden der Führer der Forces Libanaises (FL), Samir Geagea, und zehn weitere Mitglieder dieser christlichen Miliz für dieses und andere Attentate verurteilt. Die mangelnde Rechtsstaatlichkeit dieses Verfahrens macht es aber zweifelhaft, ob der Vorwurf tatsächlich berechtigt ist. |                                             |
| 1987 | Leopold Wagner           | Landeshauptmann von Kärnten                                             | Franz Rieser                                                          | Klagenfurt        | Am 6. Oktober 1987 wurde der Kärntner Landeshauptmann und SPÖ-Politiker Leopold Wagner auf der Toilette des Klagenfurter Volkskellers von einem ehemaligen Arbeitskollegen, dem Hauptschullehrer Franz Rieser, durch zwei Schüsse schwer verletzt, weil dieser sich bei der Besetzung eines Postens übergangen fühlte. |                                             |
| 1987 | Thomas Sankara           | Präsident von Burkina Faso                                              |                                                                       | Ouagadougou       | Am 15. Oktober 1987 wurde Thomas Sankara, Präsident von Burkina Faso, zusammen mit 12 weiteren Offizieren im Rahmen eines Putsches seines ehemaligen Weggefährten Blaise Compaoré ermordet. |                                             |
| 1988 | Dulcie September         | Vertreterin des ANC in Frankreich                                       |                                                                       | Paris             | Am 29. März 1988 erschossen Unbekannte vor dem ANC-Büro in Paris die ANC-Vertreterin Dulcie September. Es gilt als wahrscheinlich, dass hinter dem Attentat die damalige südafrikanische Regierung stand. | Dulcie September Gedenktafel, Paris         |
| 1989 | Jean-Marie Tjibaou       | Anführer der kanakischen Unabhängigkeitsbewegung FLNKS in Neukaledonien |                                                                       | Ouvéa             | Am 4. Mai 1989 wurde Tjibaou von einem oppositionellen Unabhängigkeitskämpfer während seines Besuchs der Insel Ouvéa erschossen, nachdem er ein Jahr zuvor das Matignon-Abkommen unterzeichnet und damit einem Kompromiss mit Frankreich zur Klärung der Unabhängigkeitsfrage des Französischen Überseegebiets Neukaledonien zugestimmt hatte. |                                             |
| 1989 | Abdul Rahman Ghassemlou  | Vorsitzender der DPK-I                                                  | Mohammed Jafar Sahraroudi, Hadji Moustafawi und Amir Mansur Bozorgian | Wien              | Am 13. Juli 1989 erschossen iranische Regierungsvertreter bei Verhandlungen in Wien den Vorsitzenden der Demokratischen Partei Kurdistan-Iran (DPK-I), Abdul Rahman Ghassemlou, und seine beiden Begleiter, das DPK-I-Zentralratsmitglied Abdullah Ghaderi-Azar und den irakischen Vermittler Fadhil Rassoul. Hintergrund waren die gewaltsamen Auseinandersetzungen um kurdische Autonomiebestrebungen im Iran. |                                             |
| 1989 | Alfred Herrhausen        | Vorstandssprecher der Deutsche Bank AG                                  | Mitglieder der RAF                                                    | Bad Homburg       | Am 30. November 1989 wurde der Vorstandssprecher der Deutschen Bank Alfred Herrhausen auf der Fahrt zur Arbeit in der Nähe seines Wohnhauses in Bad Homburg durch einen per Lichtschranke gezündeten Sprengsatz ermordet. Beim Attentat auf Alfred Herrhausen wurde sein Fahrer Jakob Nix leicht verletzt. In einem Bekenneranruf und einem zwei Tage nach der Tat in der Nähe des Tatorts gefundenen Bekennerschreiben bekannte sich ein „Kommando Wolfgang Beer“ der RAF zu dem Attentat. Die Täter sind jedoch bis heute unbekannt, nachdem 1992 die Ermittlungen gegen zwei der Tat beschuldigte Personen aus Mangel an Beweisen eingestellt wurden. | Denkmal an der Stelle der Ermordung         |

### 1990er Jahre
| Jahr | Opfer                                      | Stellung                                                                                | Täter                                                             | Ort                | Kurzbeschreibung | Bild                                                          |
| ---- | ------------------------------------------ | --------------------------------------------------------------------------------------- | ----------------------------------------------------------------- | ------------------ | --- | ------------------------------------------------------------- |
| 1990 | Oskar Lafontaine                           | Kanzlerkandidat der SPD                                                                 | Adelheid Streidel                                                 | Köln               | Am 25. April 1990 verübte die psychisch gestörte Adelheid Streidel während einer Wahlkampfveranstaltung der SPD in der Stadthalle in Köln-Mülheim ein Messerattentat auf den SPD-Kanzlerkandidaten Oskar Lafontaine und verletzte ihn lebensgefährlich. | Oskar Lafontaine                                              |
| 1990 | Wolfgang Schäuble                          | Bundesinnenminister                                                                     | Dieter Kaufmann                                                   | Oppenau            | Am 12. Oktober 1990 wurde Bundesinnenminister Wolfgang Schäuble (CDU) von dem schizophrenen Dieter Kaufmann während einer Wahlkampfveranstaltung im baden-württembergischen Oppenau niedergeschossen und ist seither querschnittgelähmt. Der Personenschützer Klaus-Dieter Michalsky wurde bei dem Attentat verletzt. | Wolfgang Schäuble                                             |
| 1991 | Detlev Rohwedder                           | Präsident der Treuhandanstalt                                                           | Mitglieder der RAF                                                | Düsseldorf         | Am 1. April 1991 wurde der Präsident der Treuhandanstalt Detlev Rohwedder von Unbekannten mit einem Sturmgewehr aus 63 Meter Entfernung am Fenster seines Wohnhauses in Düsseldorf-Niederkassel erschossen. Seine Ehefrau Hergard wurde leicht verletzt. Am Tatort fand sich ein Bekennerschreiben, mit dem sich ein „Kommando Ulrich Wessel“ zu der Tat bekannte. Die Täter wurden bis heute nicht identifiziert. | Detlev Rohwedder                                              |
| 1991 | Rajiv Gandhi                               | Ehemaliger Premierminister von Indien                                                   | Thenmuli Rajaratnam                                               | Sriperumbudur      | Am 21. Mai 1991 fiel der ehemalige indische Premierminister Rajiv Gandhi während eines Wahlkampfauftritts zur Unterstützung eines Parlamentsabgeordneten der Kongresspartei in Sriperumbudur nahe Madras einem von der Tamilin Thenmuli Rajaratnam verübten Selbstmordattentat zum Opfer. Die Attentäterin wurde den Liberation Tigers of Tamil Eelam (LTTE) zugerechnet. Motiv für das Attentat soll die Rolle der während Gandhis Regierung entsandten indischen Friedenstruppen im Bürgerkrieg in Sri Lanka gewesen sein. | Rajiv Gandhi Gedenkstein                                      |
| 1991 | Schapur Bachtiar                           | Letzter Premierminister des Iran unter Schah Mohammad Reza Pahlavi                      | Fereydoun Bouyerahmadi, Ali Vakili Rad und Mohammad Azadi         | Suresnes           | Am 6. August 1991 wurde der ehemalige iranische Premierminister Schapur Bachtiar von drei getarnten Attentätern zusammen mit seinem Sekretär Sorusch Katibeh in seinem Haus erstochen. Im Jahr 1980 war Bachtiar einem Attentat auf seine Person am gleichen Ort noch entkommen. | Schapur Bachtiar (1978)                                       |
| 1992 | Giovanni Falcone                           | Italienischer Staatsanwalt                                                              | Giovanni Brusca ein Anführer der Cosa Nostra                      | Capaci bei Palermo | Am 23. Mai 1992 wurden der Aktivist im Kampf gegen die Cosa Nostra und Symbolfigur im Kampf gegen die organisierte Kriminalität Siziliens Giovanni Falcone, dessen Ehefrau Francesca Morvillo und drei Leibwächter durch eine Bombe getötet. Die Bombe mit 500 kg TNT war in einem Rohr unter der Autobahn deponiert und wurde ferngesteuert gezündet. | Zeichnung von Giovanni Falcone                                |
| 1992 | Sadegh Scharafkandi                        | Vorsitzender der DPK-I                                                                  | Kazem Darabi und Abbas Rhayel                                     | Berlin             | Am 17. September 1992 ermordeten der Iraner Kazem Darabi und der Libanese Abbas Rhayel im Auftrag des iranischen Geheimdienstes VEVAK in dem griechischen Restaurant „Mykonos“ in Berlin-Wilmersdorf den Vorsitzenden der Demokratischen Partei Kurdistan-Iran (DPK-I), Sadegh Scharafkandi, die Repräsentanten der DPK-I in Frankreich und Deutschland, Fatah Abdoli und Homayoun Ardalan, sowie den Dolmetscher Nouri Dehkordi. Scharafkandi und seine Begleiter befanden sich auf Einladung des Bundesvorsitzenden der SPD Björn Engholm als Gäste eines Kongresses der Sozialistischen Internationale in Berlin. Drei Jahre zuvor fiel bereits Scharafkandis Vorgänger Abdul Rahman Ghassemlou in Wien einem von der iranischen Regierung verübten Attentat zum Opfer. | Gedenktafel für die Opfer des Berliner Mykonos-Attentats      |
| 1993 | René Bousquet                              | Französischer Polizeipräsident des Vichy-Regime und mutmaßlicher Holocaust-Unterstützer | Christian Didier                                                  | Paris              | Bousquet wurde von Christian Didier am 8. Juni 1993 erschossen. Bousquet verstarb am Tatort. Didier war in früheren Jahren in psychiatrischer Behandlung. |                                                               |
| 1993 | Uğur Mumcu                                 | Türkischer Journalist und Schriftsteller                                                |                                                                   | Ankara             | Am Morgen des 24. Januar 1993 wurde Mumcu, ein investigativer Journalist, der vor allem für die Zeitung Cumhuriyet schrieb, vor seinem Haus in Ankara durch ein Bombenattentat ermordet. Die Bombe explodierte in seinem Auto. Die Tat wurde bis heute nicht aufgeklärt, die Täter nicht gefasst. Zum Motiv und zu den Tätern gibt es zahlreiche Theorien, die vom sogenannten „tiefen Staat“ über CIA und Mossad bis zum Iran reichen. Am Tag nach seinem Tode protestierten Zehntausende Menschen in verschiedenen Großstädten der Türkei. |                                                               |
| 1993 | Chris Hani                                 | Generalsekretär der SACP                                                                | Janusz Walus                                                      | Boksburg           | Am 10. April 1993 wurde der Generalsekretär der Südafrikanischen Kommunistischen Partei (SACP) und Stabschef des Umkhonto we Sizwe Chris Hani in Boksburg von dem polnischen Einwanderer Janusz Waluś auf Anstiftung durch den rechtsextremen Politiker Clive Derby-Lewis erschossen. Motiv für die Tat war der Versuch, durch die Ermordung des bei der schwarzen Bevölkerung populären Hani die Verhandlungen zwischen Regierung und ANC über eine Beendigung der Apartheid zum Scheitern zu bringen. |                                                               |
| 1993 | Monica Seles                               | Tennisspielerin                                                                         | Günter Parche                                                     | Hamburg            | Am 30. April 1993 stach der psychisch gestörte Steffi-Graf-Fan Günter Parche die Tennisspielerin und damalige Weltranglistenerste Monica Seles während eines Turnierspiels am Hamburger Rothenbaum gegen Magdalena Maleewa beim Seitenwechsel mit einem Messer in den Rücken. Infolge des Attentats bestritt Seles zwei Jahre lang keine Turniere und konnte anschließend nie wieder nachhaltig zu ihrer früheren Form zurückkehren. | Monica Seles                                                  |
| 1993 | Ranasinghe Premadasa                       | Präsident von Sri Lanka                                                                 |                                                                   | Colombo            | Am 1. Mai 1993 wurde der sri-lankische Präsident Ranasinghe Premadasa auf dem Weg zu einer Maikundgebung in Colombo von einem Selbstmordattentäter aus Kreisen der LTTE ermordet. Hintergrund der Tat war der Bürgerkrieg zwischen Tamilen und Singhalesen in Sri Lanka. |                                                               |
| 1993 | Helmut Zilk                                | Bürgermeister von Wien                                                                  | Franz Fuchs                                                       | Wien               | Am 5. Dezember 1993 wurde der Wiener Bürgermeister Helmut Zilk bei einem Briefbombenattentat des rechtsextremistischen Terroristen Franz Fuchs schwer an der Hand verletzt. Die an Zilk adressierte Briefbombe war eine von neun Briefbomben der ersten Serie, die Fuchs versandte. Neben Zilk wurden auch der Pfarrer August Janisch und die Fernsehmoderatorin Silvana Meixner durch Briefbomben dieser Serie verletzt. In den folgenden Jahren bis zu seiner Verhaftung 1997 verschickte Fuchs noch fünf weitere Briefbombenserien und verübte einen Anschlag, bei dem vier Roma ums Leben kamen. |                                                               |
| 1994 | Luis Donaldo Colosio                       | Präsidentschaftskandidat des PRI                                                        | Mario Aburto Martínez                                             | Tijuana            | Am 23. März 1994 wurde Luis Donaldo Colosio, Präsidentschaftskandidat des mexikanischen Partido Revolucionario Institucional (PRI), am Ende eines Wahlkampfauftritts in Tijuana, Baja California mit zwei Schüssen ermordet. Die Ermittlungen kamen zu dem Ergebnis, dass der Mechaniker Mario Aburto Martínez als Einzeltäter Colosio erschossen habe. Aburto wurde zu 42 Jahren Haft verurteilt. Sowohl die Hinterbliebenen von Colosio, als auch die Familie von Aburto sowie diverse andere Gruppen lehnen das Ermittlungsergebnis jedoch bis heute ab und vertreten die These, dass hinter dem Attentat die damalige mexikanische Regierung stand. |                                                               |
| 1994 | Juvénal Habyarimana und Cyprien Ntaryamira | Präsidenten von Ruanda und Burundi                                                      |                                                                   | Kigali             | Am 6. April 1994 reiste der ruandische Präsident Juvénal Habyarimana zusammen mit seinem burundischen Amtskollegen Cyprien Ntaryamira und dem Stabschef der ruandischen Armee Déogratias Nsabimana von einer Konferenz in Daressalam nach Burundi. Beim Landeanflug auf den Flughafen Kigali wurde ihr Flugzeug von zwei Boden-Luft-Raketen getroffen. Alle Insassen kamen ums Leben. Hintergrund des Attentats waren die sowohl in Ruanda, als auch in Burundi bestehenden Stammeskonflikte zwischen Hutu und Tutsi. Beide Präsidenten waren Hutu, galten aber als gemäßigt. Bis heute ist ungeklärt, ob das Attentat von Tutsi oder radikalen Hutu verübt wurde. Es bildete den Auftakt des Völkermordes an den Tutsi und gemäßigten Hutu in Ruanda, dem schätzungsweise 800.000 Menschen zum Opfer fielen. | Juvénal Habyarimana                                           |
| 1994 | Andrés Escobar                             | Kolumbianischer Fußball-Nationalspieler                                                 | Humberto Muñoz Castro                                             | Medellín           | Am 2. Juli 1994 wurde Andrés Escobar, ein Abwehrspieler der kolumbianischen Fußballnationalmannschaft, auf dem Parkplatz der Diskothek „El Indio“ in Medellín von Humberto Muñoz mit sechs Schüssen getötet. Motiv für die Tat war, dass Escobar zehn Tage zuvor im letzten Vorrundenspiel bei der Fußball-Weltmeisterschaft 1994 gegen Gastgeber USA ein Eigentor geschossen hatte, wodurch Kolumbien dieses Spiel 1:2 verlor und damit aus dem Turnier ausschied. Ungeklärt ist, ob Muñoz, der als Bodyguard und Fahrer für zwei mutmaßlich mit dem Drogenhandel in Verbindung stehende Unternehmer arbeitete, das Attentat als enttäuschter Fan oder im Auftrag der kolumbianischen Wettspielmafia verübte. |                                                               |
| 1995 | Jitzchak Rabin                             | Ministerpräsident von Israel                                                            | Jigal Amir                                                        | Tel Aviv           | Am 4. November 1995 wurde der israelische Ministerpräsident Jitzchak Rabin nach einer Rede auf einer Kundgebung für den Oslo-Friedensprozess auf dem Platz der Könige Israels (dem heutigen Rabin Platz) in Tel Aviv von dem extremistischen jüdischen Studenten Jigal Amir erschossen. Amir betrachtete Rabin als einen Verräter und den Friedensprozess als eine Bedrohung für die Existenz des Staates Israel. | Ort der Ermordung Rabins                                      |
| 1996 | Veronica Guerin                            | Irische Journalistin, die im irischen Drogenmilieu recherchierte                        | Auftraggeber war John Gilligan                                    | Dublin             | Veronica Guerin war Journalistin beim Sunday Independent und versuchte die Machenschaften von John Gilligans Drogensyndikat aufzudecken. Sie wurde am 26. Juni 1996 in ihrem Auto das bei Rot anhielt von einem Motorrad aus, das neben ihrem Auto anhielt, erschossen. |                                                               |
| 1998 | Galina Wassiljewna Starowoitowa            | Russische Menschenrechtsaktivistin, Ethnologin und Politikerin                          | Juri Kolchin und andere                                           | Sankt Petersburg   | Am 20. November 1998 wurde Starowoitowa in ihrem Treppenhaus in Sankt Petersburg erschossen. Offiziellen Angaben zufolge wurde das Attentat vom GRU-Auftragsmörder Juri Kolchin organisiert. Die Drahtzieher des Mordes konnten jedoch bis heute nicht ermittelt werden. |                                                               |
| 1999 | Luis Maria Argaña                          | Vizepräsident von Paraguay                                                              | Pablo Vera Esteche, Luis Rojas, Fidencio Vega und Reinaldo Servín | Asunción           | Am 23. März 1999 wurde der paraguayische Vizepräsident Luis Maria Argaña auf einer Fahrt durch Asunción von einem Fahrzeug gestoppt und von den vier Attentätern Pablo Vera, Luis Rojas, Fidencio Vega und Major Reinaldo Severin erschossen. Neben Argaña kam bei dem Attentat auch sein Bodyguard ums Leben, sein Fahrer wurde verletzt. Hintermann des Attentats soll der ehemalige paraguayische General und Politiker Lino Oviedo gewesen sein. Oviedo war 1996 wegen eines missglückten Putschversuchs gegen den damaligen Präsidenten Juan Carlos Wasmosy zu 10 Jahren Haft verurteilt, 1998 jedoch von dessen Nachfolger Raúl Cubas Grau begnadigt worden. Dies wurde von der Opposition und auch von Argaña scharf kritisiert. Die Oppositionsparteien drohten mit einem Amtsenthebungsverfahren gegen Cubas, wodurch Argaña Präsident geworden wäre. Der Tod Argañas verschärfte die politische Krise und zwang Cubas, sechs Tage nach dem Attentat zurückzutreten und – ebenso wie Oviedo – das Land zu verlassen. |                                                               |
| 1999 | Wasken Sarkissjan                          | Ministerpräsident von Armenien                                                          | Nairi Hunanjan und andere                                         | Jerewan            | Am 27. Oktober 1999 hielten sich der armenischen Ministerpräsident Wasken Sarkissjan und Karen Demirtschjan, der Versammlungspräsident, in der armenischen Nationalversammlung auf, als eine Gruppe von Attentätern, angeführt von Nairi Hunanjan, eintrat und beide Politiker sowie drei weitere Personen erschoss. Am 28. Oktober stellten sich die Attentäter der Polizei, 40 Geiseln kamen frei. | Wasken Sarkissjan auf einer armenischen Erinnerungsbriefmarke |

## 21. Jahrhundert

### 2000er Jahre
| Jahr | Opfer                                                                               | Stellung                                                                   | Täter                                              | Ort            | Kurzbeschreibung | Bild                                                         |
| ---- | ----------------------------------------------------------------------------------- | -------------------------------------------------------------------------- | -------------------------------------------------- | -------------- | --- | ------------------------------------------------------------ |
| 2000 | Željko Ražnatović                                                                   | Gründer der Serbischen Freiwilligengarde                                   |                                                    | Belgrad        | Am 15. Januar 2000 wurde Željko Ražnatović, Gründer und Führer der paramilitärischen „Serbischen Freiwilligengarde“ während der Jugoslawienkriege, zusammen mit zwei Leibwächtern im Hotel Intercontinental in Belgrad erschossen. Als mutmaßliche Täter wurden Dragan Nikolić, Dobroslav Gavrić, Milan Đuričić und Zoran Nikolić seit 2001 wiederholt angeklagt. Die Urteile wurden jedoch jeweils vom Obersten Gerichtshof Serbiens aufgehoben. |                                                              |
| 2000 | Said Hajjarian                                                                      | Reformpolitiker und ehemaliger Geheimdienstmitarbeiter                     | Said Asgar                                         | Teheran        | Am 12. März 2000 wurde Said Hajjarian auf einer Straße in Teheran von Said Asgar aus nächster Nähe ins Gesicht geschossen. Er überlebte, ist seitdem jedoch paralysiert. Der rechtsgerichtete Täter wurde später zu fünfzehn Jahren Haft verurteilt, vier Mitangeklagte erhielten Strafen zwischen zehn und weniger als sieben Jahren, drei weitere Männer wurden freigesprochen. | Said Hajjarian im Jahr 2015                                  |
| 2000 | Žika Petrović                                                                       | Direktor der Fluggesellschaft JAT und Vertrauter der Familie Milošević     |                                                    | Belgrad        | In der Nacht des 25. Aprils 2000 wurde der 61-jährige JAT-Direktor Žika Petrović in Belgrad vor seinem Haus erschossen. In Medienberichten war von zwei Tätern die Rede, die unerkannt entkommen konnten. Petrović war das vierte Opfer einer Attentatsserie auf Personen aus dem Umfeld von Slobodan Milošević seit Jahresanfang. Der Fall ist bis heute nicht aufgeklärt worden. |                                                              |
| 2000 | Boško Perošević                                                                     | Regierungschef der Provinz Vojvodina und Vertrauter von Slobodan Milošević | Milivoje Gutović                                   | Novi Sad       | Am 13. Mai 2000 wurde Boško Perošević beim Besuch einer Landwirtschaftsmesse in Novi Sad von dem Mitarbeiter der Messe Milivoje Gutović in den Kopf geschossen. Perošević starb am gleichen Tag einige Stunden später im Krankenhaus. Perošević war das fünfte Opfer einer Attentatsserie auf Personen aus dem Umfeld von Slobodan Milošević seit Anfang des Jahres. |                                                              |
| 2001 | Laurent-Désiré Kabila                                                               | Präsident des Kongo                                                        | Rashidi Mizele                                     | Kinshasa       | Am 16. Januar 2001 fiel der kongolesische Präsident Laurent-Désiré Kabila in seinem Palast in Kinshasa einem Attentat seines Leibwächters Rashidi Mizele zum Opfer. Die Hintergründe der Tat sind bis heute nicht geklärt. Der Attentäter wurde unmittelbar nach der Tat von anderen Leibwächtern erschossen. |                                                              |
| 2001 | Ahmad Schah Massoud                                                                 | Führer der afghanischen Nordallianz                                        | Dahmane Abd al-Sattar und Rachid Bouraoui el-Ouaer | Provinz Tachar | Am 9. September 2001 fiel Ahmad Schah Massoud, militärischer und religiöser Führer der Nationalen Islamischen Vereinigten Front zur Rettung Afghanistans (Nordallianz), in der nordafghanischen Provinz Tachar einem Selbstmordattentat der Al-Qaida-Mitglieder Dahmane Abd al-Sattar und Rachid Bouraoui el-Ouaer zum Opfer. Al-Sattar und el-Ouaer hatten sich als belgische Journalisten ausgegeben und zündeten während eines Interviews mit Massoud einen in der Kamera versteckten Sprengsatz. Motiv waren die religiösen und politischen Auseinandersetzungen zwischen den verschiedenen Parteien des Afghanistankrieges. | Grabmal Massouds                                             |
| 2001 | Peter Bossard, Monika Hutter-Häfliger, Jean-Paul Flachsmann und 11 weitere Personen | Regierungsräte und Kantonsräte des Schweizer Kantons Zug                   | Friedrich Leibacher                                | Zug            | Am 27. September 2001 verschaffte sich der kaufmännische Angestellte Friedrich Leibacher als Polizist verkleidet während einer Sitzung des Kantonsrates Zugang zu dem Parlamentsgebäude des Kantons Zug. Er tötete mit insgesamt 91 Schüssen die Regierungsräte Peter Bossard, Monika Hutter-Häfliger und Jean-Paul Flachsmann, den Kantonsratspräsidenten Herbert Arnet sowie die Kantonsräte Martin Döbeli, Dorly Heimgartner, Kurt Nussbaumer, Rolf Nussbaumer, Konrad Häusler, Erich Iten, Karl Gretener, Willi Wismer, Heinz Grüter und Käthi Langenegger. Anschließend erschoss Leibacher sich selbst. Motiv für diese als „Zuger Attentat“ bekannt gewordene Gewalttat war offenbar, dass der zuvor jahrelang durch exzessiven Gebrauch von Rechtsmitteln aufgefallene Leibacher sich vom Rechtsstaat betrogen und als Opfer eines Komplotts einer „Zuger Mafia“ fühlte. | Das Regierungsgebäude – Sitz des Kantons- und Regierungsrats |
| 2002 | Marco Biagi                                                                         | Berater der italienischen Regierung                                        | Mitglieder der Roten Brigaden (mutmaßliche Täter)  | Bologna        | Am 19. März 2002 wurde der Professor für Arbeitsrecht und Berater der italienischen Regierung Marco Biagi von Unbekannten in Bologna erschossen. Das Attentat wird den linksextremistischen Roten Brigaden zugeschrieben. Mutmaßliches Motiv für die Tat war die Mitwirkung Biagis an der von der Regierung Berlusconi geplanten Lockerung des Kündigungsschutzes. |                                                              |
| 2002 | Pim Fortuyn                                                                         | Niederländischer Politiker                                                 | Volkert van der Graaf                              | Hilversum      | Am 6. Mai 2002 erschoss der fanatische Veganer und Tierschützer Volkert van der Graaf auf dem Parkplatz eines Radiostudios in Hilversum den rechtspopulistischen Politiker Pim Fortuyn. Nach Aussagen van der Graafs wollte er durch die Tat „Muslime schützen“. | Pim Fortuyn                                                  |
| 2002 | Jacques Chirac                                                                      | Präsident von Frankreich                                                   | Maxime Brunerie                                    | Paris          | Am 14. Juli 2002 versuchte der 25-jährige Rechtsradikale Maxime Brunerie während der Parade zum französischen Nationalfeiertag den Präsidenten Jacques Chirac zu erschießen. Er wurde jedoch von drei Zuschauern überwältigt und an der Durchführung der Tat gehindert. Motiv war offensichtlich das Bestreben Bruneries, seinem Leben nach einer gescheiterten Liebesbeziehung auf spektakuläre Weise ein Ende zu machen und dadurch berühmt zu werden. | Jacques Chirac                                               |
| 2003 | Zoran Đinđić                                                                        | Ministerpräsident von Serbien                                              | Zvezdan Jovanović                                  | Belgrad        | Am 12. März 2003 wurde der serbische Ministerpräsident Zoran Đinđić von Zvezdan Jovanović, dem Vizekommandanten der Polizei-Sondereinheit „Rote Barette“, aus 180 Meter Entfernung vom rückwärtigen Fenster eines Gebäudes aus im Innenhof des Regierungssitzes erschossen. Bei dem Attentat wurde auch Đinđićs Leibwächter schwer verletzt. Neben Jovanović wurden für die Tat auch der Kommandant der „Roten Barette“ Milorad Ulemek als Drahtzieher sowie zehn weitere Personen als Beihelfer verurteilt. Motiv für die Tat dürfte die Auslieferung des früheren Staatschefs Slobodan Milošević an das Haager Kriegsverbrechertribunal gewesen sein. | Zoran Đinđić                                                 |
| 2003 | Sergei Juschenkow                                                                   | Vorsitzender der Partei Liberales Russland                                 |                                                    | Moskau         | Am 17. April 2003 erschossen Unbekannte den ehemaligen russischen Informationsminister und Vorsitzenden der Partei Liberales Russland Sergei Juschenkow vor seiner Wohnung in Moskau. |                                                              |
| 2003 | Alichan Gulijew                                                                     | Russischer Journalist                                                      |                                                    | Moskau         | Am 19. Juli 2003 wurde der für seine Tschetschenien-Berichterstattung bekannte Journalist Alichan Gulijew an seiner Haustür in Moskau erschossen. |                                                              |
| 2003 | James E. Davis                                                                      | Mitglied des Stadtrats von New York                                        | Othniel Askew                                      | New York       | Am 23. Juli 2003 wurde der New Yorker Stadtrat James E. Davis von Othniel Askew während einer Stadtratssitzung in der New York City Hall erschossen. Askew war zwei Jahre zuvor Davis’ Konkurrent um die Nominierung der Demokratischen Partei für den Sitz im Stadtrat gewesen, den Davis schließlich gewann. Die genauen Motive für die Tat sind nicht aufgeklärt, da Askew unmittelbar nach dem Attentat von Richard Burt, einem Bodyguard des Stadtratsvorsitzenden Gifford Miller erschossen wurde. |                                                              |
| 2003 | Muhammad Baqir al-Hakim                                                             | Schiitenführer                                                             |                                                    | Nadschaf       | Am 29. August 2003 fiel der erst wenige Monate zuvor nach dem Sturz Saddam Husseins aus dem Exil in den Irak zurückgekehrte Schiitenführer Muhammad Baqir al-Hakim unmittelbar nach einem Freitagsgebet in der Imam-Ali-Moschee in Nadschaf einem Bombenattentat zum Opfer. Neben al-Hakim kamen noch über hundert weitere Menschen bei dem Attentat zu Tode. Die Täter konnten bis heute nicht ermittelt werden. Vermutlich handelte es sich um ehemalige Angehörige des Geheimdienstes Saddam Husseins. |                                                              |
| 2003 | Anna Lindh                                                                          | Schwedische Außenministerin                                                | Mijailo Mijailović                                 | Stockholm      | Am 10. September 2003 verübte Mijailo Mijailovic, ein Sohn serbischer Einwanderer, in dem Kaufhaus der Nordiska Kompaniet in Stockholm ein Messer-Attentat auf die schwedische Außenministerin Anna Lindh, bei dem diese schwer verwundet wurde und am Folgetag ihren Verletzungen erlag. Das Motiv für die Tat ist unklar. | Anna Lindh                                                   |
| 2003 | Aqila al-Haschimi                                                                   | Irakische Politikerin                                                      |                                                    | Bagdad         | Am 20. September 2003 gaben sechs unbekannte Täter in der Nähe ihres Hauses im Westen Bagdads mehrere Schüsse auf die irakische Politikerin Aqila al-Haschimi ab. Al-Haschimi erlag fünf Tage später ihren schweren Verletzungen. Sie war eine von drei Frauen und die einzige Vertreterin des früheren Regimes, die nach dem Sturz Saddam Husseins in den von den USA eingesetzten 25-köpfigen Irakischen Regierungsrat berufen wurde. |                                                              |
| 2003 | Pervez Musharraf                                                                    | Präsident von Pakistan                                                     | Amjad Farooqi (mutmaßlicher Drahtzieher)           | Rawalpindi     | Am 14. Dezember 2003 wurde ein Bombenattentat auf den pakistanischen Präsidenten Pervez Musharraf verübt, das jedoch fehlschlug. Die an einer Brücke in Rawalpindi angebrachte Sprengladung explodierte wenige Minuten, nachdem Musharrafs Konvoi die Brücke passiert hatte. Dies war bereits das dritte Attentat auf Musharraf seit dessen Machtergreifung 1999. Wenige Tage später, am 25. Dezember, folgte ein weiterer Versuch, bei dem sich zwei Selbstmordattentäter in die Luft sprengten. Auch dieser Versuch, Musharraf zu töten, schlug fehl, es starben jedoch sechzehn Passanten und Begleiter Musharrafs. Der mutmaßliche Drahtzieher der beiden Attentate aus dem Jahr 2003, der Al-Qaida-Terrorist Amjad Farooqi, wurde 2004 von pakistanischen Sicherheitskräften getötet. Im Jahr 2007 folgten zwei weitere Attentate auf Musharraf, die jedoch gleichfalls misslangen. Hintergrund aller Attentate war die religiös und politisch gespannte Lage in Pakistan insbesondere im Zusammenhang mit dem Krieg in Afghanistan. | Pervez Musharraf                                             |
| 2003 | Romano Prodi                                                                        | Präsident der Europäischen Kommission                                      |                                                    | Bologna        | Am 22. Dezember 2003 detonierten zwei Rohrbomben vor und am 27. Dezember 2003 eine Briefbombe in der Privatwohnung des Präsidenten der Europäischen Kommission Romano Prodi in Bologna. Prodi überlebte beide Attentate unverletzt. Die Täter wurden bislang nicht ermittelt. Die italienische Polizei geht davon aus, dass es sich um italienische Anarchisten handelte. |                                                              |
| 2004 | Roger Kusch                                                                         | Justizsenator von Hamburg                                                  | Yvonne C.                                          | Hamburg        | Am 11. Februar 2004 verletzte die 42-jährige, schizophrene Yvonne C. den Hamburgischen Justizsenator Roger Kusch während eines Wahlkampfauftritts in einer Fußgängerzone im Hamburger Stadtteil Neugraben mit einem Messerstich leicht am Oberschenkel. | Roger Kusch                                                  |
| 2004 | Chen Shui-bian und Lu Hsiu-lien                                                     | Präsident und Vizepräsidentin von Taiwan                                   | Chen Yi-hsiung                                     | Tainan         | Am 19. März 2004, einen Tag vor den Präsidentschaftswahlen in Taiwan, wurden während einer Wahlkampfveranstaltung in Tainan zwei Schüsse auf den taiwanischen Präsidenten Chen Shui-bian und seine Vizepräsidentin Lu Hsiu-lien abgegeben, die zu diesem Zeitpunkt in einem offenen Jeep stehend langsam durch eine Menschenansammlung fuhren. Beide wurden dabei leicht verletzt. Eine Polizeiuntersuchung kommt zu dem Ergebnis, dass die Tat von dem Arbeitslosen Chen Yi-hsiung, der Präsident Chen für seine wirtschaftliche Misere verantwortlich machte, als Einzeltäter verübt wurde. Der mutmaßliche Attentäter beging zwei Tage nach Veröffentlichung der Aufnahmen einer Überwachungskamera, auf denen er am Tatort zu sehen ist, Selbstmord. Das Untersuchungsergebnis wird jedoch von der Mehrheit der Taiwaner in Zweifel gezogen. Einige Gegner von Präsident Chen werfen diesem vor, das Attentat selbst inszeniert zu haben, um direkt vor der Wahl seine Sympathiewerte zu steigern. Belege für diese Behauptung gibt es jedoch nicht. | Chen Shui-bian                                               |
| 2004 | Mirwais Sadik                                                                       | Afghanischer Minister                                                      |                                                    | Herat          | Am 21. März 2004 wurde der afghanische Minister für Zivilluftfahrt und Tourismus Mirwais Sadik in Herat vor dem Haus des Militärkommandeurs der Provinz Herat Saher Naib Sada von dessen Soldaten in seinem Auto erschossen. Nach Aussagen Sadas war das Motiv für die Tat, dass Sadik ihn von seinem Kommando habe entbinden wollen. Sadik war ein Sohn des Provinzgouverneurs Ismail Khan, der eine große Privatarmee unterhielt und sich offensichtlich einen Machtkampf mit dem Kommandeur der Afghanischen Nationalarmee lieferte. Bei dem Attentat kamen neben Sadik auch zwei Wachleute, ein Geheimdienstoffizier und ein Verwandter Sadiks ums Leben. Infolge der durch das Attentat ausgelösten Unruhen, die zahlreiche Todesopfer forderten, kam es zu einer gewaltsamen Absetzung Ismail Khans als Gouverneur der Provinz Herat durch Präsident Hamid Karzai. |                                                              |
| 2004 | Achmat Kadyrow                                                                      | Präsident von Tschetschenien                                               | Schamil Salmanowitsch Bassajew (Drahtzieher)       | Grosny         | Am 9. Mai 2004 wurde der tschetschenische Präsident Achmat Kadyrow während der Feierlichkeiten aus Anlass des Tages des Sieges in einem Stadion in Grosny mit einer unter der Tribüne angebrachten Landmine getötet. Bei dem Attentat kam auch der Reuters-Journalist Adlan Chassanow ums Leben. Drahtzieher des Attentats war der tschetschenische Rebellenführer Schamil Bassajew. | Achmat Kadyrow                                               |
| 2004 | Paul Klebnikov                                                                      | US-amerikanischer Journalist und Schriftsteller                            |                                                    | Moskau         | Am 10. Juli 2004 wurde der russischstämmige amerikanische Journalist und Schriftsteller Paul Klebnikov von unbekannten Tätern in Moskau vor dem Verlagsgebäude des russischen Forbes Magazins, dessen Herausgeber er war, erschossen. 2006 wurden die Tschetschenen Kazbek Dukuzov und Valid Agayev und andere wegen der Tat angeklagt. Nach einem anfänglichen Freispruch, der jedoch vom Obersten Gerichtshof wieder aufgehoben wurde, steht das Verfahren seit Februar 2007 still, da einer der Verdächtigen (Dukuzov), die nach dem Freispruch aus der Haft entlassen wurden, bis heute nicht wieder aufgetaucht ist. |                                                              |
| 2004 | Wiktor Juschtschenko                                                                | Ukrainischer Politiker                                                     |                                                    |                | Im September 2004 wurde der ukrainische Präsidentschaftskandidat Wiktor Juschtschenko mit dem Dioxin TCDD vergiftet, überlebte aber mit schweren Vernarbungen im Gesicht und am Körper. Nach Aussage der behandelnden Ärzte vom Wiener Rudolfinerhaus und am Universitätsspital Genf, nahm Juschtschenko 2 bis 5 Milligramm Dioxin über den Mund ein. Es bestehe „Verdacht auf Fremdverschulden“. Die offizielle Untersuchung der ukrainischen Generalstaatsanwaltschaft hat bislang keine Ergebnisse erbracht. Juschtschenko selbst beschuldigt den stellvertretenden Leiter des ukrainischen Inlandsgeheimdienstes Wolodymyr Sazjuk, mit dem er am Abend vor dem Auftreten der ersten Vergiftungssymptome zu Abend gegessen hatte, und Personal, das ihn bei diesem Essen bedient hat, der Tat. | Wiktor Juschtschenko                                         |
| 2004 | Theo van Gogh                                                                       | Niederländischer Regisseur und Publizist                                   | Mohammed Bouyeri                                   | Amsterdam      | Am 2. November 2004 ermordete der marokkanische Islamist Mohammed Bouyeri den niederländischen Regisseur und Publizisten Theo van Gogh in der Linnaeusstraat in Amsterdam. Bouyeri gab zunächst mehrere Schüsse auf van Gogh ab und schnitt ihm schließlich, als er bereits am Boden lag, die Kehle durch. Mit zwei Messerstichen heftete er sodann ein fünfseitiges Bekennerschreiben an den Körper. Die Tat stand in Zusammenhang mit van Goghs Film Submission, den er zusammen mit der Islamkritikerin Ayaan Hirsi Ali produziert hatte und der von der Unterdrückung der Frauen im Islam handelt. Nach der Ausstrahlung des Films am 29. August 2004 erhielten sowohl van Gogh, als auch Hirsi Ali Morddrohungen. Auch das Bekennerschreiben, das an van Goghs Körper geheftet wurde, enthielt eine Morddrohung gegen Hirsi Ali. | Theo van Gogh                                                |
| 2005 | Rafiq al-Hariri                                                                     | Libanesischer Politiker                                                    |                                                    | Beirut         | Am 14. Februar 2005 fiel der ehemalige libanesische Ministerpräsident Rafiq al-Hariri auf der Corniche in Beirut einem Sprengstoffattentat auf seinen Fahrzeugkonvoi zum Opfer. Neben Hariri kamen bei dem Attentat noch 22 weitere Personen ums Leben, über 100 Personen wurden verletzt. Die Explosion verwüstete eine Filiale der HSBC-Bank und ein Hotel. Täter und Hintergründe der Tat sind bislang nicht abschließend geklärt. Jahrelange Untersuchungen der Internationalen unabhängigen Untersuchungskommission der Vereinten Nationen (UNIIIC) unter Leitung der UN-Sonderermittler Detlev Mehlis und Serge Brammertz mündeten schließlich in der Gründung des Sondertribunals für den Libanon mit Sitz in Den Haag, das die juristische Aufarbeitung des Falls übernommen hat. | Rafiq al-Hariri                                              |
| 2005 | Lakshman Kadirgamar                                                                 | Außenminister von Sri Lanka                                                |                                                    | Colombo        | Am 12. August 2005 wurde Sri Lankas Außenminister Lakshman Kadirgamar in der Nähe seines Hauses in Colombo durch einen Scharfschützen erschossen. Der Täter konnte nicht ermittelt werden. Verdächtigt wurden die Liberation Tigers of Tamil Eelam (LTTE), die jedoch bestritten, für das Attentat verantwortlich zu sein und ihrerseits die Armee verdächtigten, auf diese Weise einen Vorwand für die Aufkündigung des seit drei Jahren geltenden Waffenstillstands schaffen zu wollen. |                                                              |
| 2005 | Frère Roger                                                                         | Gründer der Communauté de Taizé                                            |                                                    | Taizé          | Am 16. August 2005 stach eine psychisch kranke Frau den Gründer der Communauté de Taizé Frère Roger während des Abendgebetes in der Versöhnungskirche in Taizé mit mehreren Messerstichen nieder und verletzt ihn dabei tödlich. | Frère Roger                                                  |
| 2006 | Anna Politkowskaja                                                                  | Russische Journalistin                                                     | Rustam Machmudow (mutmaßlicher Täter)              | Moskau         | Am 7. Oktober 2006 wurde die russische Journalistin und Menschenrechtsaktivistin Anna Politkowskaja im Aufzug ihres Wohnhauses in Moskau mit vier Schüssen ermordet. Nach Ermittlungen der russischen Staatsanwaltschaft soll das Attentat von dem Tschetschenen Rustam Machmudow verübt worden sein. Neben Machmudow, der sich zunächst ins Ausland absetzen konnte und erst im Jahr 2011 verhaftet wurde, wurden dessen Brüder Ibrahim und Dschabrail Machmudow, der Oberstleutnant des russischen Inlandsgeheimdienstes FSB Pawel Rjagusow und der Offizier im Innenministerium Sergei Chadschikurbanow als Mittäter angeklagt. Die genauen Hintergründe und die Drahtzieher der Tat sind bislang unbekannt. Es spricht jedoch vieles dafür, dass das Motiv für die Tat in der Berichterstattung Politkowskajas während des Tschetschenienkrieges zu suchen ist. |                                                              |
| 2006 | Alexander Litwinenko                                                                | Russischer Buchautor                                                       | Andrei Lugowoi (mutmaßlicher Täter)                | London         | Am 1. November 2006 wurde der ehemalige russische FSB-Agent, Buchautor und Putin-Kritiker Alexander Litwinenko im Exil in London mit Polonium-210 vergiftet. Am 23. November 2006 starb er im Krankenhaus an den Folgen der Vergiftung. Nach den bisherigen Ermittlungen der britischen Staatsanwaltschaft wurde Litwinenko anlässlich eines Treffens mit den russischen Geschäftsleuten und früheren KGB-Mitarbeitern Andrei Lugowoi und Dmitri Kowtun in der Bar des Londoner Millennium Hotels von Lugowoi mit poloniumhaltigem Tee vergiftet. | Grab Alexander Litwinenkos                                   |
| 2007 | Itchō Itō                                                                           | Bürgermeister von Nagasaki                                                 | Tetsuya Shiroo                                     | Nagasaki       | Am 17. April 2007, nach einer Wahlkampfveranstaltung für seine dritte Wiederwahl, wurde der Bürgermeister von Nagasaki Itchō Itō vor seinem Wahlkampfbüro in unmittelbarer Nähe des Bahnhofs von Nagasaki von dem Yakuza-Mitglied Tetsuya Shiroo niedergeschossen und starb tags drauf an den Folgen. |                                                              |
| 2007 | François al-Hadsch                                                                  | Libanesischer Brigadegeneral                                               |                                                    | Baabda         | Am 12. Dezember 2007 fiel der libanesische Brigadegeneral François al-Hadsch in Baabda im Gouvernement Libanonberg einem Bombenattentat zum Opfer. Die Täter und die näheren Hintergründe der Tat sind bislang unbekannt. |                                                              |
| 2007 | Benazir Bhutto                                                                      | Pakistanische Oppositionsführerin                                          |                                                    | Rawalpindi     | Am 27. Dezember 2007 wurde die pakistanische Oppositionsführerin Benazir Bhutto beim Verlassen einer Wahlkampfveranstaltung in Rawalpindi ermordet. Nach Erkenntnissen der pakistanischen Ermittlungsbehörden und einer Untersuchungskommission von Scotland Yard wurden zunächst von einem oder mehreren Personen Schüsse auf Bhuttos gepanzertes Fahrzeug abgegeben, bevor sich ein Selbstmordattentäter in unmittelbarer Nähe des Fahrzeugs in die Luft sprengte. Bhutto, die zum Zeitpunkt des Attentats aus dem Schiebedach des Fahrzeugs herausschaute und ihren Anhängern zuwinkte, wurde von zwei Schüssen getroffen und von der Druckwelle der Explosion gegen das Schiebedach geschleudert, wodurch sie einen Schädelbruch erlitt. Neben Bhutto kamen bei dem Anschlag 24 weitere Personen ums Leben. Während die pakistanische Regierung den Al-Qaida nahestehenden islamistischen Stammesführer Baitullah Mehsud beschuldigte, Drahtzieher des Attentats gewesen zu sein, vermuten Bhuttos Pakistanische Volkspartei (PPP) und andere Gruppen vielmehr die pakistanische Regierung unter Präsident Pervez Musharraf hinter der Tat. Bereits zwei Monate zuvor, unmittelbar nach Bhuttos Rückkehr aus dem Exil, war es in Karachi auf dem Weg vom Flughafen zum Mausoleum des Staatsgründers Muhammad Ali Jinnah zu einem schweren Selbstmordattentat gekommen, bei dem 136 Personen getötet und mindestens 450 verletzt wurden. Dieses Attentat hatte Bhutto noch unverletzt überlebt. Sie selbst machte hierfür Anhänger des früheren Militärmachthabers Mohammed Zia ul-Haq verantwortlich. | Benazir Bhutto                                               |
| 2008 | José Ramos-Horta                                                                    | Präsident von Osttimor                                                     | Rebellen unter Alfredo Alves Reinado               | Dili           | Am 11. Februar 2008 wurde der Staatspräsident von Osttimor José Ramos-Horta vor seinem Haus im Osten von Dili bei einem Attentat durch Männer des Rebellenführers Alfredo Reinado schwer verletzt. Die Rebellen waren in das Haus Ramos-Hortas eingedrungen und erwarteten dessen Rückkehr, als sie von eintreffenden Wachleuten entdeckt wurden. Bei dem anschließenden Feuergefecht kam unter anderem Rebellenführer Reinado ums Leben. Der kurz darauf nach Hause zurückkehrende Ramos-Horta wurde von einem Rebellen mit zwei Schüssen in Brust und Rücken schwer verletzt. Auch Ramos-Hortas Leibwächter Leutnant Celestino Fili Gama, der mit seinem Wagen in die Schusslinie fuhr, erlitt schwere Verletzungen. Kurze Zeit später versuchte eine andere Gruppe Rebellen, auch auf den Premierminister Xanana Gusmão ein Attentat zu verüben, was jedoch misslang. | José Ramos-Horta                                             |
| 2008 | Ruslan Jamadajew                                                                    | Tschetschenischer Politiker                                                | Aslanbek Dadajew und Elimpascha Chazujew           | Moskau         | Am 24. September 2008 wurde der tschetschenische Politiker Ruslan Jamadajew in seinem Auto von Dadajew und Chazujew am Smolensker Ufer in Moskau mit zehn Schüssen erschossen. Jamadajew befand sich auf dem Rückweg von einem Gespräch im Kreml. Der gleichfalls im Fahrzeug befindliche Generaloberst a. D. Sergei Kizyun wurde lebensgefährlich verletzt. Als Hintermann der Tat wurde der tschetschenische Präsident Ramsan Kadyrow verdächtigt, wofür es jedoch keine Beweise gibt. | Ruslan Jamadajew                                             |
| 2009 | Stanislaw Markelow                                                                  | Russischer Rechtsanwalt                                                    | Nikita Tichonow und Jewgenia Chassis               | Moskau         | Am 19. Januar 2009 erschossen Nikita Tichonow und Jewgenia Chassis den Rechtsanwalt Stanislaw Markelow auf offener Straße in der Moskauer Innenstadt. Markelow war unter anderem als Rechtsberater der Journalistin Anna Politkowskaja bekannt geworden. Unmittelbar vor der Tat hatte Markelow auf einer Pressekonferenz angekündigt, sich gegen eine Freilassung des wegen Mordes an einer Tschetschenin verurteilten Obersten Juri Budanow einzusetzen. Zum Zeitpunkt des Attentats befand sich Markelow in Begleitung der Journalistin Anastassija Baburowa von der Nowaja gaseta, die dabei gleichfalls ums Leben kam. | Stanislaw Markelow                                           |
| 2009 | Natalja Estemirowa                                                                  | Russische Journalistin                                                     |                                                    | Gasi-Jurt      | Am 15. Juli 2009 wurde die russische Historikerin, Journalistin und Menschenrechtsaktivistin Natalja Estemirowa vor ihrem Haus in Grosny entführt und am späten Nachmittag desselben Tages in einem Waldstück in der Nähe des Dorfes Gasi-Jurt in Inguschetien ermordet aufgefunden. Die Täter und das genaue Motiv für die Tat sind bislang unbekannt. Als Auftraggeber der Tat wird der tschetschenische Präsident Ramsan Kadyrow verdächtigt, wofür es jedoch keine Beweise gibt. | Natalia Estemirova                                           |
| 2009 | Silvio Berlusconi                                                                   | Ministerpräsident von Italien                                              | Massimo Tartaglia                                  | Mailand        | Am 13. Dezember 2009 warf der 42-jährige, wahrscheinlich geistig verwirrte Massimo Tartaglia dem italienischen Ministerpräsidenten Silvio Berlusconi nach einer Wahlkampfveranstaltung in Mailand aus zwei Meter Entfernung eine Alabaster-Statuette des Mailänder Doms ins Gesicht und verletzte ihn leicht. | Silvio Berlusconi                                            |

### 2010er Jahre
| Jahr | Opfer                                         | Stellung                                                                                            | Täter                          | Ort                        | Kurzbeschreibung | Bild                                  |
| ---- | --------------------------------------------- | --------------------------------------------------------------------------------------------------- | ------------------------------ | -------------------------- | --- | ------------------------------------- |
| 2011 | Salman Taseer                                 | Gouverneur der Provinz Punjab                                                                       | Mumtaz Qadri                   | Islamabad                  | Am 4. Januar 2011 wurde der Gouverneur der pakistanischen Provinz Punjab Salman Taseer in der Nähe seines Hauses in Islamabad von seinem Leibwächter Mumtaz Hussain Qadri erschossen. Der Täter gab als Motiv für die Tat Äußerungen Taseers zum Blasphemiegesetz und dem Fall Asia Bibi an. | Salman Taseer (2009)                  |
| 2011 | Gabrielle Giffords                            | Abgeordnete im US-amerikanischen Repräsentantenhaus                                                 | Jared Lee Loughner             | Casas Adobes               | Am 8. Januar 2011 wurde die demokratische Abgeordnete im amerikanischen Repräsentantenhaus Gabrielle Giffords während einer Bürgerfragestunde in einem Einkaufszentrum in Casas Adobes, einem Vorort von Tucson, durch einen gezielten Kopfschuss aus nächster Nähe lebensgefährlich verletzt. Anschließend gab der wahrscheinlich geistig verwirrte Attentäter Jared Loughner zahlreiche weitere Schüsse auf die Zuschauer ab, wobei er sechs Personen tötete und 13 weitere teils schwer verletzte. Unter den Todesopfern war auch der für Arizona zuständige Bundesrichter John McCarthy Roll. | Gabrielle Giffords (2010)             |
| 2011 | Shahbaz Bhatti                                | Pakistanischer Minister                                                                             |                                | Islamabad                  | Am 2. März 2011 erschossen Unbekannte den pakistanischen Minister für Minderheiten Shahbaz Bhatti in Islamabad bei einer Autofahrt zu seiner Arbeit. Bhatti war der einzige Christ in der pakistanischen Regierung. Er hatte sich wiederholt für eine Reform des Blasphemiegesetzes ausgesprochen und sich für die auf der Grundlage dieses Gesetzes zum Tode verurteilte Christin Asia Bibi eingesetzt. Zu der Tat bekannten sich die Tehrik-i-Taliban Pakistan. | Shahbaz Bhatti (2008)                 |
| 2011 | Rola El-Halabi                                | Deutsch-libanesische Profiboxerin                                                                   | Hicham El-Halabi               | Ulm                        | Am 1. April 2011 schoss der Stiefvater der deutsch-libanesischen Profiboxerin Rola El-Halabi, Hicham El-Halabi, auf seine Stieftochter. Der Grund dafür war, dass sie eine Beziehung mit einem nicht-muslimischen, bereits verheirateten Griechen führte. Daraufhin wollte Hicham aus Rache seine Tochter in den Rollstuhl bringen. Rola El-Halabi überlebte und ist heute wieder als Boxerin aktiv. | Rola El-Halabi (2008)                 |
| 2012 | Daud Radschha                                 | Verteidigungsminister von Syrien                                                                    |                                | Damaskus                   | Am 18. Juli 2012 fiel der syrische Verteidigungsminister Daud Radschha einem Bombenattentat auf die Teilnehmer einer Sitzung des Obersten Sicherheitsrates zum Opfer. Neben Radschha wurden auch mehrere weitere Mitglieder des Obersten Sicherheitsrates getötet oder verletzt. Unter anderem starben der stellvertretende Verteidigungsminister und ehemalige Chef des syrischen Militärgeheimdienstes Assef Schawkat, Schwager des syrischen Präsidenten Baschar al-Assad, sowie der Assistent des Vizepräsidenten und Minister ohne Geschäftsbereich Hasan Turkmani. Vermutlich kamen auch der Innenminister Mohammed asch-Schaar (hat überlebt) und der Chef des Allgemeinen Geheimdienstes Hafes Makhlouf, ein Vetter des Präsidenten und enger Vertrauter von dessen Bruder Maher al-Assad, ums Leben. Zu dem Attentat hat sich die Freie Syrische Armee bekannt. Hintergrund des Attentats ist der Bürgerkrieg in Syrien. |                                       |
| 2012 | Mohammed Nasser Ahmed                         | Verteidigungsminister von Jemen                                                                     |                                | Sanaa                      | Am 11. September 2012 verübten Unbekannte ein Bombenattentat auf den jemenitischen Verteidigungsminister Mohammed Nasser Ahmed. Der Verteidigungsminister wurde leicht verletzt, sieben seiner Leibwächter und sechs Passanten kamen ums Leben. |                                       |
| 2012 | Hassan Sheikh Mohamud                         | Präsident von Somalia                                                                               |                                | Mogadischu                 | Am 12. September 2012 sprengten sich drei Selbstmordattentäter in einem Hotel, in dem sich der somalische Präsident Hassan Sheikh Mohamud aufhielt, in die Luft. Der Präsident überlebte unverletzt, drei Soldaten kamen ums Leben. Zu dem Attentat bekannte sich die islamistische Terrorgruppe al-Shabaab. | Hassan Sheikh Mohamud (2013)          |
| 2012 | Malala Yousafzai                              | Pakistanische Bürgerrechtlerin                                                                      | Atta Ullah Khan                | Mingora                    | Am 2. Oktober 2012 schoss der Taliban-Extremist Atta Ullah Khan auf die 14-jährige pakistanische Bürgerrechtlerin Malala Yousafzai, als diese in einen Bus steigen wollte. Sie überlebte schwer verletzt. | Malala Yousafzai (2014)               |
| 2012 | Wissam al-Hassan                              | Libanesischer Geheimdienstchef                                                                      |                                | Beirut                     | Am 19. Oktober 2012 verübten Terroristen ein Bombenattentat auf eine christliche Parteizentrale in Beirut. Dabei wurde der libanesische Geheimdienstchef Wissam al-Hassan getötet. |                                       |
| 2012 | Jyrki Katainen                                | Ministerpräsident von Finnland                                                                      |                                | Turku                      | Am 23. Oktober 2012 versuchte ein Mann, der sich in der Fußgängerzone vor der Universität von Turku aufhielt, den finnischen Ministerpräsidenten Jyrki Katainen, der sich auf einer Wahlkampfveranstaltung dort aufhielt, zu erstechen. Das Attentat misslang jedoch, da Katainens Bodyguards den Mann überwältigten. | Jyrki Katainen (2010)                 |
| 2012 | Abdullah al-Chalidi                           | Syrischer Luftwaffengeneral                                                                         |                                | Damaskus                   | Am 29. Oktober 2012 töteten syrische Rebellen den Luftwaffengeneral Abdullah al-Chalidi. Zur selben Zeit kam auch ein Oberfeldwebel des Geheimdienstes der Luftwaffe ums Leben. Hintergrund des Attentats ist der Bürgerkrieg in Syrien. |                                       |
| 2012 | Ahmed al-Dschabari                            | Palästinensischer Hamas-Chef                                                                        |                                | Gaza                       | Am 14. November 2012 schossen israelische Soldaten auf das Auto des Chefs der palästinensischen Terrorgruppe Hamas Ahmed al-Dschabari, der dabei getötet wurde. Dabei kam auch ein weiteres Hamas-Mitglied ums Leben. |                                       |
| 2012 | Hector Camacho, Sr.                           | US-amerikanischer Profiboxer                                                                        |                                | San Juan                   | Am 20. November 2012 schossen Unbekannte auf das Auto eines Freundes des ehemaligen Box-Weltmeisters Hector Camacho. Camacho befand sich zum Zeitpunkt als Beifahrer im Auto seines Freundes. Der Fahrer wurde bei der Schießerei getötet, Hector Camacho starb am 24. November an einem Herzstillstand, der die Folge des Attentats war. | Hector Camacho, Sr. (2009)            |
| 2012 | Bargeeta Almby                                | Schwedische Missionarin                                                                             |                                | Lahore                     | Am 3. Dezember 2012 schossen Unbekannte auf die schwedische Missionarin Bargeeta Almby, als sie auf einem Motorrad auf dem Weg zum Arbeitsplatz war. Infolge der erlittenen Verletzungen starb sie am 12. Dezember. |                                       |
| 2012 | Asadullah Chalid                              | Chef der Nationalen Sicherheitsdirektion                                                            |                                | Kabul                      | Am 6. Dezember 2012 sprengte sich ein Selbstmordattentäter in einem Gästehaus, in dem sich der afghanische Geheimdienstchef Asadullah Chalid aufhielt, in die Luft. Er überlebte mit Verletzungen im unteren Bereich des Körpers. | Asadullah Chalid (2011)               |
| 2012 | Nadia Sedikki                                 | Leiterin der Frauenabteilung in der Verwaltung der Provinz Lagham                                   |                                | Jalalabad                  | Am 10. Dezember 2012 wurde die Leiterin der Frauenabteilung der Verwaltung der Provinz Lagham, Nadia Sedikki, von Unbekannten auf dem Weg zur Arbeit erschossen. |                                       |
| 2013 | Sakine Cansız, Fidan Dogan und Leyla Söylemez | Kurdische PKK-Mitglieder                                                                            |                                | Paris                      | Am 9. Januar 2013 wurden die Mitglieder der PKK Sakine Cansız, Fidan Dogan und Leyla Söylemez von Unbekannten in ihrem Büro im Informationszentrum Kurdistan in Paris erschossen. |                                       |
| 2013 | Ahmed Dogan                                   | Parteichef der DPS                                                                                  |                                | Sofia                      | Am 19. Januar 2013 versuchte ein 25-jähriger Angehöriger der türkischen Minderheit in Bulgarien den Parteichef der DPS, Ahmed Dogan, als dieser auf einem Parteitag eine Rede hielt, mit einer Gaspistole zu erschießen. Das Attentat schlug fehl, da die Waffe eine Ladehemmung hatte und die Polizei den Mann im Anschluss überwältigen konnte. | Ahmed Dogan (2009)                    |
| 2013 | Abdi Farah Shirdon                            | Premierminister Somalias                                                                            |                                | Mogadischu                 | Am 29. Januar 2013 sprengte sich ein Selbstmordattentäter vor dem Büro des somalischen Ministerpräsidenten Abdi Farah Shirdon Saaid in die Luft. Der Ministerpräsident überlebte unverletzt, fünf Menschen wurden getötet, mehrere verletzt. Zum Attentat bekannte sich die islamistische Terrorgruppe al-Shabaab. | Abdi Farah Shirdon (2013)             |
| 2013 | Parujr Hajrikjan                              | Armenischer Präsidentschaftskandidat                                                                |                                | Jerewan                    | Am 1. Februar 2013 schoss ein Unbekannter auf den armenischen Präsidentschaftskandidaten Parujr Hajrikjan, als sich dieser vor seinem Haus aufhielt. Er überlebte mit einer schweren Schulterverletzung. |                                       |
| 2013 | Lars Hedegaard                                | Dänischer Islamkritiker                                                                             |                                | Kopenhagen                 | Am 5. Februar 2013 schoss ein Unbekannter während eines Handgemenges in Kopenhagen auf den Islamkritiker Lars Hedegaard, der unverletzt blieb. Der Täter wurde in einer sofort ausgelösten Großfahndung gejagt. |                                       |
| 2013 | Chokri Belaïd                                 | Tunesischer Oppositionspolitiker                                                                    |                                | Tunis                      | Am 6. Februar 2013 wurde der tunesische Oppositionspolitiker Chokri Belaïd vermutlich von Mitgliedern der islamistischen Ennahda-Partei erschossen, als er sein Haus verlassen wollte. Daraufhin kam es zu Unruhen im ganzen Land. Rund 1000 Tunesier protestierten vor dem Innenministerium und riefen dabei „Schande, Schande!“ und „Wo ist die Regierung?“. In Mezzouna wurde das Büro der Ennahda-Partei in Brand gesetzt, in Gafsa verwüsteten Demonstranten Büroräume der Partei. | Chokri Belaïd (2012)                  |
| 2013 | Hasan Shatiri                                 | Iranischer Repräsentant für Entwicklung und Bebauung im Libanon                                     |                                | Damaskus                   | Am 14. Februar 2013 wurde der iranische Repräsentant für Entwicklung und Bebauung im Libanon Hasan Shatiri auf dem Weg von Damaskus nach Beirut in seinem Auto von syrischen Rebellen angegriffen und getötet. Der Anschlag soll der Hisbollah gegolten haben. |                                       |
| 2013 | Nikolai Nesterenko                            | Bürgermeisterkandidat von Anapa                                                                     |                                | Anapa                      | Am 22. Februar 2013 wurde der Bürgermeisterkandidat von Anapa Nikolai Nesterenko von einem Unbekannten angeschossen, als er sich in seinem Auto auf Wahlkampftour aufhielt. Sein Fahrer wurde getötet, er erlitt eine Wunde am Arm und eine am Körper. Das Attentat misslang, da der Täter fliehen konnte. |                                       |
| 2013 | Mohamed Yusuf al Magariaf                     | Präsident von Libyen                                                                                |                                | Tripolis                   | Am 5. März 2013 schossen Unbekannte auf das Auto des libyschen Präsidenten Mohamed Yusuf al Magariaf, als dieser gerade auf dem Heimweg war. Zuvor hatten Demonstranten während einer Parlamentssitzung das Gebäude gestürmt, in dem die Abgeordneten tagten. Magariaf überlebte unverletzt. Hintergrund des Attentats war, dass die Demonstranten die Parlamentarier zwingen wollten, ein Gesetz zu verabschieden, das ehemaligen Funktionären aus der Ära des Langzeitmachthabers Muammar al-Gaddafi verbietet, sich politisch zu betätigen. | Mohamed Yusuf al Magariaf (2012)      |
| 2013 | Khalif Ahmed Erig                             | Somalischer Sicherheitschef                                                                         |                                | Mogadischu                 | Am 18. März 2013 jagte ein Terrorist der al-Shabaab ein mit Sprengstoff beladenes Auto auf einer belebten Straße vor dem Präsidentenpalast in die Luft. Dabei wurde der somalische Sicherheitschef Khalif Ahmed Erig getötet. |                                       |
| 2013 | Rüdiger Butte                                 | Landrat des Landkreises Hameln-Pyrmont                                                              | Hans B.                        | Hameln                     | Am 26. April 2013 wurde Rüdiger Butte gegen 10 Uhr in seinem Büro im Kreishaus des Landkreises Hameln-Pyrmont von einem 74-jährigen Mann mit einem einzelnen Schuss aus einem Revolver niedergeschossen; er starb noch am Tatort. Der Täter stammte aus Nienstedt; er tötete sich anschließend selbst. |                                       |
| 2013 | Wael al-Halki                                 | Ministerpräsident Syriens                                                                           |                                | Damaskus                   | Am 29. April 2013 explodierte eine Bombe in der Nähe des Konvois des syrischen Ministerpräsidenten Wael al-Halki. Der Ministerpräsident überlebte unverletzt, es wurden sechs Menschen getötet. | Wael al-Halki (2014)                  |
| 2013 | Zara Shahid Hussain                           | Pakistanische Politikerin                                                                           |                                | Karatschi                  | Am 18. Mai 2013 wurde die Politikerin Zara Shahid Hussain vor ihrem Haus von zwei Männern erschossen. Hintergrund war, dass die Partei MQM Parteimitglieder der Partei PTI, der Hussain angehörte, beleidigt hatten und die Gewalt nun eskalierte. |                                       |
| 2013 | Nand Kumar Patel                              | Vorsitzender des Indischen Nationalkongresses von Chhattisgarh                                      |                                | Chhattisgarh               | Am 25. Mai 2013 zündeten maoistische Rebellen eine Bombe vor einem Konvoi mit Politikern des Indischen Nationalkongresses und schossen anschließend auf den Konvoi. Dabei wurde der Kongressvorsitzende von Chhattisgarh Nand Kumar Patel getötet. |                                       |
| 2013 | Mohamed Brahmi                                | Tunesischer Oppositionspolitiker                                                                    |                                | Ariana                     | Am 25. Juli 2013 wurde der tunesische Oppositionspolitiker Mohamed Brahmi von Unbekannten vor seinem Haus in Ariana erschossen. Daraufhin protestierten tausende Tunesier im ganzen Land gegen politisch motivierte Gewalt. In Menzel Bouzaiane zündeten Demonstranten das lokale Hauptquartier der islamistischen Ennahda-Partei an. | Mohamed Brahmi (2012)                 |
| 2013 | Ali Mohammad Jattack                          | Pakistanischer Politiker                                                                            |                                | Quetta                     | Am 9. August 2013 schossen Unbekannte auf das Fahrzeug des ehemaligen pakistanischen Regionalministers Ali Mohammad Jattack, als dieses an einer Moschee in Quetta vorbeifuhr. Dabei wurden mehrere Menschen, die zu diesem Zeitpunkt aus der Moschee kamen, getötet und 27 verletzt. Jattack blieb unverletzt. |                                       |
| 2014 | Anja Niedringhaus                             | Deutsche Fotografin                                                                                 |                                | Banda Khel                 | Am 4. April 2014 wurde die deutsche Fotografin Anja Niedringhaus von einem Polizisten erschossen, als sie in einem Autokonvoi durch die Straßen fuhr, um über die Präsidentschaftswahlen in Afghanistan zu berichten. Vor der Tat soll der Täter „Allahu akbar“ gerufen haben. |                                       |
| 2014 | Roy Ravana Junior                             | Fidschianischer Leichtathlet                                                                        |                                | Fruitridge                 | Am 9. Juni 2014 wurde der Leichtathlet Roy Ravana Junior von 2 Jugendlichen im Auftrag der Noreno-Straßengang getötet. |                                       |
| 2014 | Oleh Babajew                                  | Ukrainischer Politiker                                                                              |                                | Krementschuk               | Am 26. Juli 2014 wurde der ukrainische Politiker Oleh Babajew in der Nähe seines Hauses erschossen. | Oleh Babajew (2011)                   |
| 2015 | Boris Jefimowitsch Nemzow                     | Russischer Politiker                                                                                | Saur Dadajew                   | Moskau                     | Am 27. Februar 2015 wurde Nemzow durch vier Schüsse getötet. | Boris Nemzow (2014)                   |
| 2015 | Henriette Reker                               | Deutsche Politikerin                                                                                | Frank S.                       | Köln                       | Am 17. Oktober 2015 wurde Reker bei einem Wahlkampftermin zur Oberbürgermeisterwahl in Köln durch Messerstiche schwer verletzt. | Henriette Reker (2015)                |
| 2016 | Jo Cox                                        | Britische Politikerin                                                                               | Thomas M.                      | Birstall                   | Am 16. Juni 2016 wurde Cox nach einer Bürgersprechstunde auf der Market Street in Birstall von dem 52-jährigen Thomas M. angeschossen und niedergestochen. Cox starb noch am gleichen Tag an den Folgen. Die Tat stand mutmaßlich im Zusammenhang mit dem britischen Referendum über einen Austritt aus der EU (Brexit). Cox setzte sich für einen Verbleib Großbritanniens in der EU ein. |                                       |
| 2016 | Pawel Grigorjewitsch Scheremet                | Belarussischer Journalist                                                                           |                                | Kiew                       | Am 20. Juli 2016 wurde Scheremet auf dem Weg zur Arbeit durch eine Autobombe getötet. | Pawel Grigorjewitsch Scheremet (2014) |
| 2016 | Andrei Gennadjewitsch Karlow                  | Russischer Botschafter in der Türkei                                                                | Mevlüt A.                      | Ankara                     | Am 19. Dezember 2016 wurde Karlow angeschossen und getötet. | Andrei Gennadjewitsch Karlow (2016)   |
| 2017 | Kim Jong-nam                                  | Ältester Sohn von Kim Jong-il                                                                       |                                | Sepang                     | Am 13. Februar 2017 wurde Kim Jong-nam am Flughafen Kuala Lumpur in Malaysia vergiftet, nachdem ihm eine Flüssigkeit ins Gesicht gespritzt wurde. Wenige Tage später wurde das Nervengas VX nachgewiesen. |                                       |
| 2017 | Denis Nikolajewitsch Woronenkow               | Russischer Politiker                                                                                |                                | Kiew                       | Am 23. März 2017 wurde Denis Nikolajewitsch Woronenkow im Zentrum von Kiew erschossen. Der Attentäter erlag später im Krankenhaus den Verletzungen, die der Leibwächter Woronenkows ihm zufügte. | Denis Nikolajewitsch Woronenkow       |
| 2017 | Loukas Papadimos                              | Ehemaliger Vizepräsident der Europäischen Zentralbank und ehemaliger griechischer Ministerpräsident |                                | Athen                      | Am 25. Mai 2017 explodierte eine Briefbombe, die Loukas Papadimos und einen seiner Sicherheitsleute verletzte. Papadimos wurde sofort operiert. | Loukas Papadimos (2007)               |
| 2017 | Daphne Caruana Galizia                        | Maltesische Journalistin und Bloggerin                                                              |                                | Bidnija                    | Am 16. Oktober 2017 starb Daphne Caruana Galizia durch eine Autobombe. |                                       |
| 2017 | Andreas Hollstein                             | Deutscher Politiker (CDU) und Bürgermeister von Altena                                              |                                | Altena                     | Andreas Hollstein wurde am 27. November 2017 von einem rassistischen Angreifer mit einem Messer am Hals verletzt. | Andreas Hollstein (2017)              |
| 2018 | Oliver Ivanović                               | Kosovo-serbischer Politiker                                                                         |                                | Severna Kosovska Mitrovica | Am 16. Januar 2018 wurde Oliver Ivanović in Mitrovica im Nordkosovo von einer unbekannten Person erschossen. | Oliver Ivanović (2011)                |
| 2018 | Ján Kuciak                                    | Slowakischer Journalist                                                                             | Miroslav Marček                | Trnava                     | Am 21. Februar 2018 wurden Ján Kuciak und seine Freundin in seinem Haus von dem Auftragsmörder und ehemaligen Soldaten Miroslav Marček erschossen. |                                       |
| 2018 | Bernhard Günther                              | Finanzvorstand von Innogy                                                                           |                                | Haan                       | Am 4. März 2018 wurde der Manager Bernhard Günther in der Nähe seines Hauses von zwei Männern überwältigt und mit hochkonzentrierter Schwefelsäure übergossen, was bei ihm zu schweren Verätzungen führte. Ein belgischer Staatsangehöriger wurde im August 2022 für die Tat zu einer Haftstrafe verurteilt. Die Tathintergründe sind unbekannt. Günther behauptet, bereits im Jahr 2012 von zwei Unbekannten angegriffen und verletzt worden zu sein. | Bernhard Günther (2012)               |
| 2018 | Sergei Wiktorowitsch Skripal                  | Russischer Oberst des russischen Militärnachrichtendienstes GRU und Agent des MI6                   |                                | Salisbury                  | Am 4. März 2018 wurden Sergei Wiktorowitsch Skripal und seine Tochter Opfer der giftigen Substanz Nowitschok. Beide schwebten in Lebensgefahr. Tatverdächtig sind zwei russische Staatsangehörige und Mitglieder des GRU. |                                       |
| 2019 | Paweł Adamowicz                               | Von 1998 bis zu seinem Tod der Stadtpräsident der polnischen Stadt Danzig                           | Stefan W.                      | Danzig                     | Am 13. Januar 2019 wurde auf Paweł Adamowicz während einer Wohltätigkeitsveranstaltung ein Messerattentat verübt. Er verstarb am nächsten Tag im Krankenhaus. | Paweł Adamowicz (2018)                |
| 2019 | Nipsey Hussle                                 | US-amerikanischer Rapper                                                                            |                                | Los Angeles                | Nipsey Hussle wurde am 31. März 2019 vor seinem Bekleidungsgeschäft Marathon Clothing in Los Angeles erschossen. | Nipsey Hussle (2011)                  |
| 2019 | Walter Lübcke                                 | Deutscher Politiker (CDU) und Regierungspräsident im Regierungsbezirk Kassel                        | Stephan E.                     | Wolfhagen-Istha            | Walter Lübcke wurde am 2. Juni 2019 vor seinem Wohnhaus mit einem Kopfschuss getötet. | Walter Lübcke (2009)                  |
| 2019 | Fritz von Weizsäcker                          | Deutscher Mediziner, Sohn des ehemaligen Bundespräsidenten Richard von Weizsäcker                   | Gregor S.                      | Berlin                     | Am 19. November 2019 wurde Fritz von Weizsäcker während eines Vortrags in der Schlosspark-Klinik von dem psychisch kranken Gregor S. erstochen. |                                       |
| 2019 | Selimchan Sultanowitsch Changoschwili         | Asylsuchender georgischer Tschetschene und Teilnehmer am Zweiten Tschetschenienkrieg                | Wadim Nikolajewitsch Krassikow | Berlin                     | Am 23. August 2019 wurde Selimchan Changoschwili in Berlin im Kleinen Tiergarten von Wadim Nikolajewitsch Krassikow erschossen. Das Attentat wurde auf Befehl russischer Stellen hin ausgeführt. |                                       |

### 2020er Jahre
| Jahr | Opfer                         | Stellung | Täter                 | Ort                     | Kurzbeschreibung | Bild                             |
| ---- | ----------------------------- | --- | --------------------- | ----------------------- | --- | -------------------------------- |
| 2020 | Abdalla Hamdok                | Premierminister des Sudan |                       | Khartum                 | Am 9. März 2020 überlebte Abdalla Hamdok eine Explosion nahe seinem Fahrzeugkonvoi. Ein Sicherheitsoffizier wurde leicht verletzt. | Abdalla Hamdok (2019)            |
| 2020 | Hisham al-Hashimi             | Irakischer Historiker und Terrorismusexperte                                                                                  |                       | Bagdad                  | Am 6. Juli 2020 wurde Hisham al-Hashimi in seinem Auto von mindestens einem Attentäter angeschossen und starb später im Krankenhaus. | Hisham al-Hashimi (2020)         |
| 2020 | Alexei Anatoljewitsch Nawalny | Russischer Aktivist |                       | Russland                | Am 20. August 2020 wurde Nawalny Opfer eines Giftanschlags auf einem innerrussischen Flug von Tomsk nach Moskau. | Alexei Nawalny (2017)            |
| 2020 | Amrullah Saleh                | Vizepräsident Afghanistans |                       | Kabul                   | Am 9. September 2020 wurde ein Autobombenanschlag auf den Konvoi Salehs verübt, als dieser eine Straße in Kabul entlangfuhr. Es wurden zehn Personen, darunter Leibwächter, getötet und mindestens zwölf verletzt. Die Verantwortlichen sind unbekannt; die Taliban wiesen die Verantwortung für den Anschlag zurück. | Amrullah Saleh (2011)            |
| 2020 | Mohsen Fachrisadeh            | Iranischer Kernphysiker, Hochschullehrer und Revolutionsgardist                                                               |                       | Teheran (Provinz)       | Am 27. November 2020 wurde Mohsen Fachrisadeh bei einem Attentat getötet, als er sich nahe Teheran in einem Fahrzeug befand. Zwölf Angreifer ließen zunächst eine Autobombe detonieren und eröffneten dann das Feuer auf ihn und seine Leibwächter, mehrere Bodyguards wurden getötet. Fachrisadeh starb später im Krankenhaus. | Mohsen Fachrisadeh (2020)        |
| 2020 | Freschta Kohistani            | Afghanische Politikerin und Bürgerrechtlerin                                                                                  |                       | Provinz Kapisa          | Am 24. Dezember 2020 wurde Freschta Kohistani zusammen mit ihrem Bruder von bewaffneten Angreifern getötet. Die Tat fällt in Zusammenhang mit Attentaten in den zurückliegenden Tagen und Wochen auf verschiedene Persönlichkeiten des öffentlichen Lebens, die in Gegnerschaft zu den Taliban standen. |                                  |
| 2021 | Lokman Slim                   | Libanesischer Verleger, Filmemacher, Publizist und Kulturvermittler                                                           |                       | Zahrani, Distrikt Sidon | Nachdem Lokman Slim am 3. Februar 2021 im Dorf Niha verschwunden war, wurde er am Morgen des 4. Februar erschossen in seinem Auto nahe dem Dorf Zahrani aufgefunden. Slim war ein Kritiker der Hisbollah. | Lokman Slim (2018)               |
| 2021 | Fathi Baschagha               | Libyscher Innenminister der Regierung as-Sarradsch                                                                            |                       | Tripolis                | Am 21. Februar 2021 wurde der Konvoi, mit dem Fathi Baschagha unterwegs war, im Westen der libyschen Hauptstadt Tripolis von Bewaffneten angegriffen. Die Leibwächter des Ministers konnten den Angriff abwehren, einen Angreifer töten und zwei von ihnen gefangen nehmen. Ein Leibwächter wurde verletzt. Baschagha hatte im Vorfeld den kriminellen Kräften in der Hauptstadt den Kampf angesagt.                                  |                                  |
| 2021 | Luca Attanasio                | Diplomat und Botschafter der Italienischen Republik in der Demokratischen Republik Kongo                                      |                       | Nahe Goma               | Am 22. Februar 2021 verstarb Luca Attanasio in Goma, nachdem sein Konvoi zuvor nahe der Stadt von bewaffneten Angreifern attackiert worden war. Attanasio, der für das Welternährungsprogramm in der Region unterwegs war, hatte dabei Schusswunden erlitten. Bei dem Angriff starben ebenfalls der Fahrer seines Wagens und ein Leibwächter.                                                                                         |                                  |
| 2021 | Giorgos Karaivaz              | Griechischer Journalist und Blogger                                                                                           |                       | Alimos                  | Am 9. April 2021 wurde Giorgos Karaivaz vor seinem Haus in Alimos bei Athen mit zehn Schüssen getötet. Auf Aufnahmen einer Überwachungskamera waren zwei Personen auf einem Motorroller zu sehen, die als Täter in Frage kommen. Vermutet wird eine Ausführung durch professionelle Akteure. |                                  |
| 2021 | Peter R. de Vries             | Niederländischer investigativer Journalist und Publizist                                                                      |                       | Amsterdam               | Am 6. Juli 2021 wurde Peter R. de Vries in Amsterdam auf offener Straße niedergeschossen und starb neun Tage später, am 15. Juli, an seinen Verletzungen. | Peter R. de Vries (2017)         |
| 2021 | Jovenel Moïse                 | Haitianischer Landwirtschaftsunternehmer und Präsident                                                                        |                       | Port-au-Prince          | Am 7. Juli 2021 wurde Jovenel Moïse erschossen. | Jovenel Moïse (2017)             |
| 2021 | David Amess                   | Britischer Politiker der Conservative Party                                                                                   | Ali Harbi Ali         | Southend-on-Sea         | Am 15. Oktober 2021 wurde auf den britischen Politiker Sir David Amess während einer Bürgersprechstunde in einer Kirche in Leigh-on-Sea in seinem Wahlkreis eingestochen. Er erlag seinen Verletzungen noch am Ort des Geschehens. | David Amess (2020)               |
| 2022 | Marcelo Pecci                 | Paraguayischer Staatsanwalt                                                                                                   |                       | Barú                    | Pecci bekämpfte als Staatsanwalt in Paraguay die Organisierte Kriminalität, insbesondere den Drogenhandel und Geldwäsche. Am 10. Mai 2022 wurde er während der Flitterwochen an einem Strand in Kolumbien von einem Einheimischen auf einem Jetski erschossen. Als Auftraggeber wird der ehemalige Präsident von Paraguay Horacio Cartes verdächtigt.                                                                                 |                                  |
| 2022 | Hassan Sajad Chodai           | Iranischer Oberst und Mitglied der Quds-Einheit                                                                               |                       | Teheran                 | Am 22. Mai 2022 wurde der Revolutionsgardist Hassan Sajad Chodai in einem Viertel im Südosten der iranischen Hauptstadt von den Passagieren eines Motorrads erschossen, als er gerade unbewacht und ungeschützt in seinem eigenen Auto saß. Präsident Ebrahim Raisi machte die USA und Israel für das Attentat verantwortlich und kündigte Vergeltung an.                                                                             |                                  |
| 2022 | Shinzō Abe                    | Japanischer Politiker und ehemaliger Premierminister Japans                                                                   | Tetsuya Yamagami      | Nara                    | Am 8. Juli 2022 wurde Abe bei einer Wahlkampfveranstaltung in Nara von einem Ex-Soldaten zweimal angeschossen und erlag einige Stunden später seinen schweren Verletzungen. | Shinzō Abe (2022)                |
| 2022 | Salman Rushdie                | Indisch-britischer Schriftsteller                                                                                             | Hadi Matar            | Chautauqua              | Am 12. August 2022 wurde Salman Rushdie während einer Vorlesung in der Chautauqua Institution von dem 24-jährigen Hadi Matar mit einem Messer angegriffen und schwer verletzt. | Salman Rushdie (2019)            |
| 2022 | Darja Alexandrowna Dugina     | Russische Journalistin und politische Aktivistin                                                                              |                       | Bolschije Wjasjomy      | Am 20. August 2022 wurde Darja Alexandrowna Dugina durch einen an ihrem Auto angebrachten Sprengsatz getötet, nachdem sie zusammen mit ihrem Vater, dem politischen Philosophen Alexander Geljewitsch Dugin, eine Veranstaltung nahe Moskau besucht hatte. Es ist unklar, ob der Anschlag nicht ihrem Vater gegolten hatte, der sie eigentlich begleiten wollte.                                                                      | Darja Alexandrowna Dugina (2022) |
| 2023 | Wladlen Tatarski              | Russischer Militärblogger | Darja Trepowa         | Sankt Petersburg        | Am 2. April 2023 wurde Tatarski durch eine Bombe, die in einer geschenkten Büste verborgen war, bei einem nationalistischen Propagandavortrag gegen die Ukraine getötet. | Wladlen Tatarski (2021)          |
| 2023 | Fernando Villavicencio        | Ecuadorianischer Präsidentschaftskandidat                                                                                     |                       | Quito                   | Am 9. August 2023 wurde Villavicencio sowie laut Berichten weitere beistehende Personen erschossen. Zuvor hatte Villavicencio Morddrohungen von einer mit Drogenhandel assoziierten Gruppe erhalten. | Fernando Villavicencio (2023)    |
| 2023 | Alejo Vidal-Quadras Roca      | Ehemaliger spanischer Politiker                                                                                               |                       | Madrid                  | Am 9. November 2023 wurde auf Vidal-Quadras Roca geschossen, der im Bereich des Kiefers getroffen wurde. Der mutmaßliche Täter floh auf einem Motorrad. Mehrere Tatverdächtige, nicht aber der mutmaßliche Schütze wurden später festgenommen. | Alejo Vidal-Quadras (2011)       |
| 2024 | Robert Fico                   | Slowakischer Ministerpräsident                                                                                                | Juraj Cintula         | Handlová                | Fico wurde am 15. Mai 2024 bei einem Treffen mit seinen politischen Anhängern auf offener Straße angeschossen. Der 71-jährige Täter wurde noch am Tatort festgenommen. Im Polizeiverhör begründete er seine Tat mit Hass auf Fico und seine Regierungspolitik. | Robert Fico (2024)               |
| 2024 | Michael Stürzenberger         | Deutscher Anti-Islam Aktivist                                                                                                 | Sulaiman Ataee        | Mannheim                | Am 31. Mai 2024 stach ein Attentäter während einer Kundgebung auf den Anti-Islam Aktivisten Michael Stürzenberger ein, der schwer verletzt wurde. Der ebenfalls durch den Attentäter angegriffene Polizist Rouven Laur, der zu Hilfe gekommen war, erlag am 2. Juni 2024 im Krankenhaus seinen schweren Stichverletzungen. Der Attentäter wurde durch einen Schuss eines weiteren Polizisten ebenfalls schwer verletzt.               | Michael Stürzenberger (2018)     |
| 2024 | Donald Trump                  | Ehemaliger US-Präsident und zu diesem Zeitpunkt voraussichtlicher republikanischer Kandidat für die Präsidentschaftswahl 2024 | Thomas Matthew Crooks | Butler (Pennsylvania)   | Am 13. Juli 2024 schoss Crooks, der sich auf einem Gebäude in der Nähe der Wahlkampfkundgebung postiert hatte, auf Donald Trump, der allein auf der Bühne stand und eine Wahlkampfrede hielt, und danach in die Menge. Ein Schuss traf Trump am rechten Ohr. Ein Teilnehmer der Kundgebung starb durch einen Kopfschuss; zwei weitere wurden schwer verletzt. Der Attentäter wurde noch am Tatort durch Sicherheitskräfte erschossen. | Donald Trump (2017)              |
| 2024 | Iryna Farion                  | Ukrainische Politikerin und ehemalige Abgeordnete der Werchowna Rada (Swoboda) 2012 bis 2014                                  | Unbekannt             | Lemberg                 | Am 19. Juli wurde die nationalistische ukrainische Politikerin Farion auf dem Heimweg von einem Unbekannten mit einem Schuss in die Schläfe erschossen. Einige Tage später wurde ein 18-jähriger Mann aus der südostukrainischen Großstadt Dnipro festgenommen. |                                  |